# Babylone
Vous lisez un « article de qualité » labellisé en 2012.
Pour les articles homonymes, voir Babylone (homonymie), Babil et Babel.
Babylone (akkadien : Bāb-ili(m) ; sumérien : KÁ.DINGIR.RA ; arabe : بابل, Bābil ; araméen : Babel) était une ville antique de Mésopotamie. C'est aujourd'hui un site archéologique majeur qui prend la forme d'un champ de ruines incluant des reconstructions partielles dans un but politique ou touristique. Elle est située sur l'Euphrate dans ce qui est aujourd'hui l'Irak, à environ 100 km au sud de l'actuelle Bagdad, près de la ville moderne de Hilla.
Sous le règne de Hammurabi, dans la première moitié du XVIIIe siècle av. J.-C., cette cité jusqu'alors d'importance mineure devient la capitale d'un royaume qui étend progressivement sa domination sur toute la Basse Mésopotamie et même au-delà. Elle connaît son apogée au VIe siècle av. J.-C. durant le règne de Nabuchodonosor II qui dirige alors un empire dominant une vaste partie du Moyen-Orient. Il s'agit à cette époque d'une des plus vastes cités au monde, ses ruines actuelles occupant plusieurs tells sur près de 1 000 hectares. Son prestige s'étend au-delà de la Mésopotamie, notamment en raison des monuments célèbres qui y ont été construits, comme ses grandes murailles, sa ziggurat (Etemenanki) qui pourrait avoir inspiré le mythe de la tour de Babel et ses légendaires jardins suspendus dont l'emplacement n'a toujours pas été identifié, si tant est qu'ils aient bien existé.
Babylone occupe une place à part en raison du caractère mythique qui devint le sien après son déclin et son abandon, qui a lieu dans les premiers siècles de notre ère. Ce mythe est porté par plusieurs récits bibliques et par ceux des auteurs gréco-romains qui l'ont décrite. Ils ont assuré une longue postérité à cette ville, mais souvent sous un jour négatif. Son site, dont l'emplacement n'a jamais été oublié, n'a fait l'objet de fouilles importantes qu'au début du XXe siècle sous la direction de l'archéologue allemand Robert Koldewey, qui a exhumé ses monuments principaux. Depuis, l'importante documentation archéologique et épigraphique mise au jour dans la ville, complétée par des informations provenant d'autres sites antiques ayant eu un rapport avec Babylone, a permis de donner une représentation plus précise de l'ancienne ville, au-delà des mythes.
Des zones d'ombre demeurent malgré tout, sur ce qui constitue l'un des plus importants sites archéologiques du Proche-Orient ancien, tandis que les perspectives de nouvelles recherches ont longtemps été réduites du fait de la situation politique actuelle de l'Irak.

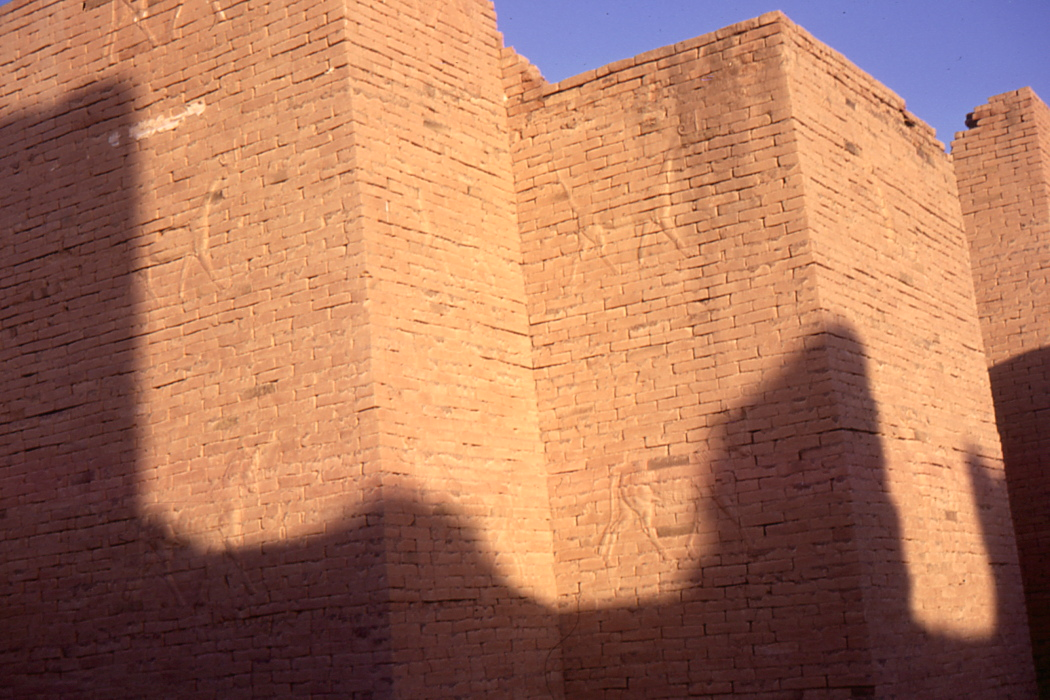
Murs de Babylone le soir en 1970.

## La redécouverte de Babylone
Les explorations des sites de la Mésopotamie antique débutèrent dans le courant de la première moitié du XIXe siècle et se firent plus intenses dans les décennies qui suivirent ; elles concernaient cependant en premier lieu les sites assyriens dont les ruines étaient plus spectaculaires. Si le site de Babylone a rapidement attiré l'attention en raison de l'importance du nom qui lui était attaché, il n'a fait l'objet de fouilles que tardivement, au début du XXe siècle, lesquelles permirent de nombreuses découvertes. D'autres campagnes suivirent durant la seconde moitié du XXe siècle, permettant un accroissement des connaissances sur le site dont la majeure partie reste inexplorée, alors que les perspectives de fouilles sont limitées depuis la mise en œuvre d'un programme de reconstruction de certains monuments, surtout depuis le déclenchement de plusieurs conflits en Irak à partir de 1990.

### Les premières explorations et fouilles du site
Malgré quelques confusions possibles avec les sites voisins de Birs Nimrud (Borsippa) et Aqar Quf (Dur-Kurigalzu) où les ruines des ziggurats rappelaient la Tour de Babel, l'emplacement du site de Babylone ne fut jamais réellement perdu, une partie de celui-ci conservant son ancien nom, Bābil. Plusieurs voyageurs venus d'Europe visitèrent ses ruines : Benjamin de Tudèle au XIIe siècle, Pietro della Valle au XVIIe siècle, et au XVIIIe siècle l'abbé de Beauchamp, un diplomate français.
Le premier à y effectuer un travail scientifique fut le Britannique Claudius James Rich, qui établit au début du XIXe siècle le premier travail de cartographie du site, travail pionnier dans l'exploration scientifique de la Mésopotamie. Plusieurs de ses compatriotes le suivirent sur le site, notamment Austen Henry Layard en 1850 et Henry Rawlinson en 1854, deux des principaux découvreurs des sites des capitales assyriennes, qui y restèrent peu de temps car le site de Babylone présentait moins de découvertes spectaculaires que ceux du nord de la Mésopotamie, ce qui explique pourquoi il resta en marge des principales fouilles de cette période.

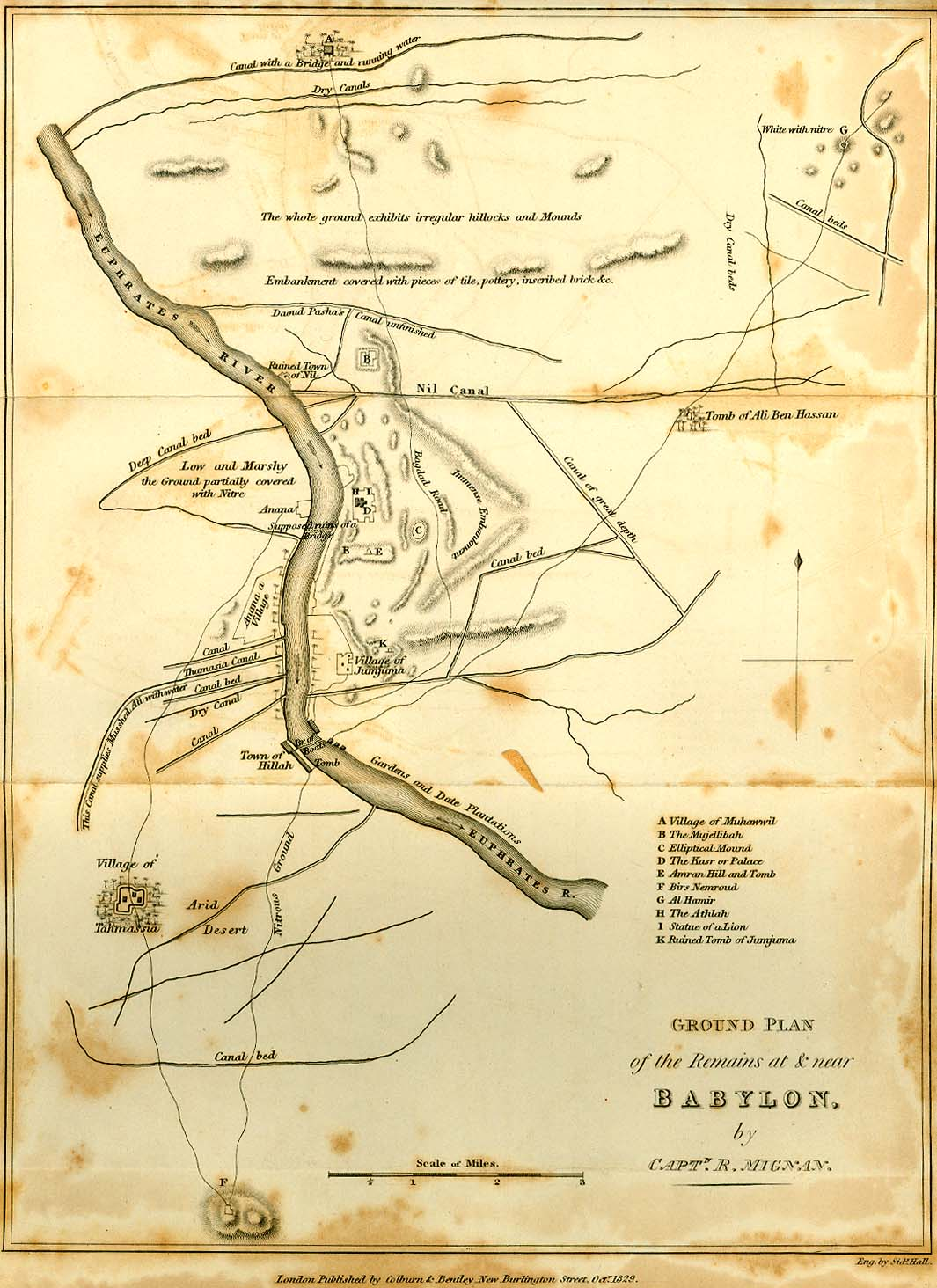
Plan du site de Babylone en 1829.
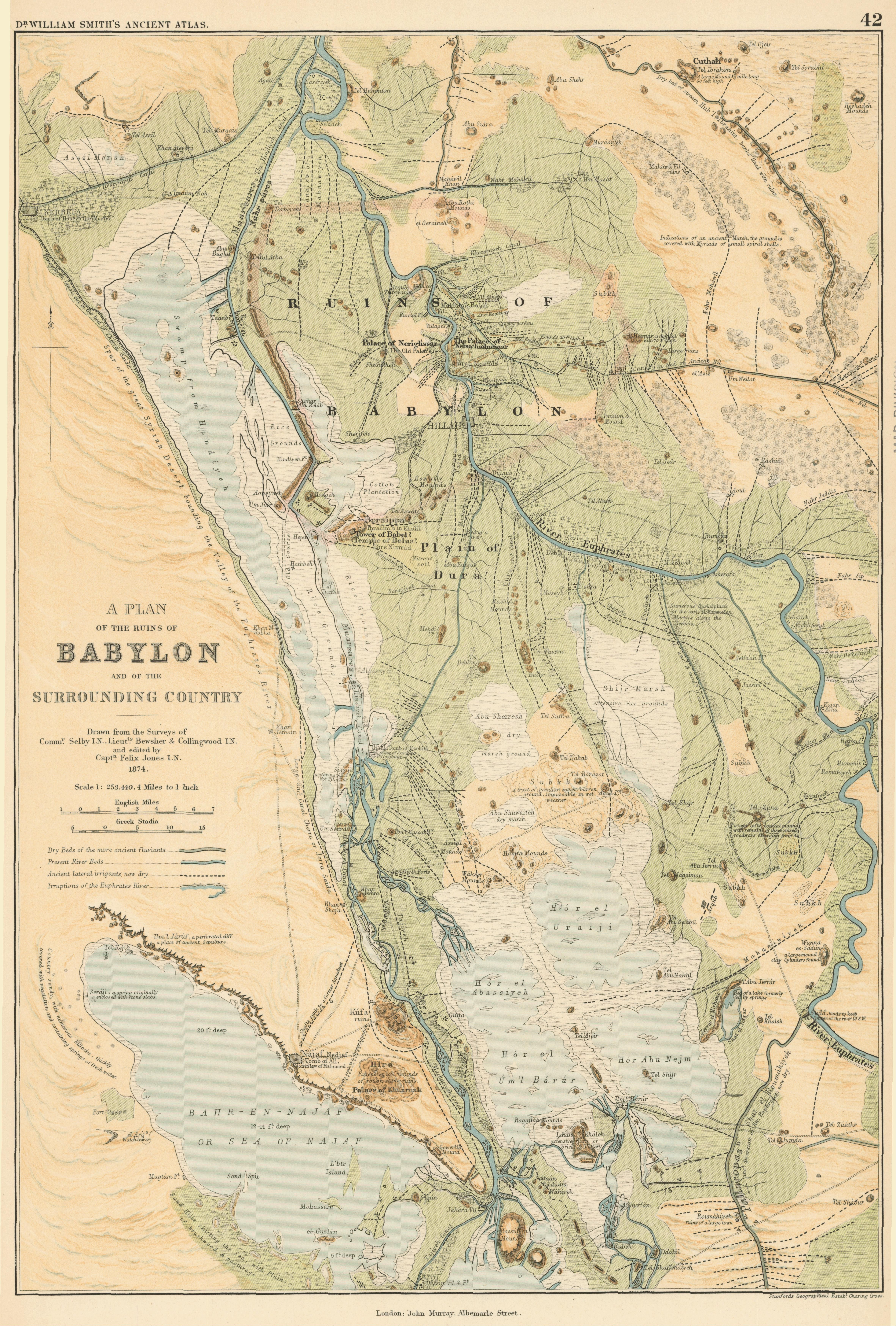
Plan de la région de Babylone vers le milieu du XIXe siècle, avec divers sites babyloniens : Babylone (Babil, Hilla), Borsippa (Birs Nimrud), Kutha (Tell Ibrahim). W. Smith, Atlas of ancient geography, biblical and classical, 1874.

En 1852, des Français entreprirent des fouilles sur le site, dirigés par Fulgence Fresnel assisté de Jules Oppert et de Félix Thomas. Les maigres découvertes (des sépultures avant tout), qu'ils firent au cours de fouilles menées dans un contexte difficile, ne purent être rapatriées en France car le convoi fluvial qui les transportait (qui transportait surtout des bas-reliefs assyriens) fut attaqué par des tribus hostiles dans le sud de l'Irak et coula en 1855. Après ces premiers chantiers, le site de Babylone fut régulièrement parcouru par des fouilleurs dans la seconde moitié du XIXe siècle.
En 1862, le consul français Pacifique-Henri Delaporte trouva une tombe parthe richement dotée en objets qui furent expédiés au musée du Louvre. Des habitants locaux qui jusqu'à présent collectaient surtout des briques sur place s'emparèrent aussi des objets anciens qu'ils y trouvaient pour les revendre sur les marchés voisins. Cela se faisait parallèlement à des fouilles, organisées par des équipes britanniques, sous la direction d'Hormuzd Rassam dans les années 1870, qui réussit à rapporter plusieurs objets de choix au British Museum, notamment le cylindre de Cyrus. Les fouilles britanniques reprirent de temps en temps sur fond de scandale lié à des soupçons de collusion entre fouilleurs clandestins et Rassam, avant que les Allemands ne s'intéressent à Babylone à partir de 1897.

### Les fouilles allemandes

Le chantier des fouilles allemandes sur le tell du Kasr au début du XXe siècle.

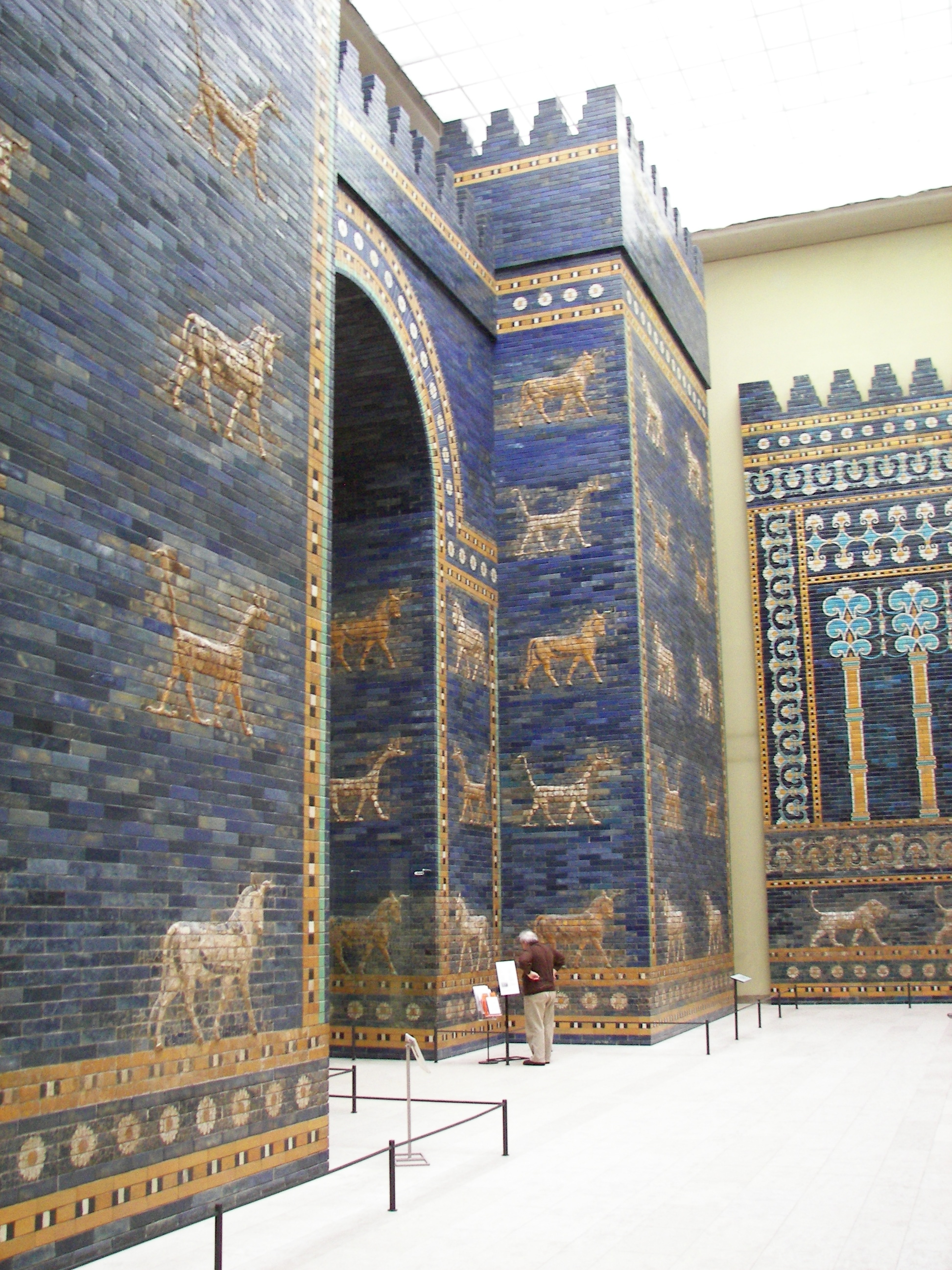
Les murs de la Voie processionnelle et la porte d'Ishtar reconstruits au Pergamon Museum de Berlin.

C'est en 1897 que Robert Johann Koldewey vint à Babylone et décida de prendre en charge ses fouilles à une échelle sans précédent. L'année suivante, la Deutsche Orient-Gesellschaft (DOG, Société orientale allemande) est créée pour mobiliser les fonds nécessaires à ce projet, en même temps que le département oriental des musées prussiens qui devra recevoir les objets découverts lors des fouilles, le tout bénéficiant de l'appui de l'empereur Guillaume II qui manifeste un vif intérêt pour l'antiquité orientale. Les fouilles débutent l'année même et durent jusqu'en 1917, chantier exceptionnel par sa durée pour l'époque, d'autant plus que les recherches ne s'interrompaient pas une seule fois dans l'année, contrairement aux pratiques actuelles. Du fait de l'ampleur du site et des objectifs (redécouvertes scientifiques du site et dégagement puis envoi de pièces majeures à Berlin), une logistique lourde est mise en place par Koldewey et ses assistants, notamment Walter Andrae.

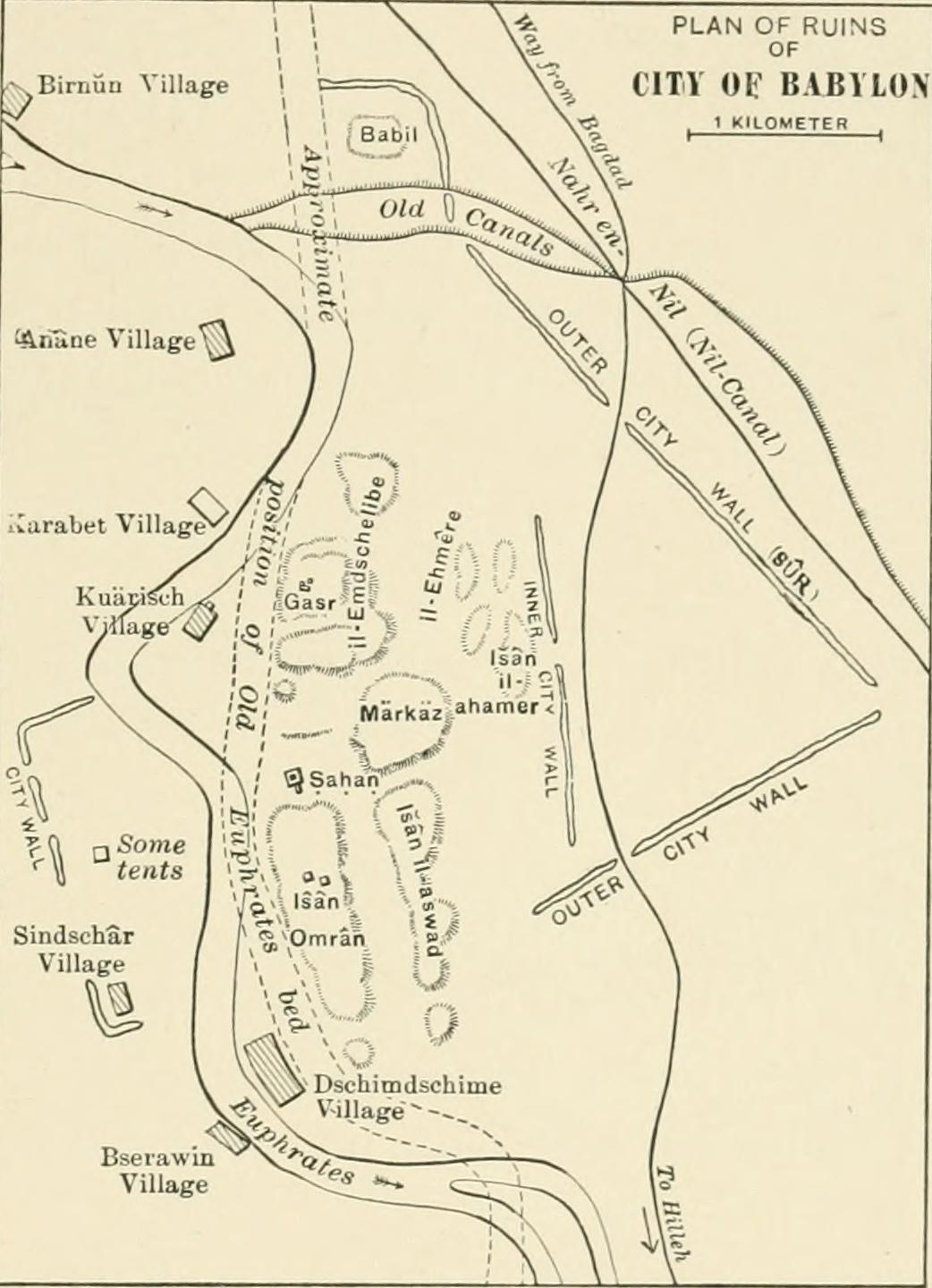
Une carte des ruines en 1905, avec les emplacements et les noms des villages

Plusieurs chantiers ont lieu en même temps (souvent trois, parfois cinq), les effectifs d'ouvriers qui dégagent les tells explorés atteignent rapidement 150 à 200 personnes, 250 au maximum. L'équipe a également pour but d'entreprendre des chantiers sur d'autres sites, et elle explore Birs Nimrud (Borsippa), Fara (Shuruppak), puis Qala'at Shergat (Assur) où Andrae est affecté en permanence de 1903 à 1913. Les fouilles à Babylone permettent de dégager plusieurs monuments majeurs et d'en établir des plans et d'autres données d'une qualité inédite jusqu'alors dans l'histoire de l'archéologie mésopotamienne ; le directeur des fouilles, architecte de formation, a un intérêt marqué pour la restitution des bâtiments anciens, à la différence de nombre d'autres archéologues l'ayant précédé, qui se focalisaient avant tout sur les trouvailles d'objets sans trop se soucier de préserver les bâtiments anciens.
Le Kasr, le tell des palais royaux principaux, est le premier exploré, avant le complexe de Marduk (tells Amran Ibn Ali et le Sahn). Ils restent les chantiers principaux. Le palais du tell Babil est également exploré, ainsi que des temples sur le tell d'Ishin Aswad, la « Voie processionnelle » et le quartier résidentiel du Merkès à partir de 1907. Dès 1913, Koldewey publie les résultats des découvertes dans l'ouvrage Das wiedererstehende Babylon (« La résurrection de Babylone »), livre qui fait l'objet de plusieurs rééditions avant sa mort, en 1925, devenu depuis un classique de l'archéologie mésopotamienne,.
Finalement, une documentation impressionnante et de grande qualité, au regard des autres chantiers de l'époque, a pu être collectée pour être analysée, mais l'ampleur du site fait que seule une petite partie en est connue, même si les principaux bâtiments ont été explorés. Parallèlement, des trouvailles sont expédiées en Allemagne, comme prévu dans les objectifs des fouilles, notamment les reliefs glaçurés de la porte d'Ishtar et de la Voie processionnelle qui sont reconstitués au Pergamon Museum. Les fouilles sont moins intenses à partir du déclenchement de la guerre, en 1914, qui appelle de nombreux fouilleurs allemands et locaux sous les drapeaux. Koldewey reste sur le chantier jusqu'en 1917 avec une équipe limitée.

### Les fouilles après 1945
Les explorations archéologiques à Babylone ne reprennent que plusieurs décennies après le départ de Koldewey. Des équipes allemandes fouillent le secteur de la ziggurat et d'autres bâtiments, notamment un complexe qui correspond peut-être à l'ancien temple de la fête-akītu, en 1962, puis entre 1967 et 1973. À partir de 1974, c'est une mission italienne menée par G. Bergamini qui investit le site. Un premier objectif est d'effectuer des relevés topographiques et stratigraphiques visant à corriger et compléter les fouilles de l'époque de Koldewey, en mettant notamment en avant le rehaussement de la cité en lien avec les problèmes hydrographiques du site. Des bâtiments sont également mis au jour dans le secteur d'Ishin Aswad. En 1979 et 1980, une équipe irakienne fouille le temple de Nabû ša harê, où elle retrouve un important lot de tablettes. Les chantiers sont interrompus en 1990 par la guerre du Golfe.

### Reconstructions et dégradations: une histoire récente tourmentée

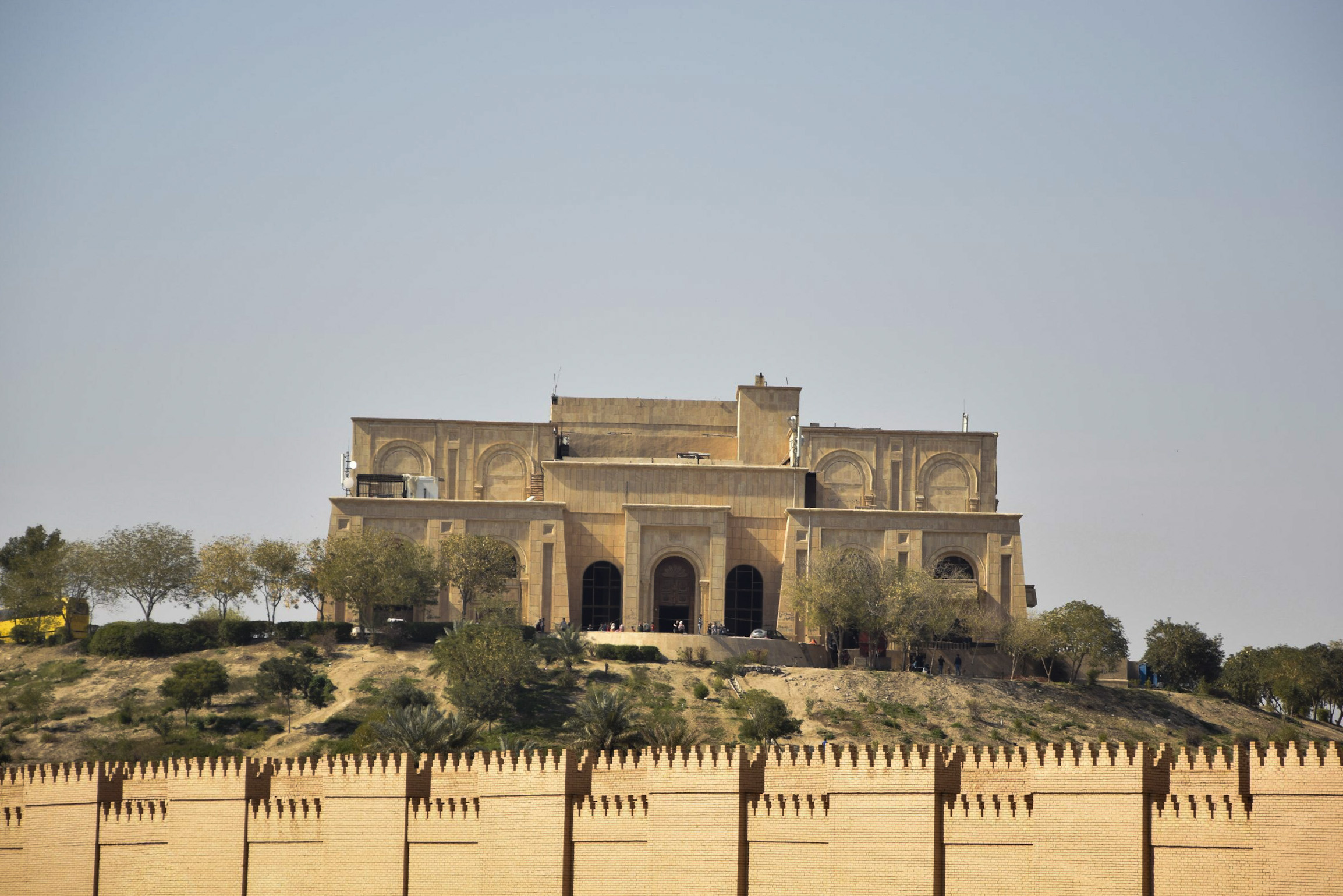
Le palais de Saddam Hussein à Babylone.

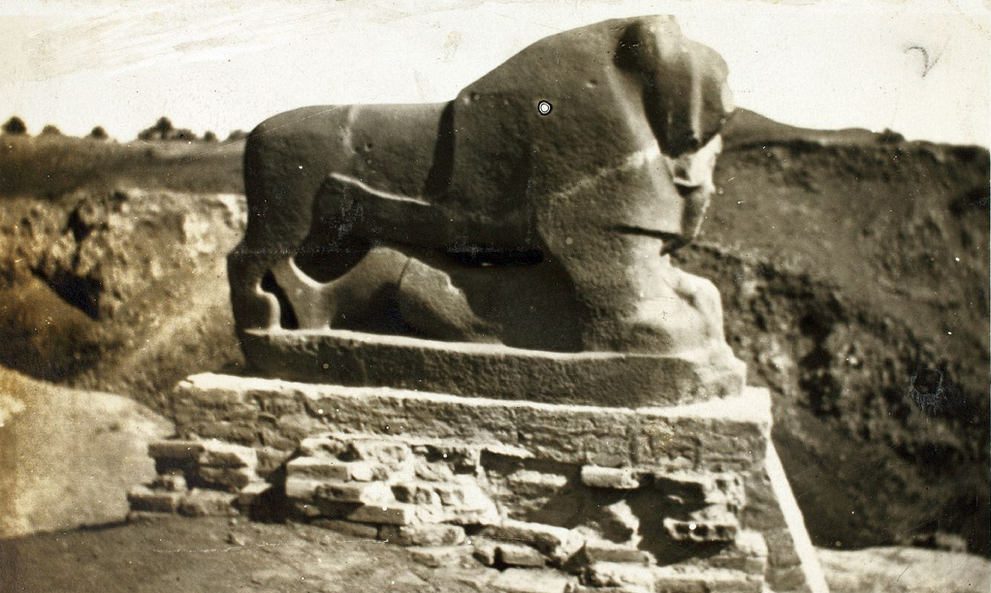
Le Lion de Babylone

Durant les années 1960 et 1970, les équipes archéologiques irakiennes entreprennent la restauration des monuments antiques du pays, en particulier le temple de Ninmah, le tout parallèlement à de nouvelles fouilles. Le site de Babylone est au premier rang, étant donné qu'il est rapidement devenu le symbole de l'Irak, dès la création de cet État, une statue de lion du site figurant par exemple sur des timbres. À partir de 1978, le programme de reconstruction se fait plus intense, en lien avec la volonté de Saddam Hussein, qui dirige l'Irak de 1979 à 2003 et se tourne vers le passé antique de la Mésopotamie pour renforcer sa légitimité et la cohésion du pays, en se présentant par exemple comme le successeur d'une lignée de grands chefs d'États « nationaux » où figurent Hammurabi et Nabuchodonosor II (des souverains assyriens également). Les enjeux politiques se mêlent donc à des enjeux touristiques, et Babylone doit (à nouveau) servir de lieu de manifestation du pouvoir : les murs de certains monuments sont restaurés, une partie des murailles, avec la porte d'Ishtar, certains bâtiments sont remaniés, comme le palais Sud dont la salle du trône est adaptée pour pouvoir servir lors de concerts et de réceptions, le théâtre grec est doté de 2 500 places pour servir lors de spectacles (par exemple une pièce de théâtre adaptant l'Épopée de Gilgamesh). 

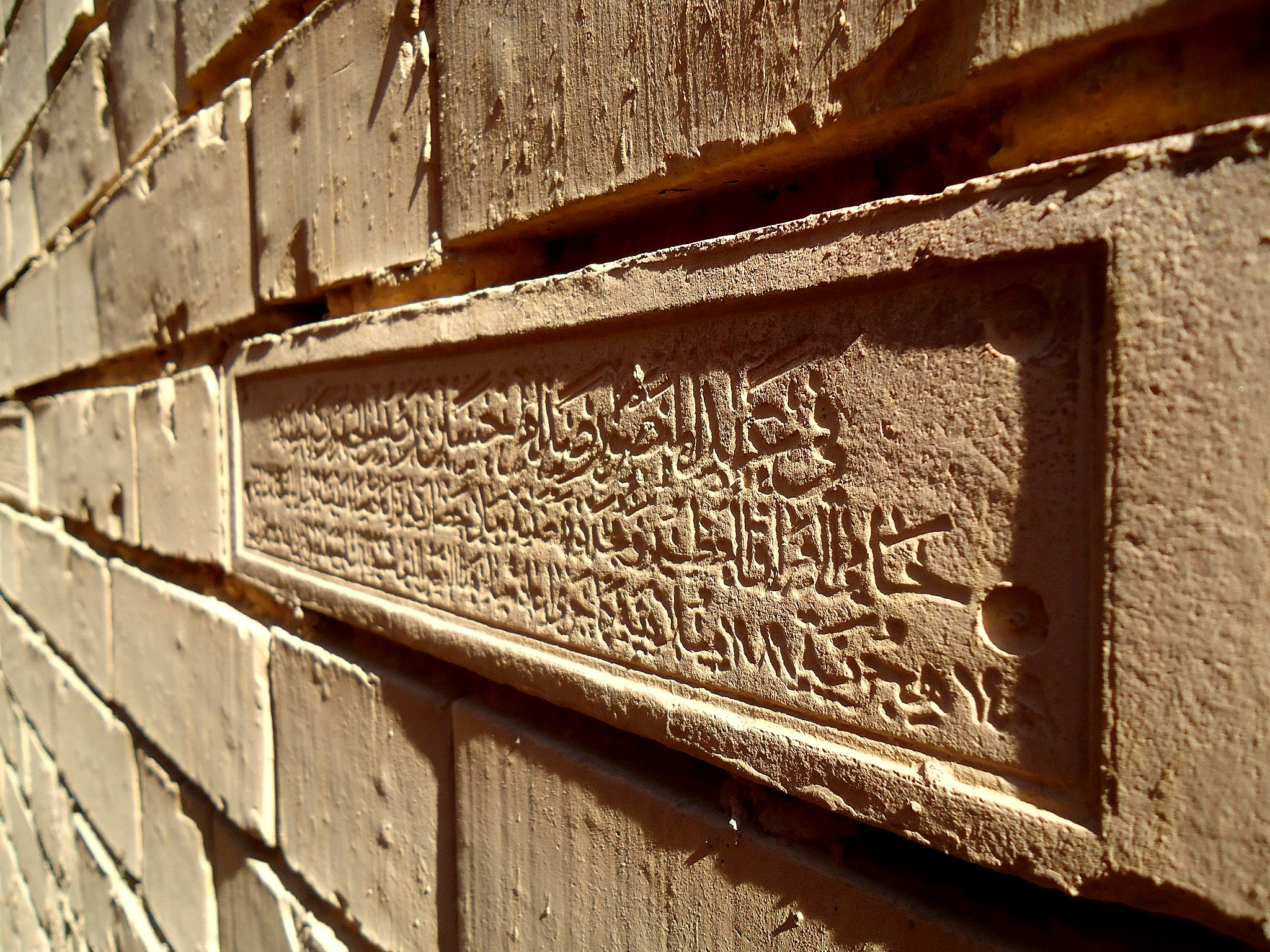
Briques estampillées à l'effigie de Saddam Hussein.

Saddam Hussein laisse même des inscriptions de fondation comme le faisaient les anciens souverains babyloniens et se fait construire un palais sur une des trois collines artificielles érigées sur le site. Des festivités ont régulièrement lieu à Babylone. 
Ces actions sont critiquées par les archéologues, parce qu'elles empêchent les fouilles sur une grande partie du site et accélèrent la dégradation de certains des monuments anciens, déjà endommagés par les fouilles précédentes ayant emporté des parties de certains d'entre eux vers les musées européens et par l'érosion qui s'accélérait depuis qu'ils avaient été dégagés.

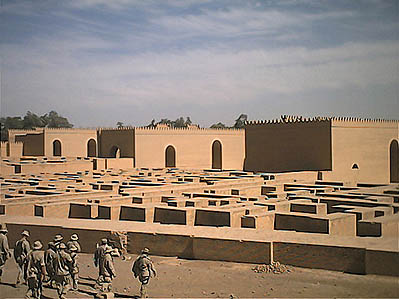
Des US Marines devant les ruines reconstruites de Babylone, en 2003.

Les dégradations du site de Babylone ont empiré à la suite de l'invasion de l'Irak de 2003 par les armées américaines. En effet, le site de Babylone est retenu pour établir le « camp Alpha », une base militaire américano-polonaise de 150 hectares pour au moins 2 000 soldats, comprenant notamment un héliport militaire. Les activités militaires ont endommagé certains édifices, à cause du passage des véhicules militaires (hélicoptères, blindés à chenilles) d'une garnison importante, et surtout à cause d'importants travaux de terrassement, le tout en plein milieu du secteur monumental de la ville entre le Kasr, le Tell Homera et le Sahn. Des tranchées sont creusées sur des sites archéologiques, le pavement de la Voie processionnelle est endommagé par les véhicules. Les critiques contre les dégradations subies par le site incitent finalement les autorités militaires coalisées à le restituer aux autorités irakiennes en décembre 2004, ce qui permet de constater l'ampleur des dégradations. Celles-ci augmenteront par la suite en raison du manque d'entretien du site, avant que ne commencent à être mis en place des projets de préservation,.
Babylone est inscrite sur la liste du patrimoine mondial par l'UNESCO le 5 juillet 2019.

## Les phases de l'histoire de Babylone
Babylone apparaît tardivement dans l'histoire de la Mésopotamie antique, en comparaison des autres grandes villes de cette civilisation, comme Kish, Uruk, Ur, Eridu, Nippur ou Ninive. Son ascension rapide n'en est donc que plus remarquable.
Alors que la ville est peu mentionnée dans la documentation de la seconde moitié du IIIe millénaire av. J.-C., elle connaît une croissance rapide sous l'impulsion d'une dynastie amorrite, qui remporte plusieurs succès militaires majeurs durant la période dite « paléo-babylonienne » (2004-1595 av. J.-C.). La période suivante, dite « médio-babylonienne » (1595 – fin du XIe siècle av. J.-C.), voit Babylone confirmer durablement son rang de capitale de la Mésopotamie méridionale, notamment parce qu'elle devient un grand centre religieux en plus d'un centre politique sous les dynasties kassite et d'Isin II. Le Ier millénaire av. J.-C. débute par des périodes très difficiles, qui se prolongent dans les guerres provoquées par les tentatives de domination des rois assyriens sur la Babylonie. Ceux-ci sont finalement vaincus par les rois Nabopolassar et Nabuchodonosor II, qui fondent le puissant empire « néo-babylonien » (626-539 av. J.-C.) et entreprennent les chantiers qui font de Babylone la ville la plus prestigieuse de son temps.
Après leur chute, plusieurs dynasties étrangères se succèdent à Babylone, et même si la ville n'est pas leur capitale, elle conserve une importance notable jusqu'aux derniers siècles av. J.-C., durant les phases tardives de l'histoire babylonienne, avant son abandon durant les premiers siècles de notre ère.

### Origines de la ville et du nom
La plus ancienne attestation possible du nom de la ville de Babylone se trouve sur une tablette, de provenance inconnue, datée d'après les critères paléographiques des alentours de 2500 av. J.-C. (période des dynasties archaïques),. Ce texte mentionne une ville nommée BA7.BA7 ou BAR.KI.BAR, dont le souverain (ENSÍ) commémore la construction du temple du dieu AMAR.UTU, qui deviendra ultérieurement la forme sumérienne du nom de Marduk, divinité tutélaire de Babylone, ce qui semble un argument probant pour l'identification de cette ville.
Le nom « Babylone » provient du grec, lui-même dérivé de l'akkadien bāb-ili(m), signifiant « Porte (bābu(m)) du Dieu (ili(m)) », qui se trouve également dans les textes sous la forme bāb-ilāni, « Porte des Dieux ». Il aurait pour origine le terme Babal ou Babulu, peut-être issu du langage, disparu, d'une population antérieure à la présence sumérienne et sémitique en Mésopotamie méridionale, donc inexplicable ; une autre hypothèse est qu'il s'agisse d'un terme d'origine sumérienne, signifiant peut-être « bosquet ». Ce terme originel aurait alors évolué en étant interprété (en raison de la proximité phonétique), par les locuteurs de l'akkadien qui peuplaient la ville, comme signifiant « Porte du Dieu », puisqu'il apparaît couramment dans les textes les plus anciens en logogrammes sumériens, sous la forme KÁ.DINGIR ou KÁ.DINGIR.RA, qui a le même sens (KÁ « Porte », DINGIR « Dieu », -A étant la marque du génitif), en est donc une traduction et non pas une simple transposition phonétique comme pour les autres adaptations du mot dans d'autres langues. Le nom akkadien de la ville est par ailleurs à l'origine de l'hébreu Babel ou encore de l'arabe Bābil qui désignent la cité dans ces langues.
La première attestation assurée du nom de Babylone est sous sa forme sumérienne KÁ.DINGIR, dans un texte de l'époque du règne de Shar-kali-sharri (2218 – 2193 av. J.-C.), roi de l'Empire d'Akkad dont elle fait partie, qui commémore y avoir restauré deux temples, dédiés à Annunitum (Ishtar) et à Ilaba. Par la suite, Babylone apparaît dans plusieurs textes de la période de l'empire d'Ur III au XXIIe siècle av. J.-C., dont elle est un centre provincial, dirigé par un gouverneur (portant l'ancien titre royal ENSÍ). Il s'agit avant tout de documents fiscaux provenant de Puzrish-Dagan, indiquant qu'elle participe au système de prélèvements mis en place par cet empire. Les niveaux de la ville du IIIe millénaire av. J.-C. n'ayant pas été fouillés, il reste difficile de dater ses origines ; quelques objets de ce millénaire ont été récupérés lors de prospections.

### Babylone sous la dynastie amorrite

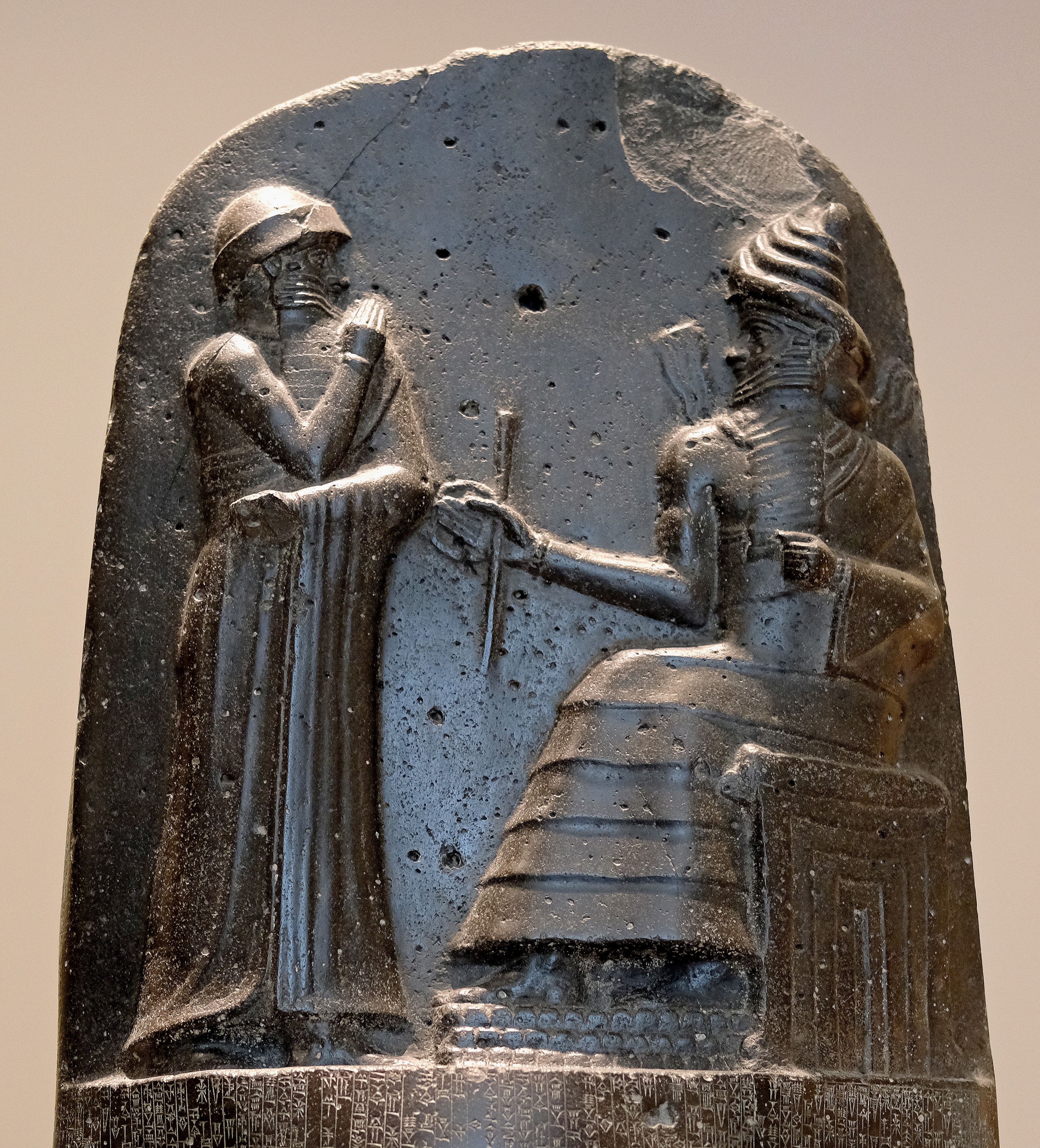
Le roi Hammurabi de Babylone face au dieu Shamash, détail de la stèle du Code de Hammurabi, Musée du Louvre.

L'essor de Babylone survient avec l'émergence d'une dynastie d'origine amorrite, qui débute vers 1894 avec un certain Sumu-abum (1894-1881 av. J.-C.). Cette période est qualifiée de « paléo-babylonienne » ou babylonienne ancienne. Sumu-la-El (1880-1845 av. J.-C.) est le véritable ancêtre de la première dynastie de Babylone, car il est sans lien familial avec son prédécesseur, tandis que tous ses successeurs sont ses descendants. Ceux-ci agrandissent progressivement le royaume qui était alors limité à la ville et ses alentours. Sîn-muballit (1812-1793 av. J.-C.) fait de Babylone une puissance capable de rivaliser avec les grands royaumes amorrites voisins que sont Larsa, Eshnunna, Isin et Uruk.
Son fils Hammurabi (1792-1750 av. J.-C.) sait jouer intelligemment son rôle dans le concert international de son époque pour faire du royaume babylonien la principale puissance de son temps. Après une première partie de règne sans grande victoire, il parvient à soumettre les royaumes qui l'entourent : Larsa, Eshnunna, puis Mari. Babylone domine alors une grande partie de la Mésopotamie.

Son fils et successeur Samsu-iluna (1749-1712 av. J.-C.) maintient encore pendant un certain temps sa suprématie, mais il fait face à plusieurs révoltes qui affaiblissent son royaume. Les rois suivants voient leur territoire se désagréger sous l'effet de rébellions et d'attaques de peuples ennemis, les Kassites en premier lieu, mais aussi le Pays de la Mer, problèmes qui sont liés à une crise économique voire écologique. Samsu-ditana (1625-1595 av. J.-C.), dont le royaume ne comporte plus que les environs immédiats de Babylone, est acculé. Selon ce que la tradition babylonienne ultérieure a retenu, le coup fatal lui est porté par le roi hittite Mursili Ier, qui réussit en 1595 av. J.-C. un raid sur Babylone. La ville est pillée et la dynastie amorrite disparaît ; les statues de culte du dieu Marduk et de sa parèdre Sarpanitum sont emportées par les vainqueurs.

« CTH 10.1 : [...] qui étaient [Hattusili], l'homme de Kussar. [Ses troupes], les pays [voi]sins ennemis ils [les détruis]irent [tous], les uns après les autres, et les biens [ils amenèrent vers Hattusa]. Ils faisaient prosperer et enrichis[saient le pays de Hatti]. [De]... ils faisaient la frontiere.
Ensuite Mursili devint roi. Lui aussi [fut un roi] puissant (?). Il aneantit [la ville d'Alep]. Il aneantit [...]. Les Hourrites [il aneantit. Ensuite il alla au pays] de la Babylonie, [il l'aneantit] et il am[ena les bien]s vers Hattusa.
CTH 10.2 : Nous avons offensé les dieux au ciel. Les biens de la ville de Babylone qui sont à eux nous avons enlevés. [Les dieux cherchai]ent après notre bétail et nos moutons. Il a tué et son sang et sa chair. Nous avons mis, nous sommes allés et leur champ nous avons envahi. Le bœuf agressif, du pays nous avons lâché. Un vêtement fin babylonien... Quand il grandissait, il rejetait la parole de son père. [Il] déclare [ainsi] : « Aujourd'hui Mursili est mort ». Mursili : personne ne peut prononcer son nom. [Celui qui le nomme] ne [sera] plus mon principal serviteur. [Sa gorge, ils la trancheront et ils le pendront] à sa porte. »

— Fragments de textes hittites sur la prise de Babylone.
Peu de choses sont connues sur le visage de Babylone à l'époque de sa première dynastie. Il s'agit manifestement de la période de son premier essor. Cela est dû à plusieurs facteurs : avant tout la présence d'une puissante dynastie, mais aussi une situation géographique dont Babylone sait profiter, dans une région d'agriculture riche et irriguée, le long d'un bras de l'Euphrate et non loin du Tigre, qui constitue un axe de communication majeur entre la Syrie, la Haute Mésopotamie, le plateau iranien et le sud mésopotamien ouvrant sur le golfe Persique. La ville devient ainsi le carrefour des voies commerciales importantes.
Les niveaux archéologiques paléo-babyloniens, en général recouverts par la nappe phréatique et endommagés irrémédiablement, n'y ont été atteints qu'à un endroit, dans un quartier résidentiel. Les relevés archéologiques sont maigres, les apports les plus appréciables des fouilles sont plusieurs lots de tablettes scolaires, religieuses et économiques trouvés dans la zone du Merkes. L'organisation générale de la ville se faisait sans doute déjà autour de son quartier religieux (le futur Eridu) situé sur la rive gauche de l'Euphrate. Son extension exacte reste cependant à déterminer : il est souvent avancé qu'elle aurait été plus petite que la ville intérieure néo-babylonienne, mais elle aurait déjà pu occuper la même surface. Se pose notamment la question de savoir si l'enceinte de l'époque passe par certaines portes qui seront situées un millénaire plus tard à l'intérieur de la ville, en raison de son extension (porte de Lugal-irra, porte du Marché), ou si ces portes sont déjà localisées aux mêmes emplacements que celles du temps de Nabuchodonosor II. Il semble en tout cas que la ville s'étendait dès cette période sur la rive droite du fleuve (futur quartier de Kumar) où plusieurs temples sont attestés par les textes.
Les meilleures sources d'information sur les constructions de la ville sont les inscriptions de fondation et les « noms d'années » des rois paléo-babyloniens commémorant leurs travaux de construction. Le premier roi de la dynastie, Sumu-la-El, a construit un nouveau mur d'enceinte pour la ville et le palais royal, que ses successeurs occuperont après lui. Ammi-ditana semble en avoir construit un autre, à moins qu'il ne s'agisse d'une restauration (les textes ne distinguant pas forcément les deux). On n'a un aperçu de la vie au palais royal de Babylone que par quelques tablettes du temps de Hammurabi, provenant de la correspondance diplomatique du roi de Mari évoquant avant tout des tractations intéressant ce dernier.
Les rois paléo-babyloniens entreprennent régulièrement des chantiers dans leur capitale, qui concernent avant tout ses murailles, ses portes et surtout ses nombreux temples. Ils rapportent également les offrandes somptueuses qu'ils font à certaines divinités de la ville. L'Esagil, le temple du grand dieu local Marduk, fait en particulier l'objet de leurs attentions. Sa ziggurat n'est pas mentionnée, mais les relevés archéologiques semblent dater sa phase la plus ancienne dans cette période. Les textes du Merkes indiquent pour leur part que le quartier situé en ce lieu était nommé « Ville neuve orientale », il était notamment habité par une catégorie de prêtresses appelées nadītum, caractéristiques de l'époque paléo-babylonienne.

### La période kassite
Après la prise de Babylone par les Hittites, la situation politique de la Babylonie est particulièrement obscure. Cette région tombe dans des conditions mal établies sous la coupe d'une dynastie d'origine kassite. Un texte du VIIe siècle av. J.-C. retrouvé à Ninive en Assyrie se présente comme une copie d'une inscription du roi kassite Agum II, qui dit avoir rapporté les statues de culte de Marduk et Sarpanitu à Babylone et restauré l'Esagil. On ne sait rien quant à l'authenticité de ce texte, d'autant plus que ce roi Agum n'est mentionné que dans des textes postérieurs à son règne. En l'état actuel des connaissances, la domination kassite sur la Babylonie n'est assurée que vers le début du XVe siècle av. J.-C., sous Burna-Buriash Ier et surtout ses successeurs directs. Les rois de cette dynastie, qui se présentent comme monarques du pays de « Karduniaš » (correspondant à la Babylonie), plutôt que comme « rois de Babylone », n'apparaissent que rarement en relation avec la ville de Babylone où leurs travaux ne sont pas ou peu mentionnés. Le statut de Babylone en tant que centre politique n'est pas clair : sous Kurigalzu Ier (ou le deuxième du nom) au début du XIVe siècle av. J.-C., une nouvelle capitale est fondée à Dûr-Kurigalzu (« fort Kurigalzu », du nom de son fondateur), située plus au nord, dans la région où l'Euphrate et le Tigre sont proches. Les liens entre les deux villes sont à préciser : Dûr-Kurigalzu, qui dispose d'un vaste palais royal, pourrait servir de résidence pour la cour, tandis que Babylone resterait le siège de l'administration du royaume.
Quoi qu'il en soit, Babylone reste une ville très importante et prestigieuse notamment parce que son rôle de centre religieux se développe, comme en témoigne le fait que l'Esagil reçoive des donations de terres importantes et que Marduk s'affirme peu à peu comme figure divine et souveraine dans les sources de cette période. De façon significative, les défaites les plus marquantes des rois kassites sont la prise de Babylone par leurs ennemis. Vers 1235 av. J.-C., elle est pillée par le roi Tukulti-Ninurta Ier d'Assyrie. Selon une chronique historique babylonienne surnommée Chronique P, ce roi aurait fait abattre ses murailles puis enlever à son tour la statue de Marduk ; il fait ensuite rédiger dans son pays un long texte célébrant sa victoire. Les conflits entre Babylone et l'Assyrie se poursuivent jusqu'à l'intervention d'un troisième camp, celui des rois d'Élam Shutruk-Nahhunte et son fils Kutir-Nahhunte qui s'emparent de Babylone en 1158 puis 1155 av. J.-C. et emportent à leur tour ses trésors, dont la statue de son grand dieu.
L'apparence de la ville de Babylone est encore moins bien connue à la période kassite qu'à la paléo-babylonienne, en l'absence d'inscriptions de fondation commémorant des travaux dans cette ville et parce que les niveaux archéologiques n'ont pas pu être fouillés pour les mêmes raisons que ceux de la période précédente. Seuls quelques niveaux ont été atteints dans le secteur du Merkes. Plusieurs lots de tablettes économiques privées et un de textes religieux appartenant à un devin ont été exhumés pour cette époque. C'est peut-être à cette période que le plan de Babylone avec son enceinte principale se fixe, si ce n'est pas déjà fait à la période précédente.

### La seconde dynastie d'Isin et la période d'affaiblissement de la Babylonie
Les Élamites sont finalement repoussés de Babylonie par une nouvelle dynastie trouvant ses origines à Isin, qui réussit à reprendre Babylone. Son plus grand roi, Nabuchodonosor Ier (1126-1105 av. J.-C.), bat ensuite les Élamites dans leur propre pays et peut ramener triomphalement la statue de Marduk à Babylone, événement rapporté dans un long texte figurant sur un acte de donation. Ce fait est particulièrement important pour l'histoire religieuse de la Babylonie, car c'est de cette période que doit sans doute être datée la primauté accordée à Marduk sur les autres dieux mésopotamiens, avec la rédaction de l'Épopée de la Création (Enūma eliš) qui narre comment il est devenu roi des dieux. Ce récit fait de Babylone une cité construite par les dieux et située au centre du Monde, au contact du Ciel et de la Terre (matérialisé par sa ziggurat, dont le nom signifie « Maison-lien du Ciel et de la Terre »). Il est généralement admis que c'est à ce moment qu'est rédigé le texte topographique appelé d'après son incipit TINTIR=Babilu, qui rapporte notamment l'emplacement de tous les lieux de culte de la ville, célébration du statut de ville sainte qu'a acquis Babylone. Cela indiquerait aussi que la ville a alors son plan quasi-définitif car ce que décrit le texte s'apparente à ce qui a été observé lors des fouilles des niveaux du millénaire suivant, même s'il reste possible que ce texte (et donc l'organisation intérieure finale de Babylone) soit plus tardif.
Le retour du royaume babylonien au premier plan politique est cependant de courte durée : à partir des alentours de 1050 av. J.-C., la Babylonie entre dans une période de crise, notamment parce qu'elle fait face à des incursions de peuples venus de l'extérieur, les Araméens et les Chaldéens. La fin du règne de Nabû-shum-libur (1032-1025 av. J.-C.) marque pour Babylone le début d'un chaos et de changements dynastiques fréquents, alors que les sources écrites concernant la Babylonie se tarissent, signe d'un déclin. Il semble que les grandes villes de cette région aient subi plusieurs périodes de fortes violences, et Babylone ne fait sans doute pas exception.

### Babylone face à la domination assyrienne

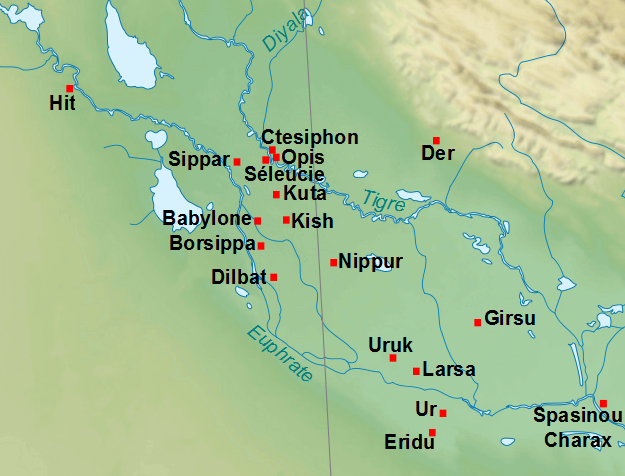
Localisation des principales villes de la Babylonie du

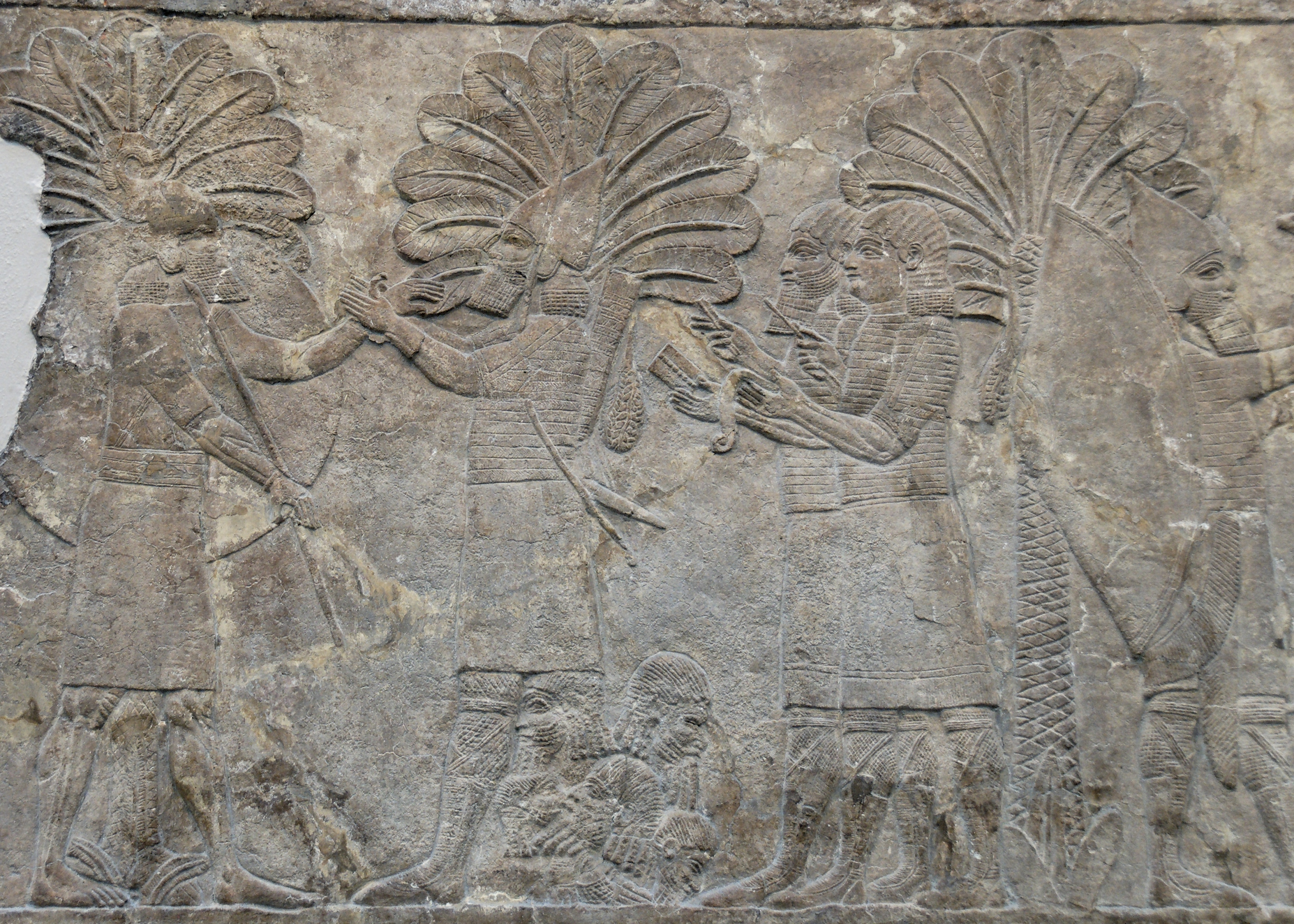
Bas-relief du palais royal de Ninive, représentant des soldats assyriens comptabilisant leur butin au cours d'une campagne en Babylonie.

La situation commence à se rétablir à partir du IXe siècle av. J.-C. même si les perturbations restent courantes. Les rois de Babylone ont du mal à affirmer leur domination sur la région et les dynasties sont très instables. À ces problèmes s'ajoute la reprise de la lutte contre l'Assyrie, qui est en position de force en raison de sa plus grande stabilité interne. Après plusieurs années de lutte, le roi assyrien Teglath-Phalasar III parvient à prendre Babylone en 728 av. J.-C., et à s'en proclamer roi.
La domination assyrienne n'est pas assurée pour autant, et le nouveau souverain Sargon II, qui restaure les temples et les remparts de Babylone, doit faire face à un adversaire redoutable en Babylonie, Merodach-Baladan II, qui réussit à régner sur la cité à deux reprises. Sennachérib, le successeur de Sargon II, fait face à son tour à de nouvelles révoltes en Babylonie, et place l'un de ses fils sur le trône de la cité. Ce dernier tient peu de temps, car une nouvelle révolte babylonienne survient. Les comploteurs le capturent et le livrent à leurs alliés élamites qui l'exécutent. La réaction de Sennachérib est terrible, et le récit qu'il en laisse est plein de haine contre Babylone : il aurait massacré une grande partie de sa population et détruit une grande partie de la ville, en détournant les eaux du fleuve sur elle puis en rasant ses murailles ainsi que le sanctuaire de Marduk dont il emporte la statue.

« J'avançai rapidement contre Babylone dont j'avais planifié la conquête. Je soufflai comme l'assaut d'une tempête, je l'enveloppai comme un brouillard. J'assiégeai la ville, et je la conquis au moyen de brèches et d'échelles. (…) Je n'épargnai personne, je remplis les places de la ville de leurs corps. (…) ; mes gens s'emparèrent des dieux qui s'y trouvaient et les détruisirent. (…) ; je détruisis de fond en comble la ville et les maisons, des fondations jusqu'au toit et je la brûlai par le feu. Je rasai les murs, intérieur et extérieur, de la ville, je nivelai la terre sur ses côtés en l'inondant. Je détruisis même le plan de ses fondations. Je l'aplanis plus que ne l'aurait fait un déluge afin qu'on ne se souvînt jamais de cette ville et de ses temples : je la dévastai par une inondation, en sorte qu'elle devînt semblable à une prairie. »

— Extrait des Annales de Sennachérib rapportant la prise de Babylone.

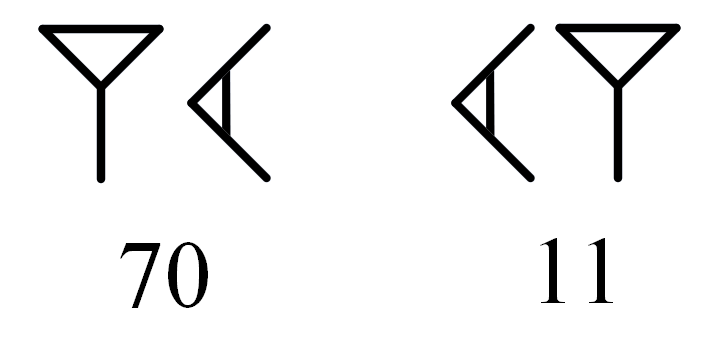
L'inversion des clous composant les signes 70 et 11 permet de justifier théologiquement la reconstruction de Babylone par Assarhaddon.

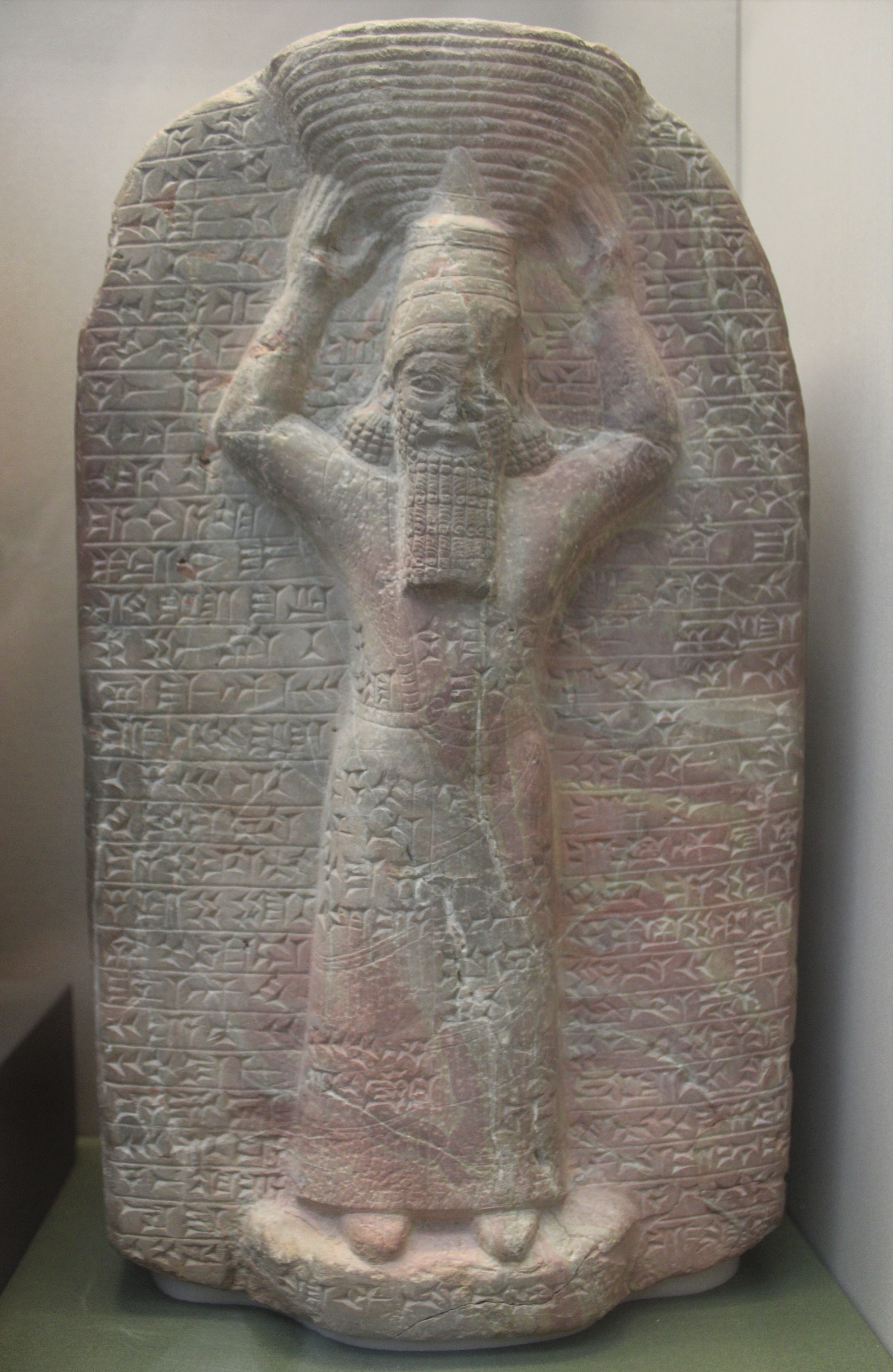
Assurbanipal représenté en bâtisseur, sur une stèle commémorant la restauration de l'Esagil. British Museum.

La réalité de l'ampleur des destructions opérées par Sennachérib reste discutée. Selon toute vraisemblance, la ville n'est pas entièrement détruite malgré ce que prétend le roi assyrien. Son fils et successeur Assarhaddon choisit la voie de l'apaisement et entreprend de restaurer la cité, malgré l'interdiction de la reconstruire avant 70 ans qui aurait été proclamée par le dieu Marduk en colère contre la population (Sennachérib n'ayant alors été que le bras de sa vengeance). Assarhaddon justifie cette entreprise par un jeu d'écriture portant sur la graphie cunéiforme du nombre 70 (un clou vertical suivi d'un chevron) : il retourne le signe, ce qui donne 11 (un chevron suivi d'un clou vertical) années et lui permet d'entreprendre le chantier.
La succession d'Assarhaddon, en 669 av. J.-C., a en fait donné lieu à une organisation politique spéciale : Assurbanipal règne depuis l'Assyrie, tandis que son frère Shamash-shum-ukin est placé sur le trône de Babylone, en position de vassal mais auréolé du retour de la statue de Marduk qui accompagne son intronisation. Le second se révolte finalement en 652 av. J.-C., mais est vaincu après une guerre de quatre ans et le siège de sa capitale qui dure plusieurs mois, en 648 av. J.-C.. Il meurt lors du siège de Babylone, brûlé par l'incendie de son palais, un épisode qui donnera naissance au mythe grec de Sardanapale. Après une première phase de répression, Assurbanipal se révèle moins brutal que son grand-père et fait restaurer la ville, à la tête de laquelle il place un souverain vassal, Kandalanu. Les rois assyriens ont donc profondément marqué l'histoire de Babylone et sans doute aussi son paysage urbain.

### L'Empire néo-babylonien et l'apogée de Babylone

L'extension approximative de l'empire des rois néo-babyloniens.

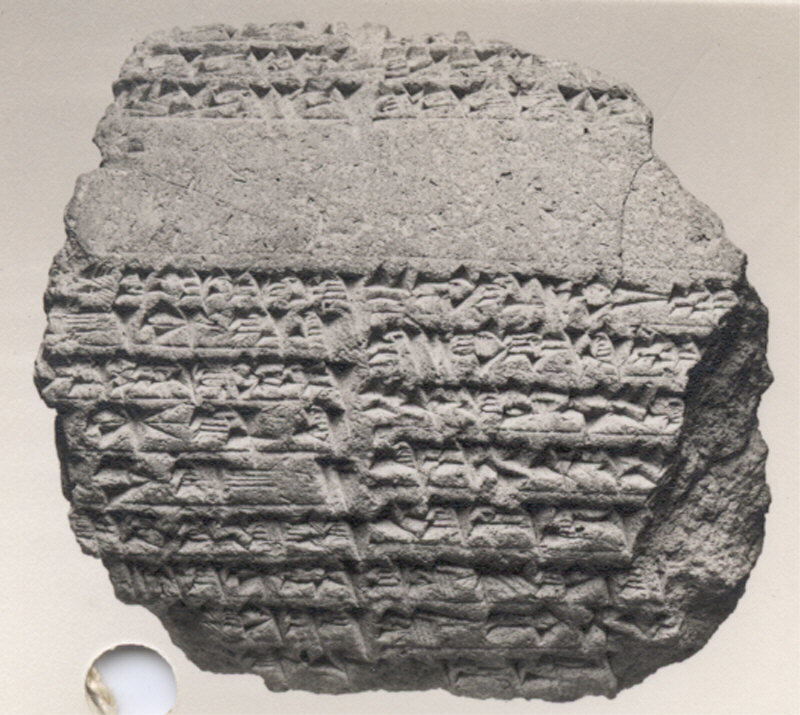
Un cylindre fragmentaire du règne de Nabuchodonosor II, honorant l'exorcisme et la reconstruction de la ziggourat Etemenanki par Nabopolassar.

Cette succession de révoltes en Babylonie a sans doute affaibli l'Assyrie, tandis qu'à Babylone l'esprit de résistance est de plus en plus fort, et les résistants de plus en plus actifs et unis. À la mort d'Assurbanipal, qui survient entre 631 et 627 av. J.-C., ses successeurs entrent dans une querelle de succession qui est fatale à leur royaume. Nabopolassar, sans doute gouverneur de la région du pays de la Mer, et peut-être d'origine chaldéenne, profite des troubles en Assyrie pour prendre le pouvoir à Babylone, en 625 av. J.-C. Il porte peu à peu le conflit chez son voisin du nord et, après quelques années d'hostilités, réussit à abattre l'empire assyrien avec l'aide du roi des Mèdes, Cyaxare, entre 614 av. J.-C. et 610 av. J.-C. Son fils Nabuchodonosor II (605 av. J.-C.-562 av. J.-C.) lui succède. Avec lui, Babylone connaît son apogée. C'est la période de l'« empire néo-babylonien », qui couvre une grande partie du Proche-Orient, des frontières de l'Égypte jusqu'aux Taurus anatoliens et aux abords de la Perse.
Les règnes de Nabopolossar et Nabuchodonosor II correspondent à une période de profondes transformations de la ville, initiées par le premier et achevées par le second, connues par de nombreuses inscriptions de fondation. Ces rois mobilisent les ressources de tout l'empire, qu'il s'agisse des pays conquis ou bien de la Babylonie ; ainsi, des tablettes provenant de l'Eanna, le temple d'Ishtar à Uruk, une autre ville majeure du sud mésopotamien, indiquent que le sanctuaire fournit des ressources considérables pour la construction d'un palais de Nabuchodonosor. Ce sont ces travaux qui vont contribuer à l'image, légendaire, reproduite par des auteurs étrangers comme Hérodote, Ctésias ou les rédacteurs de la Bible hébraïque, d'une ville ceinte par des murailles impressionnantes et dominée par des monuments remarquables qui sont alors agrandis ou restaurés : palais royaux, temples, ziggurat, artères principales, dont la « Voie processionnelle » qui part de la porte d'Ishtar. La vie économique et sociale de la ville transparaît également dans des textes économiques, administratifs et scolaires de cette période.
Une forme de centralisation s'accomplit au profit de la capitale. Dans l'économie, c'est donc de loin le principal centre de consommation de l'empire, elle concentre une très grande variété d'activités et les autres villes de Babylonie sont tournées vers elles. Les archives des temples d'Uruk et de Sippar indiquent que leur personnel s'y rend non seulement pour être en contact avec les autorités politiques, mais aussi pour y faire des affaires et des achats, puisqu'on y trouvait des artisans de toutes les spécialités connues et des produits de tout l'empire et d'au-delà. Dans un mouvement opposé, des gens de Babylone s'implantent dans des villes provinciales où ils forment parfois des communautés, bénéficiant de l'appui royal pour obtenir des postes en vue dans l'administration des sanctuaires et des provinces. L'influence de la capitale dans l'empire déborde donc largement les domaines politique et religieux. 
Les successeurs de Nabuchodonosor II réussissent à tenir tant bien que mal leur royaume, mais ils n'ont pas l'autorité des fondateurs de la dynastie. Le dernier roi de Babylone, Nabonide (556-539 av. J.-C.), est un personnage énigmatique qui se met à dos une partie de l'élite de son royaume, dont le clergé de Marduk, car il semble délaisser ce dieu au profit du dieu-lune Sîn. Nabonide quitte pendant plusieurs années la cité de Babylone pour s'installer à Tayma en Arabie. Son absence de Babylone empêche de facto les prêtres de Marduk de célébrer la nouvelle année, ce qui requiert la présence du roi.

### Babylone sous domination étrangère
Quand le roi des Perses Cyrus II attaque Babylone en 539 av. J.-C. par une offensive surprise contre la porte d'Enlil au nord-ouest de la ville, la lutte tourne court et la cité et l'empire tout entier tombent entre ses mains, manifestement sans grande effusion de violences. Dès lors, Babylone perd son indépendance.

« Au mois de Teshrit, Cyrus ayant livré bataille à l'armée d'Akkad (Babylone) à Upû (Opis), sur la [rive] du Tigre, le peuple d'Akkad reflua. Il se livra au pillage et massacra la population. Le 14, Sippar fut prise sans combat. Nabonide s'enfuit. Le 16, Ugbaru, gouverneur de Gutium, et l'armée de Cyrus firent, sans combat, leur entrée dans Babylone. Plus tard, étant revenu, Nabonide fut pris dans Babylone. Jusqu'à la fin du mois les (porte-)boucliers de Gutium cernèrent les portes de l'Esagil (le grand temple de Babylone) mais il n'y eut nulle interruption (des rites) d'aucune sorte dans l'Esagil ou dans quelque autre temple et aucune échéance (festive) ne fut manquée. Au mois d'Arahsamnu, le 3e jour, Cyrus entra dans Babylone. On emplit devant lui les chalumeaux (à boire) (?). La paix régna dans la ville. Cyrus décréta la paix pour Babylone toute entière. »

— Extrait de la Chronique de Nabonide rapportant la chute de Babylone.
Le nouveau maître proclame néanmoins son souhait de préserver la ville et s'attache les faveurs du clergé local en proclamant un décret très favorable envers eux, qui a été retrouvé inscrit sur un cylindre d'argile trouvé à Babylone, dans lequel il reprend à son compte l'idéologie royale babylonienne et se présente comme l'élu du dieu Marduk. La chute du royaume babylonien et la fin de l'indépendance politique ne signifient pas le déclin de la métropole mésopotamienne. Certes, à plusieurs reprises, la ville se révolte : contre Darius Ier vers 521 av. J.-C., puis plus tard contre son fils Xerxès Ier, à qui les auteurs grecs postérieurs ont attribué la décision de détruire le sanctuaire de Marduk, répression dont l'ampleur réelle est débattue. Babylone reste une ville importante de l'empire même si elle n'en est pas la capitale, et la Babylonie entière, en raison de sa prospérité, est une région cruciale où la noblesse perse dispose de vastes domaines.
En 331 av. J.-C., Babylone ouvre ses portes au roi macédonien Alexandre le Grand après la victoire de Gaugamèles et les envahisseurs sont manifestement bien accueillis par la population. Alexandre patronne des restaurations de canaux et dans l'Esagil, s'y installe quelques mois après son expédition en Inde avant d'y mourir en juin 323 av. J.-C.. C'est donc à Babylone que s'ébauche le premier partage de l'empire entre ses généraux, les Diadoques, qui ne tardent pas de se déchirer dans des luttes qui touchent durement la Babylonie et sa plus grande ville. Celle-ci est exsangue au moment où Séleucos Ier réussit, à l'issue de la guerre babylonienne, à raffermir sa domination sur la région en 311 av. J.-C.. Le nouveau souverain ne garde pas Babylone comme capitale, puisqu'il en construit une nouvelle une soixantaine de kilomètres au nord-est, à Séleucie du Tigre. Babylone reste cependant importante à cette époque, comme en témoigne par exemple le fait que son fils Antiochos Ier y demeure plusieurs années avant de prendre seul le pouvoir. Les deux premiers rois séleucides y font restaurer les édifices religieux. Cependant, le centre de gravité de leur royaume se déplace progressivement vers l'ouest, en Syrie, et Antioche devient la capitale principale de leurs successeurs. Ils perdent ensuite la Babylonie face à l'avancée des Parthes, qui entraîne plusieurs conflits voyant la région passer d'un côté puis de l'autre, avant la domination définitive des Parthes sous Mithridate II (123-88 av. J.-C.). Ces conflits ont une nouvelle fois fortement touché Babylone et sa région, notamment du fait des exactions perpétrées par le général parthe Himéros, qui agit comme une sorte de vice-roi de la région pendant la période troublée des années 130-120.

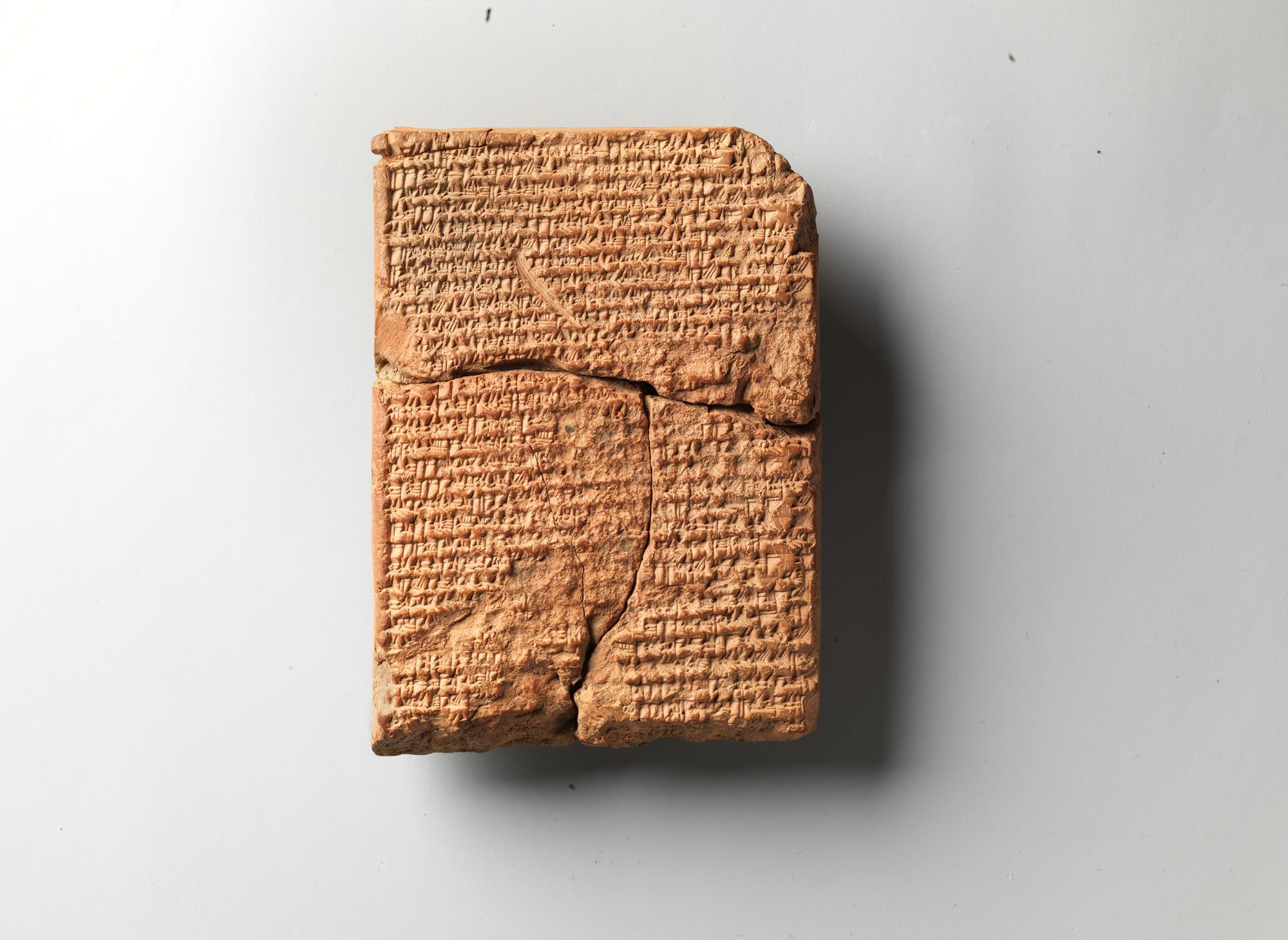
Tablette émise par l'administrateur (šatammu) de l'Esagil garantissant la concession et l'exemption de terres, période séleucide (-173). Metropolitan Museum of Art.

Babylone reste donc une ville importante dans l'administration des empires dirigés par des dynasties étrangères au cours de la seconde moitié du Ier millénaire av. J.-C. Sous les Achéménides, son gouverneur, appelé dans les textes cunéiformes par le titre babylonien paḫātu et non par celui, plus connu, de satrape, dirige une vaste province couvrant au départ tout l'ancien empire babylonien, donc jusqu'à la Méditerranée, avant que son territoire ne soit réduit à la seule Mésopotamie. Sous les Séleucides, Babylone est supplantée par Séleucie en tant que principale cité de l'administration et devient donc une capitale provinciale secondaire. Le roi y est représenté par un personnage appelé dans les textes locaux šaknu (« préposé », autre titre d'un ancien dignitaire du royaume babylonien), qui dirige le personnel du palais royal local. À partir du règne d'Antiochos IV (vers 170 av. J.-C.), Babylone devient une cité grecque (polis) avec sa communauté de citoyens (grec politai, que l'on retrouve dans les textes babyloniens sous la forme puliṭē ou puliṭānu) dirigée par un épistate (à qui échoit apparemment le titre de paḫātu dans les sources cunéiformes), groupe qui se réunit dans le théâtre qui est alors construit dans la ville. La communauté babylonienne indigène, qui reste sans doute dominante en nombre, forme la troisième entité politique de cette société complexe. Elle est représentée devant les autorités grecques par le personnel chargé de l'Esagil, qui a donc pris un poids dominant dans la vie de la cité en tant que seule autorité traditionnelle d'origine locale encore en place. Il est dirigé par une assemblée (kiništu) dont l'autorité supérieure est l'administrateur du sanctuaire (šatammu). Des autorités semblables semblent encore en place sous les Parthes, qui ne modifient pas la structure politique et sociale de la cité. Pour ces différentes périodes, les archives cunéiformes de familles privées et de sanctuaires restent en nombre assez important par rapport aux autres villes de la région où elles se tarissent progressivement, et renseignent sur les activités cultuelles et économiques.

### La fin de la Babylone antique
La période parthe voit Babylone décliner et se dépeupler progressivement, les grands centres du pouvoir s'étant définitivement déplacés plus au nord sur le Tigre (Séleucie, Ctesiphon, et bien plus tard Bagdad). Mais ses monuments principaux sont encore en activité : Pline l'Ancien écrit au début du Ier siècle de notre ère que le temple continue à être actif, bien que la cité soit en ruines, et une inscription en grec datable du IIe siècle apr. J.-C. indique que le théâtre est encore restauré. Elle reste une ville commerciale active, où on trouve des communautés de divers horizons en plus des communautés babylonienne et grecque (qui se sont sans doute liées depuis longtemps), notamment des marchands de Palmyre, tandis que les premières communautés chrétiennes s'installent dans la région. Les mentions de cette ville comme un champ de ruines dans les textes gréco-romains, ainsi que Dion Cassius quand il rapporte la venue sur place de l'empereur Trajan lors de sa campagne de 115 apr. J.-C., illustrent néanmoins le fait que son déclin a été important et a marqué les visiteurs imprégnés des récits relatifs à sa splendeur passée.

« (Trajan) était venu ici (à Babylone) aussi bien en raison de sa célébrité — bien qu'il ne vit rien que des monticules et des pierres et des ruines attestant de cela — qu'en raison d'Alexandre, à l'esprit duquel il offrit un sacrifice dans la pièce où il était mort. »

— Extrait de l’Histoire romaine de Dion Cassius rapportant la venue de Trajan à Babylone.
Son temple principal fonctionnerait encore au début du IIIe siècle apr. J.-C., et son abandon est à dater des siècles suivants, donc sous la domination des Sassanides qui est généralement considérée comme la période de disparition définitive de l'antique culture mésopotamienne dans ce lieu même. Durant la période islamique, l'emplacement de Babylone n'a pas été oublié, mais Bābil, comme elle est désignée dans les textes en arabe, n'est plus qu'un petit village selon le géographe Ibn Hawqal au Xe siècle. Les écrivains des siècles suivants ne parlent plus que de ses ruines et du fait qu'elles sont dépouillées de leurs briques les plus solides qui sont employées pour construire des bâtiments dans les habitations des alentours. On trouve aussi des récits sur la signification des monuments et les croyances locales. La ville antique a totalement basculé du côté de la légende.

## Babylone à son apogée
Les niveaux anciens de Babylone n'ont pu être fouillés, à l'exception de quelques résidences paléo-babyloniennes, et les textes n'apportent pas d'informations suffisantes pour connaître l'aspect de la ville à ces périodes. L'essentiel des connaissances sur Babylone porte donc sur la période néo-babylonienne (624-539 av. J.-C.), la période achéménide (539-331 av. J.-C.) et la période séleucide (311-141 av. J.-C.), les mieux connues par les résultats des fouilles archéologiques (à l'issue desquelles la plupart des découvertes ont été attribuées à la première de ces trois périodes, ce qui est désormais remis en question) et les différents textes locaux ou extérieurs documentant l'aspect et la vie de la ville,.
Les fouilles n'ont certes dégagé qu'une maigre portion du site au regard de la très grande surface qu'il couvre, mais elles ont permis de connaître les principaux monuments officiels (palais et temples), un quartier résidentiel, ainsi que des sections de remparts et des portes. Les connaissances sont complétées par les textes cunéiformes, en premier lieu les tablettes topographiques, et parmi elles avant tout TINTIR=Babilu, qui décrit les différents noms de la ville, l'emplacement de ses grands temples, mais aussi des lieux de cultes plus modestes ainsi que tous les lieux marqués par la religion, par exemple les portes et murailles nommées en fonction de dieux, donnant une vision d'ensemble de la topographie de la ville (c'est en bonne partie à partir de ce texte que le plan de la ville interne de Babylone est reconstitué). Les textes des auteurs grecs les mieux informés (Hérodote et Ctésias) apportent également des informations exploitables, même si leur fiabilité est débattue. À cela s'ajoutent divers autres textes cunéiformes, comme les inscriptions royales commémorant des travaux importants ou des sources de nature gestionnaire et administrative donnant des informations sur la société, l'économie et l'organisation politique de la ville ainsi que des textes religieux rapportant des pratiques cultuelles et illustrant le statut sacré de la ville.

### Une «mégapole» antique
À son apogée, le site de Babylone couvre près de 1 000 hectares (entre 950 et 975 selon les estimations), ce qui en fait le plus vaste ensemble de ruines de l'Antiquité mésopotamienne et même proche-orientale, couvrant aujourd'hui plusieurs tells. Mais l'intégralité de cet espace n'était pas bâtie, tant s'en faut. Les estimations du nombre d'habitants y ayant résidé sont quasiment impossibles car la densité de peuplement du site ne peut être estimée avec une approximation suffisante. Le chiffre de 100 000 habitants pour la seule ville intérieure a pu être avancé, sans bases solides.
Quoi qu'il en soit, c'est manifestement une ville très peuplée entre la période néo-babylonienne et le début de la période achéménide, qui peut être vue comme la première « mégapole » de l'histoire, débordante d'activité, qui a frappé l'imagination des témoins extérieurs et acquis un statut de ville majeure à l'échelle du monde antique. C'est le résultat d'un projet d'aménagement sans précédent, qui a conçu la ville dans son ensemble comme une œuvre d'art. Les édifices monumentaux, leur disposition et leur décor devaient dégager une impression de monumentalité qui devait produire une expérience sensorielle particulière sur les visiteurs de la cité.
L'espace urbain de Babylone est très inégalement connu, les fouilles s'étant surtout concentrées sur les quartiers centraux, en premier lieu les complexes monumentaux et leurs alentours. Plusieurs aspects de son urbanisme ont été repérés par les fouilles que complètent les sources épigraphiques : les remparts, les cours d'eau, et quelques quartiers résidentiels. Dans ces derniers, plusieurs lots de tablettes ont été trouvés et ont permis de mettre en lumière certains aspects de la vie des anciens Babyloniens, qui sont également éclairés par les trouvailles de sépultures sur le site ou à sa proximité.

#### Organisation générale du site

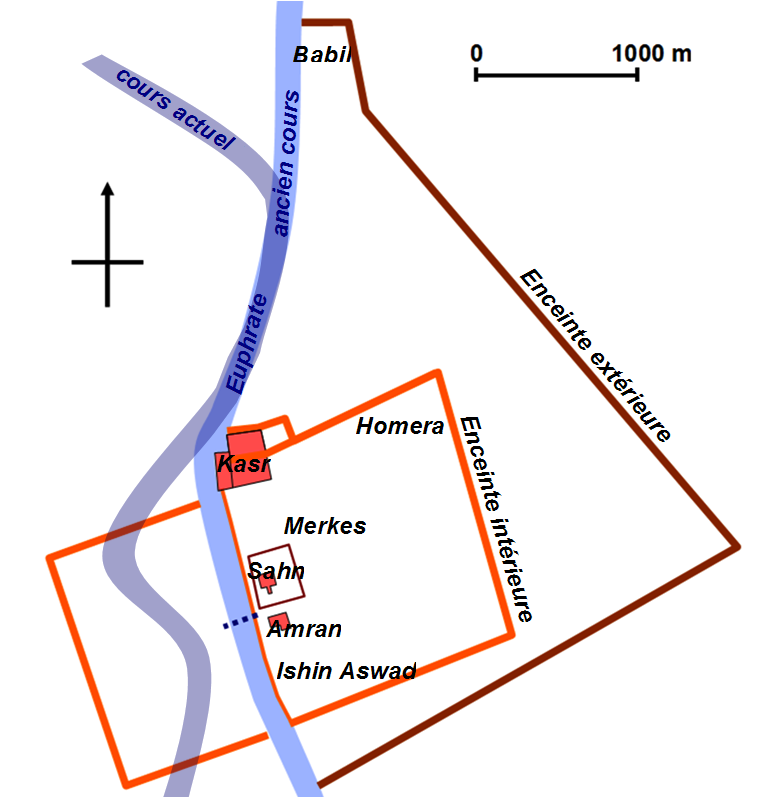
Plan simplifié du site archéologique de Babylone, avec localisation des principales zones de fouilles.

L'espace urbain de Babylone peut être divisé en trois entités, les deux premières étant les plus anciennement peuplées et les plus densément occupées aux époques néo-babylonienne et perse, le troisième ne s'intégrant dans la ville qu'à une époque récente, sans doute celle de Nabuchodonosor II. Le centre de la ville de Babylone est situé sur la rive gauche de l'ancien cours de l'Euphrate (côté est).

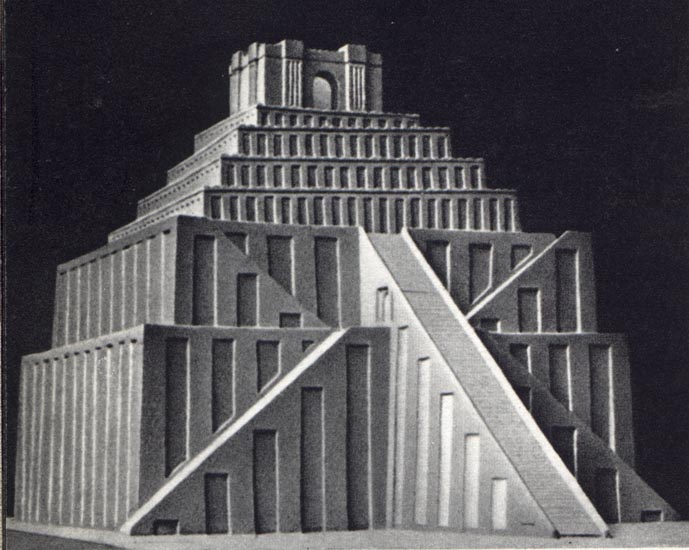
Reconstruction hypothétique de la ziggourat d'Etemenanki.

L'espace situé sur cette rive entre le fleuve et la limite orientale de l'enceinte intérieure couvre entre 450 et 500 hectares, et dispose des principaux monuments de la ville, à commencer par le secteur palatial, situé sur le tell du Kasr (ou Qasr, le « château » en arabe), et le secteur du temple de Marduk, l'Esagil, sur le tell Amran ibn Ali, jouxté au nord par sa ziggurat, Etemenanki, dont il ne reste plus que les tracés sur le sol dans une dépression appelée Sahn. À l'est du complexe religieux se trouve le site du Merkes (« Centre-ville »), où un quartier résidentiel a été mis au jour. Suivant le texte Tintir, cette partie de la ville est divisée en six quartiers portant pour la plupart des noms sumériens, les trois premiers formant le cœur et sans doute la partie la plus ancienne de la ville, leurs noms pouvant parfois servir à désigner la ville dans son intégralité, : KÁ.DINGIR.RA (terme signifiant la « porte du Dieu », donc « Babylone ») à proximité des palais ; ERIDU (nom d'une vieille ville sacrée de Mésopotamie, ville du dieu Enki, le père de Marduk) autour du complexe de l'Esagil ; ŠU.AN.NA (la « Main du Ciel ») au sud de ce dernier autour du tell Ishin Aswad ; TE.EKI vers l'angle sud-est ; KULLAB vers le centre (nom d'un ancien village qui a été intégré à la ville d'Uruk) ; et la « Ville neuve » (ālu eššu en akkadien) dans l'angle nord-est autour du tell Homera.
Le deuxième ensemble est construit sur la rive droite de l'ancien cours de l'Euphrate, couvrant environ 130 hectares. Il n'a pas été fouillé, notamment parce qu'il est couvert en partie par le cours actuel du fleuve et sans doute aussi parce qu'il ne comportait pas les monuments les plus visibles et a donc présenté un intérêt secondaire pour les fouilleurs. Il est impossible de déterminer s'il a été occupé dès la fondation de la ville, en même temps que la rive gauche, ou bien s'il s'agit d'une extension plus tardive de la ville qui aurait franchi le fleuve pour occuper plus d'espace. Cette partie est entourée par une enceinte formant une seule entité avec l'ensemble précédent. Elle donne à ces deux zones réunies, la ville intérieure, une forme rectangulaire que le fleuve coupe en deux dans le sens nord-sud. Tintir indique que s'y trouvaient quatre quartiers, du nord au sud : Bab-Lugalirra (« porte de Lugalirra »), KUMAR (ou KU'ARA), TUBA (deux noms d'anciennes villes sumériennes) et un dernier dont le nom n'est pas compris,.
Le troisième et dernier ensemble est un vaste triangle protégé par une enceinte construite à l'époque néo-babylonienne autour de la première zone, et remontant jusqu'à 2,5 kilomètres vers le nord de cette dernière, sur le tell Babil, où se trouvait le seul monument connu de cette partie de la ville, le « palais d'Été ». Cette troisième zone est à peine mieux connue que la deuxième, et n'était sans doute pas urbanisée dans sa totalité, et a pu comprendre des espaces agricoles. Elle n'apparaît pas dans Tintir, qui a été rédigé avant son inclusion dans les murailles. Au-delà des murailles se trouvaient plusieurs villages qui peuvent être considérés comme des faubourgs de Babylone, peuplés par des communautés agricoles exploitant les champs de la campagne environnante, mentionnés dans des textes économiques.

#### Les remparts et les portes

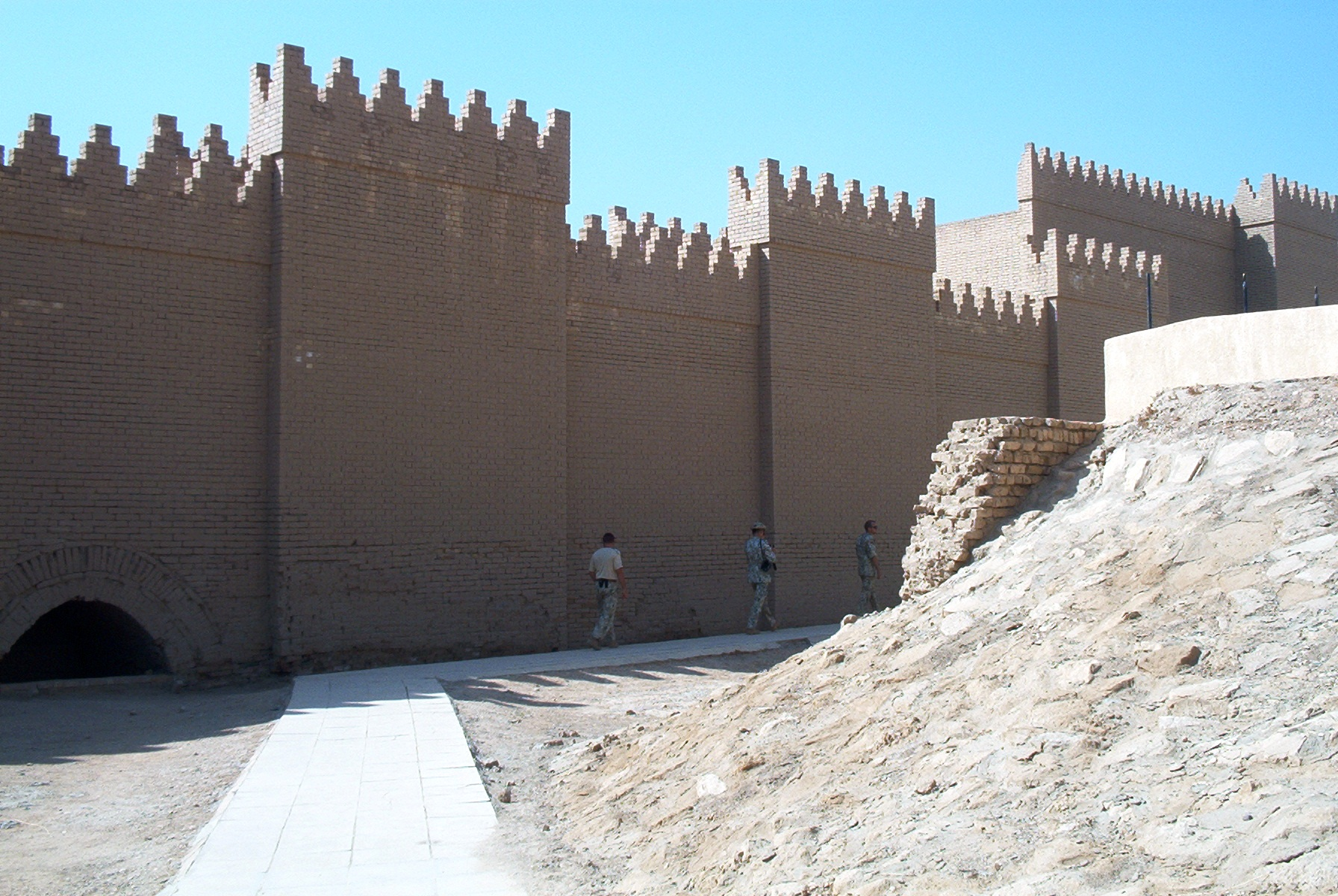
Les murs de Babylone après leur reconstruction récente.

Le système défensif de Babylone est constitué de plusieurs enceintes englobant ses différentes parties. Un premier ensemble de murailles plus fortes englobe la ville intérieure de part et d'autre de l'Euphrate. Un autre système de murailles de forme triangulaire définit quant à lui une ville extérieure. Des textes de Nabuchodonosor II indiquent que le dispositif est complété par plusieurs ouvrages défensifs érigés dans l'arrière-pays, qui servent également à ralentir l'avancée d'éventuels ennemis, au nord de la ville jusqu'à Kish, et plus au nord vers Sippar pour défendre la Babylonie entière.
L'enceinte extérieure englobe la cité sur la rive est de l'Euphrate, dont la partie occidentale de la ville intérieure, constituant donc un premier rideau défensif avant les murailles de cette dernière, construit au temps de Nabuchodonosor II,. Ses contours sont de forme grossièrement triangulaire (en fait une sorte de trapèze), et elle couvre entre 12 et 15 kilomètres, plus de 800 mètres ayant été explorés. Elle consiste en une succession de trois murs, celui du milieu étant le plus solide, séparés par un fossé. Devant eux, un fossé d'environ 50 mètres de long rempli d'eau avait été creusé. Des dizaines de tours défensives sont réparties à des intervalles réguliers, évalués entre 30 et 50 mètres. Un texte métrologique faisant sans doute référence à cette muraille donne les nombres de 120 tours et 5 portes en tout. Le relevé archéologique de cette enceinte n'est pas sans soulever des interrogations : notamment, l'absence d'extension connue à l'ouest le long de l'Euphrate, un défaut qui aurait offert un point d'accès aisé à des assaillants. Il faut alors envisager ou bien une erreur de conception surprenante, ou bien que ce pan de la muraille existait mais qu'il a disparu.

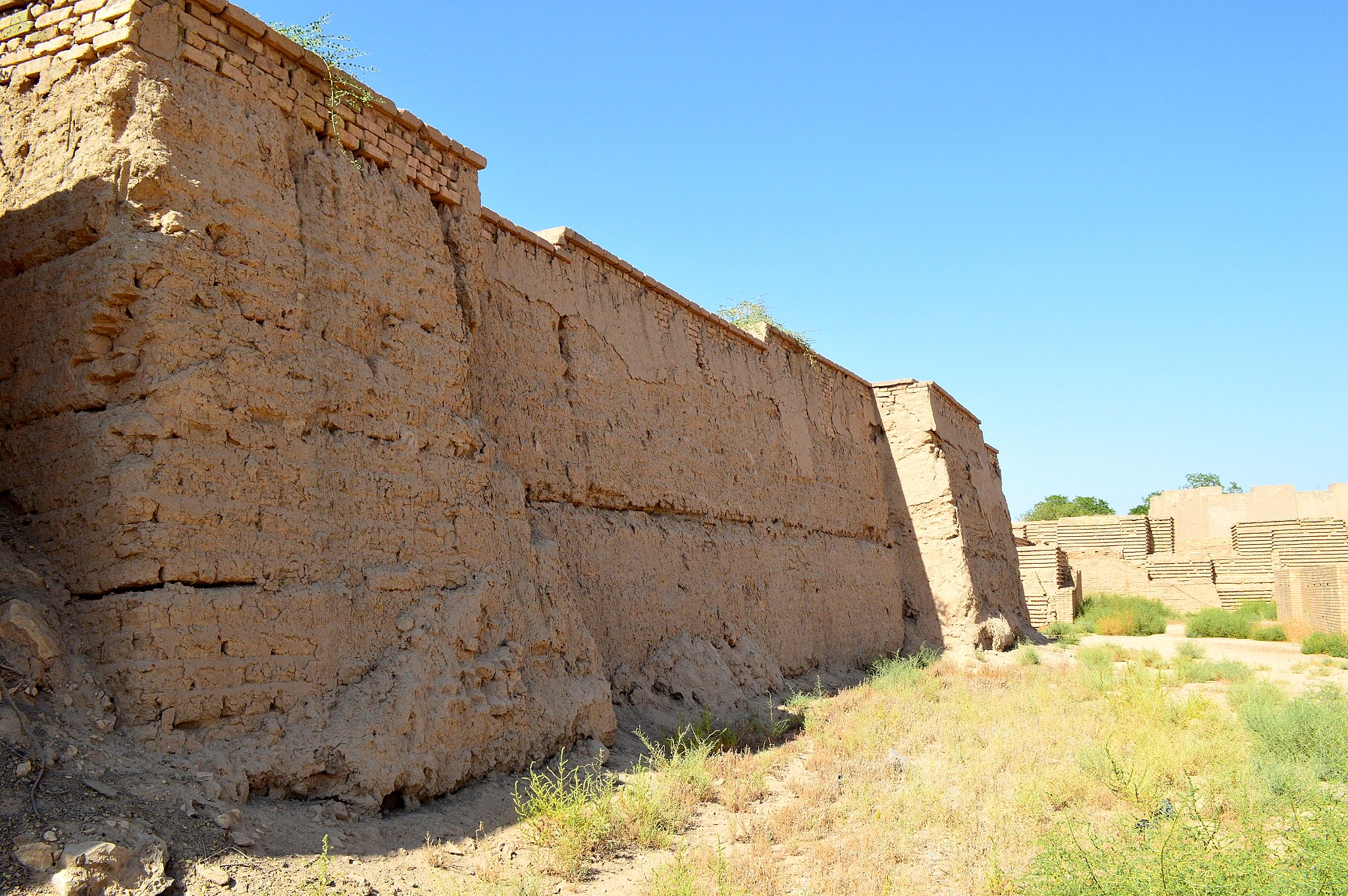
Ruines restaurées de l'enceinte intérieure de Babylone.

La muraille intérieure est composée de deux murs délimitant un espace rectangulaire d'environ 3 kilomètres sur 2, courant sur environ 8 kilomètres,. Le mur interne était nommé par les textes Imgur-Enlil (« Enlil a montré sa faveur »), et le mur externe Nimit-Enlil (« Rempart d'Enlil »). Détruits par Sennacherib, ils ont été reconstruits par ses successeurs Assarhaddon et Assurbanipal, puis les premiers rois néo-babyloniens Nabopolassar et Nabuchodonosor II. L'enceinte interne est épaisse de 6,50 mètres, puis un espace de 7,20 mètres la sépare de l'enceinte externe, large de 3,72 mètres. Environ 20 mètres en avant, un fossé rempli par l'eau de l'Euphrate et large de plus de 50 mètres constituait un autre rideau défensif, et vers l'extérieur il est défendu par une autre muraille. Le tout constitue donc un système défensif de plus de 100 mètres de large, agrémenté de tours défensives à des intervalles réguliers. Deux fortins défendent le point le plus sensible du système, celui du secteur des palais (notamment le « palais Nord » qui est situé en avant des murailles) sur le côté nord de la ville intérieure occidentale, entre l'Euphrate et la porte d'Ishtar. Cet ensemble constitue un système défensif manifestement impressionnant qui a frappé l'imagination d'auteurs étrangers. Certains lui ont attribué des dimensions formidables, à l'image de Hérodote et Diodore de Sicile, tandis que pour Strabon c'est une merveille du monde au même titre que les jardins suspendus.
Selon Tintir, les murailles internes de Babylone étaient percées par huit portes monumentales, dont le nom est à une exception près (la « porte du Roi ») celui d'une divinité (qui a une fonction protectrice), agrémenté d'un « nom sacré » mettant l'emphase sur leur rôle défensif : ainsi la porte d'Urash, « L'ennemi lui est répugnant » ; la porte de Zababa, « Il haït son agresseur » ; etc.. Quatre d'entre elles, situées dans la moitié occidentale, ont été dégagées et identifiées (celles d'Ishtar, de Marduk, de Zababa et d'Urash), les autres, celles de la partie orientale, n'étant situées que de façon imprécise (portes d'Enlil, du Roi, d'Adad et de Shamash),.
La plus célèbre est la porte d'Ishtar (Ištar-sakipat-tebiša, « Ishtar terrasse son assaillant »), sans doute le monument le mieux conservé de l'ancienne Babylone, transportée et reconstituée au musée de Pergame de Berlin par les archéologues allemands. Elle est d'une importance capitale dans la topographie de la ville car c'est par elle que passe la Voie processionnelle, l'axe de communication principal rejoignant le grand sanctuaire de la ville, et elle borde les palais royaux. Le système défensif étant plus long à cet endroit, le passage est plus étendu qu'ailleurs. La porte à proprement parler a une organisation similaire à celle des autres portes fouillées : une avant-porte de taille réduite et défendue par deux tours avancées donne accès à la porte principale flanquée de tours plus imposantes, le tout sur une longueur d'environ 50 mètres. Elle est surtout célèbre pour son décor constitué de panneaux en briques glacées bleues ou vertes qui représente des taureaux et des dragons ayant une fonction protectrice.

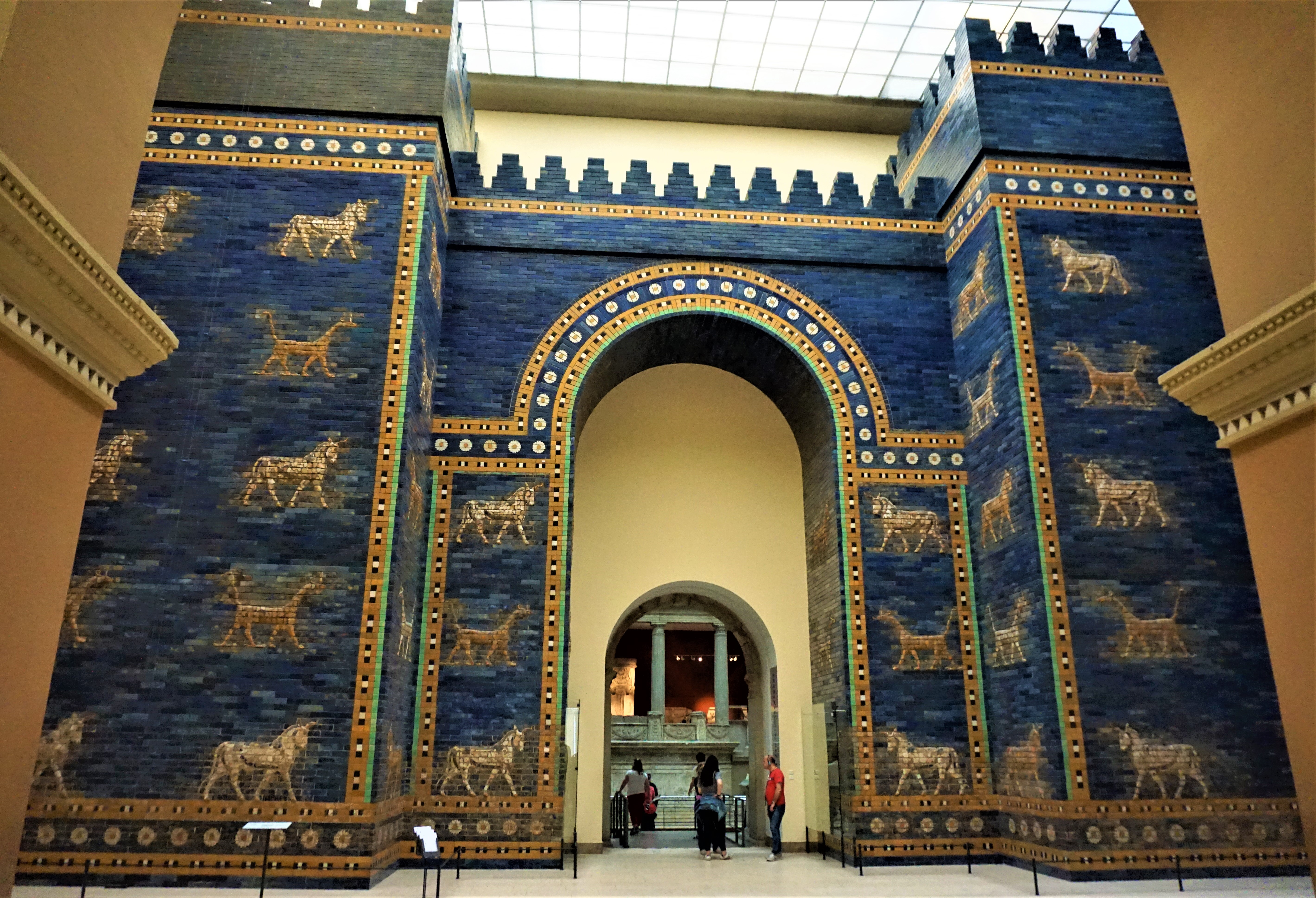
La porte d'Ishtar reconstituée au musée de Pergame.
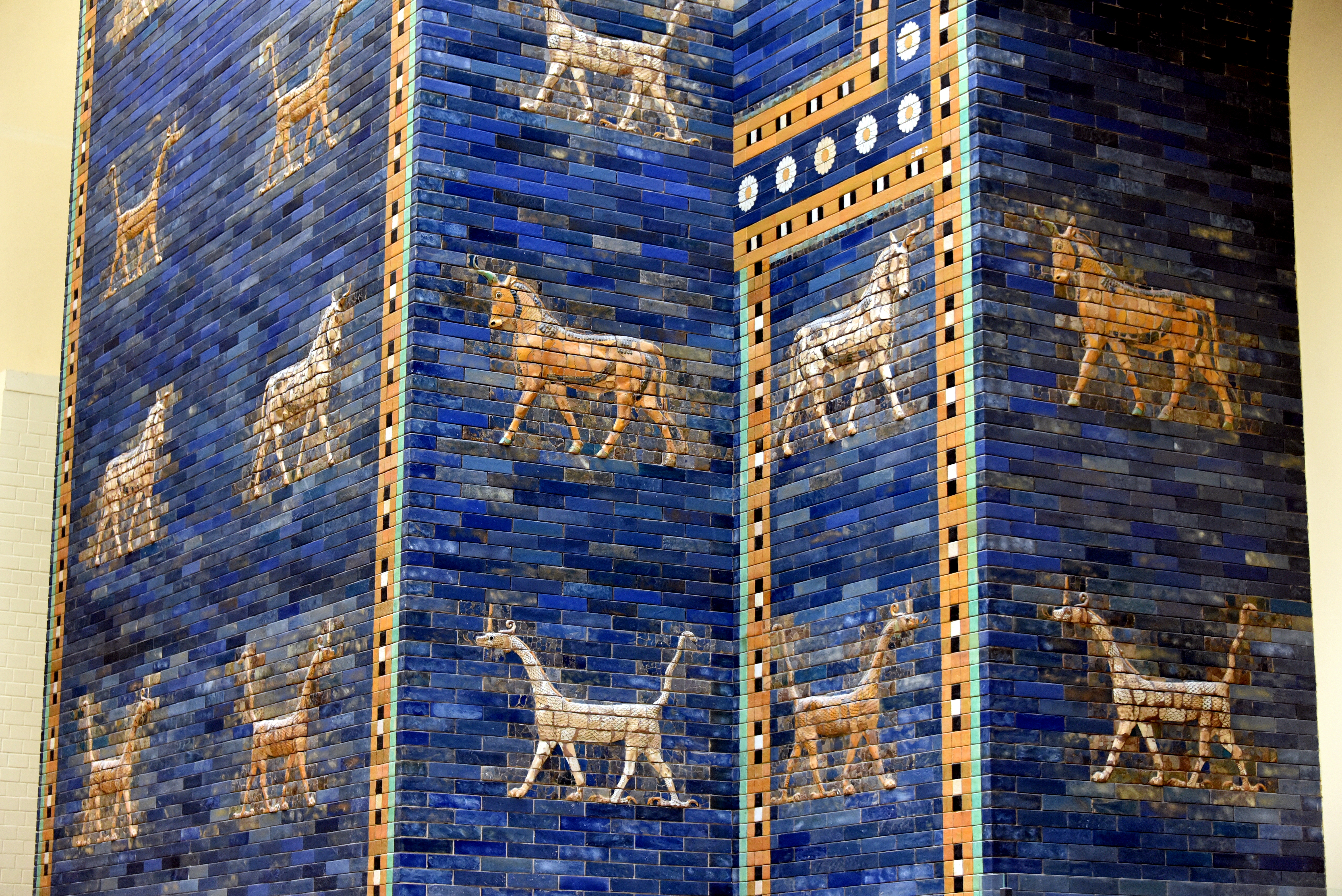
Dragons et taureaux sur la porte d'Ishtar. Musée de Pergame.
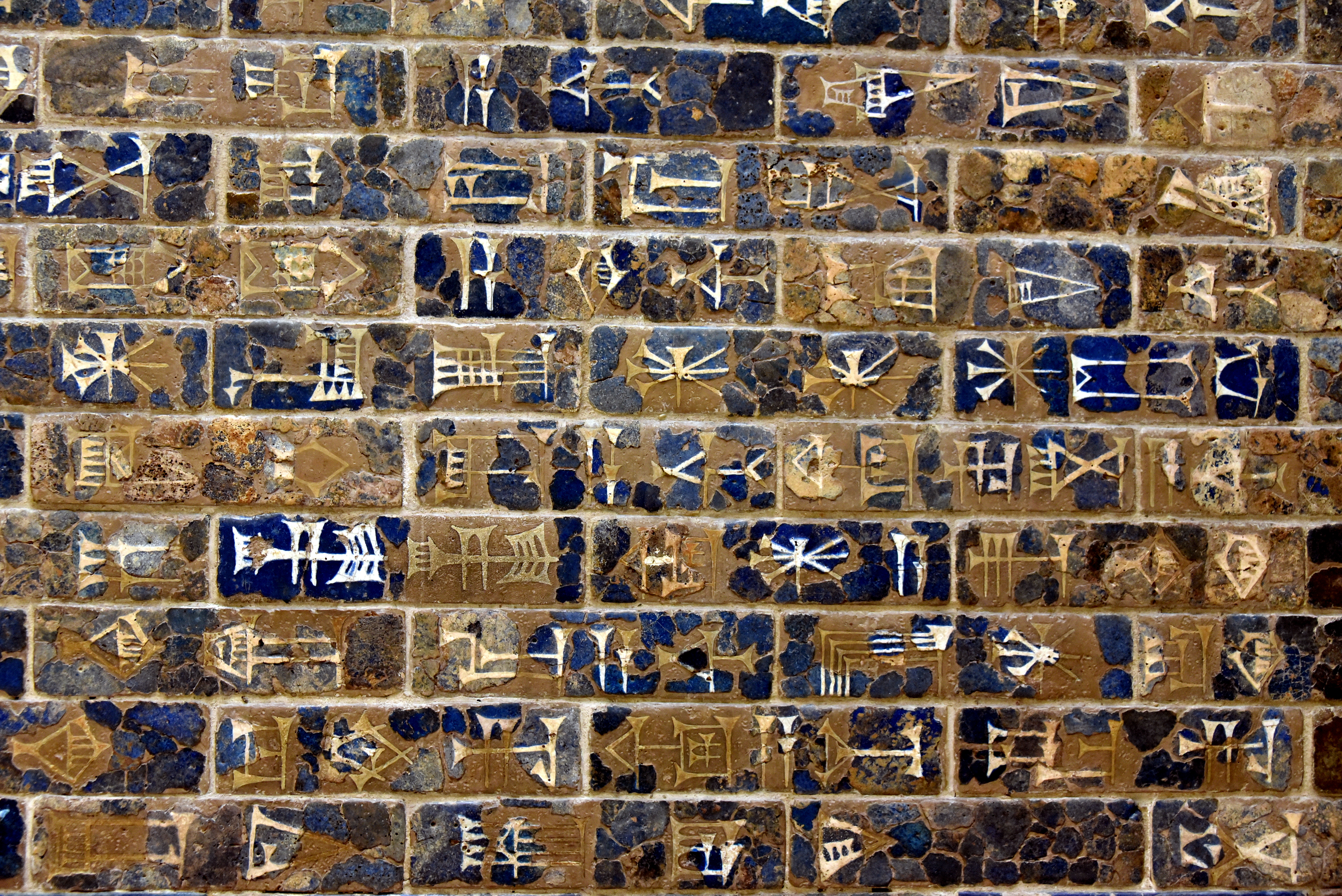
Inscription commémorative de Nabuchodonosor II sur la porte d'Ishtar. Musée de Pergame.

#### Le fleuve et les canaux

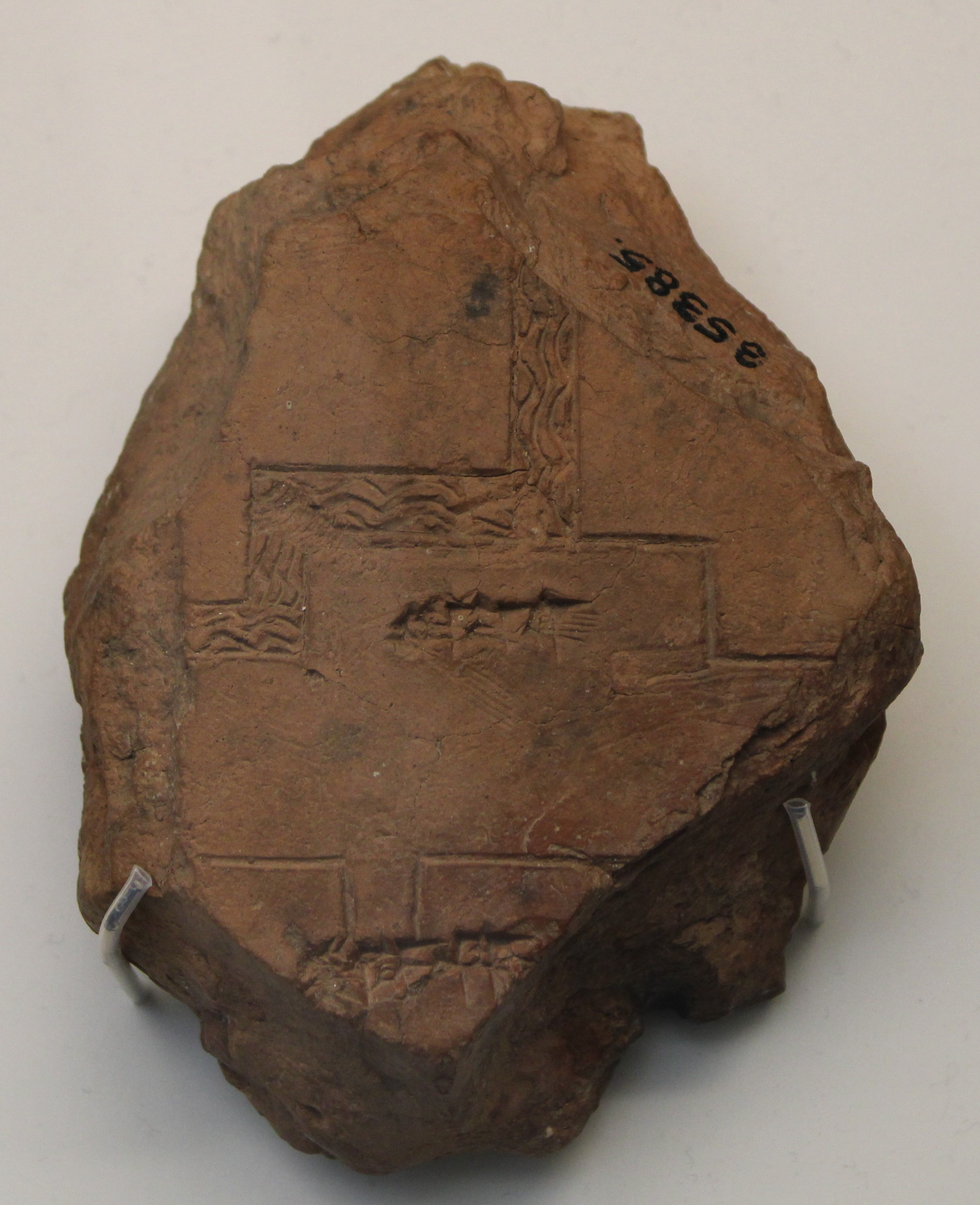
Fragment de tablette représentant un plan de Babylone : on y voit le quartier Tuba traversé par un canal, et au sud la muraille et la porte de Shamash. V. 600-500 av. J.-C. British Museum.

Le cœur de Babylone est la partie occidentale de la ville intérieure, située en rive gauche, et couvrant près de 500 hectares. S'y trouvaient tous les monuments qui ont fait la renommée de la ville. Elle est structurée autour de plusieurs axes majeurs, en premier lieu les cours d'eau. L'Euphrate borde cette partie et est selon toute vraisemblance à l'origine de l'implantation d'un habitat sur ce site, car il s'agit d'un axe de communication majeur à l'échelle régionale et même internationale. Pour améliorer le transit de marchandises et de personnes, les quais de la partie est sont réaménagés au temps de Nabuchodonosor II. Ils sont plats, en contrebas des murs qui longent le fleuve et qui sont percés en plusieurs endroits par des sortes de poternes pour permettre une communication aisée entre le fleuve et la ville. L'activité devait y être intense, les quais des villes mésopotamiennes (kāru) étant traditionnellement des espaces commerciaux de premier plan. On sait par un texte daté de 496 av. J.-C. (durant le règne de Darius Ier) qu'une taxe, affermée par l'administration à des entrepreneurs privés, est perçue à cet endroit sur les marchandises qui y sont débarquées.
Un des ouvrages majeurs liés à l'Euphrate est le pont, long de plus de 120 mètres, qui l'enjambe au niveau du quartier sacré et permet de relier les deux parties de la ville intérieure,. Il est mentionné par Hérodote et Diodore de Sicile, et a pu faire l'objet de fouilles car il est désormais à sec en raison du déplacement du cours du fleuve. Il est supporté par sept piliers en briques et en pierre dont trois ont pu être bien dégagés, en forme de bateaux et mesurant 21 × 9 mètres. Le tablier est constitué de madriers de bois, et selon Hérodote il est possible de le déplacer la nuit (ce qu'il faut sans doute comprendre comme la possibilité de retirer une partie du tablier). Le texte concernant la taxe de débarquement évoqué ci-dessus indique que le pont sert également de lieu de transit de marchandises, et qu'il est placé sous la responsabilité de trois « gardiens », rémunérés par une partie des taxes qui y sont perçues.
Le cours du fleuve est en partie dérivé vers des canaux qui servent de voies de communication aux échelles locale et régionale et permettent l'irrigation de la campagne environnante. Une vingtaine de canaux est mentionnée dans les textes, dont Libil-he(n)galla (« Qu'il apporte l'abondance ! »), partant du fleuve et coulant sans doute entre la zone des palais et celle du quartier sacré en direction du nord-est de la ville et au-delà dans la campagne. Leur entretien est un souci constant pour les autorités locales et avant tout le roi, d'autant plus qu'ils ont un rôle dans le système défensif dans lequel ils sont intégrés.
L'eau du fleuve et des canaux constitue un risque avec lequel les Babyloniens ont dû composer,. Le cours moyen du fleuve et celui de sa nappe phréatique semblent être montés progressivement au cours de la période néo-babylonienne, et c'est pour cela que les rois de cette période ont mis en place un vaste programme de rehaussement des constructions principales de la ville. Des canaux de drainage parcourent la ville et amènent les eaux usées et celles des précipitations vers le fleuve. Il faut également faire face à l'érosion des constructions bâties sur les berges du cours d'eau, qui a justifié au temps de Nabuchodonosor II la construction du fort occidental pour protéger le secteur des palais face au fleuve. L'Euphrate peut également être dangereux en période de crues, et parfois même son cours se déplace : il est ainsi possible qu'à l'époque achéménide une deuxième branche du fleuve soit apparue, passant entre le secteur des palais et celui de Marduk avant de rejoindre le cours principal. Plus tard le cours principal dévie vers l'ouest, où il coule encore, recouvrant une partie de la partie occidentale de la ville intérieure.

#### L'urbanisme de la ville intérieure: voirie et résidences

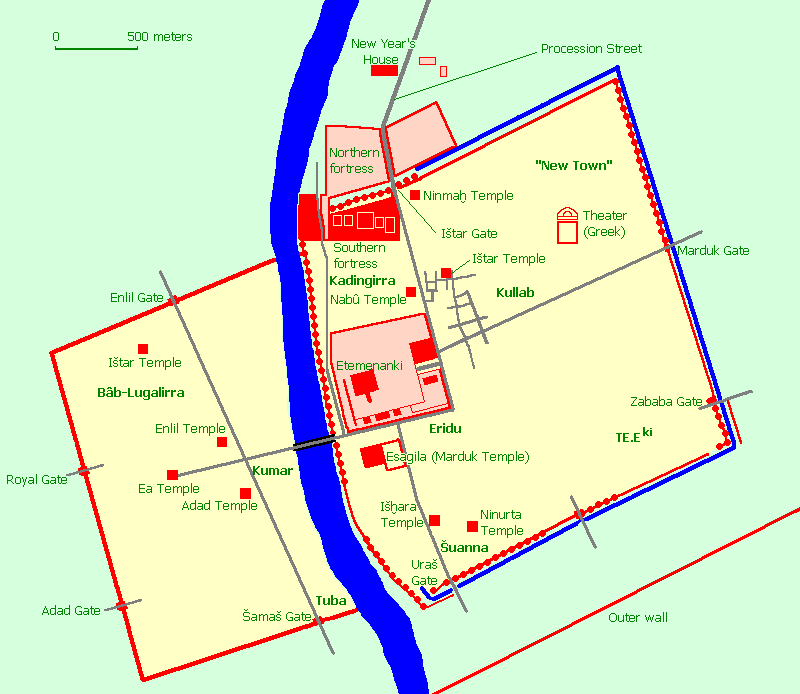
Plan de la ville intérieure de Babylone au, avec les données topographiques issues des fouilles et du texte Tintir.

Les axes de communication terrestres sont également importants dans la structuration de l'espace urbain. Tintir indique que chaque porte ouvre sur une grande avenue, mais les seules à avoir été repérées clairement sur place sont la « Voie processionnelle » (Ay-ibur-šabu, « Que l'ennemi arrogant ne passe pas ! »), rectiligne de sens nord-sud sur environ 900 mètres, entre la porte d'Ishtar et le quartier sacré, et une autre voie tout aussi rectiligne la coupant à angle droit au niveau du complexe cultuel, longue d'au moins 500 mètres et passant entre l'enceinte de la ziggurat et celle de l'Esagil pour mener au pont,. Elles sont pavées de dalles cuites liées avec du bitume. La Voie processionnelle, qui est comme son nom l'indique un axe majeur lors de cérémonies religieuses, est large de plus de 20 mètres, et ornée au moins sur une partie de frises en briques glaçurées décorées de lions et de rosaces.
Le seul quartier d'habitation à avoir été fouillé est situé sur le site du Merkes, à l'est de la Voie processionnelle et du complexe sacré, entre les anciens quartiers de Ka-dingirra, Eridu et Shuanna. Sa voirie est caractérisée par des rues étroites approximativement rectilignes et se coupant quasiment en angles droits. Il s'agit peut-être de l'héritage d'un ancien plan orthogonal planifié qui a été altéré à la suite de remaniements de constructions, qui sont courants en raison de l'altération rapide des constructions en briques crues qui doivent régulièrement être restaurées.
La voirie du Merkes délimite des îlots d'habitations d'environ 40 à 80 mètres de côté, où une dizaine de résidences, datées de l'époque néo-babylonienne jusqu'à l'époque parthe, ont été fouillées. D'autres grandes résidences ont également été fouillées plus à l'est dans la « Ville neuve ». Elles permettent d'approcher les aspects matériels de la vie des anciens habitants de Babylone,. Construites en briques d'argile crues, elles mesurent entre 196 et 1 914 m2 au sol (la surface habitable étant inférieure car il faut enlever l'espace couvert par les murs), avec une surface moyenne située autour de 200 m2. Cela illustre donc une société très hiérarchisée, mais sans séparation forte entre aisés et moins aisés, qui vivent ici dans le même quartier. Les résidences ont au minimum huit pièces et au maximum une vingtaine. Elles sont souvent organisées autour d'un espace central, qui peut-être ouvert, et d'une pièce de réception rectangulaire donnant sur les autres salles, dont la fonction est généralement impossible à définir. Ces maisons disposent probablement d'un étage (même trois ou quatre si on suit la description d'Hérodote). Aux époques hellénistique et parthe, elles conservent la même organisation générale, mais les espaces centraux de certaines maisons riches sont réaménagés pour prendre la forme d'une cour péristyle, témoignage d'une influence grecque. Le mobilier trouvé dans les résidences est modeste : essentiellement de la vaisselle en terre cuite, parfois en pierre ou en verre, ainsi que diverses plaques et figurines en terre cuite représentant des génies ou démons, ayant sans doute une fonction protectrice.

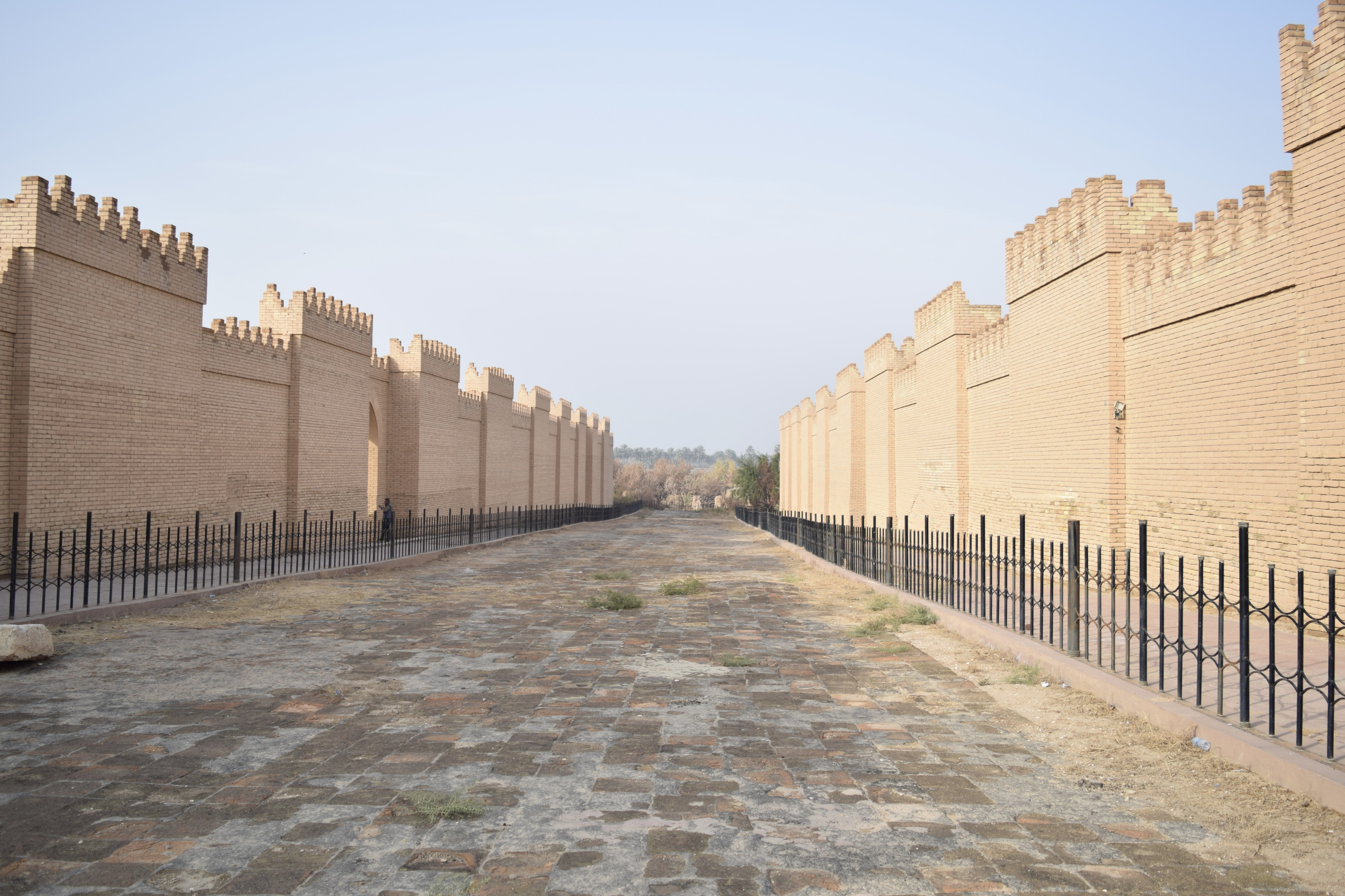
Reconstitution de la Voie processionnelle sur le site de Babylone.
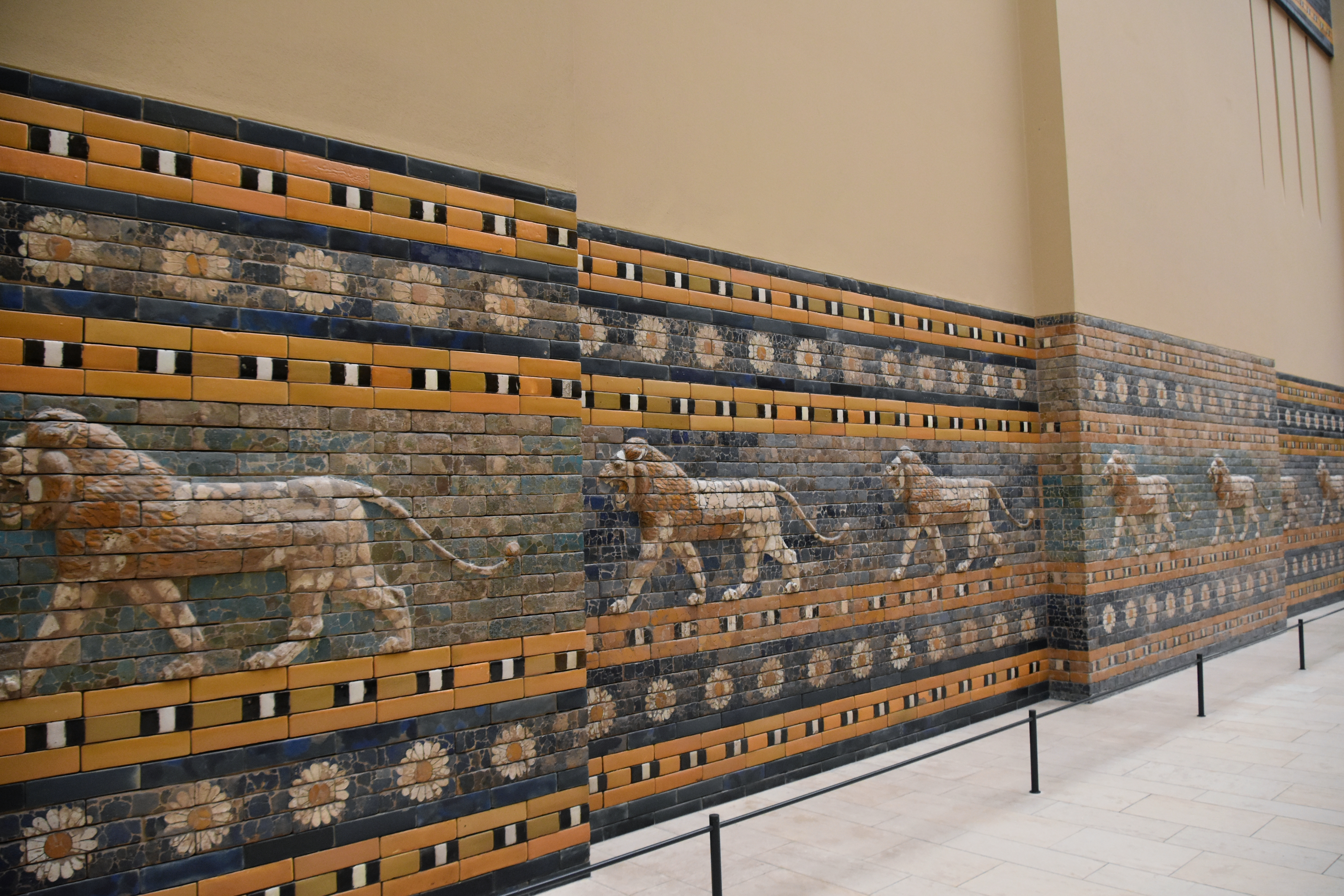
Décor de la Voie processionnelle reconstitué au musée de Pergame.
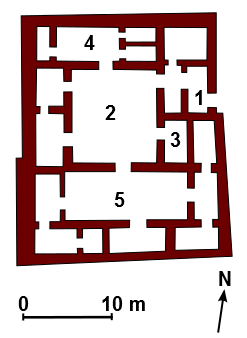
Une des résidences mises au jour dans le quartier du Merkes. 1. vestibule 2. cour principale 3. toilettes 4. cuisine 5. pièces résidentielles privées.

#### Les habitants de Babylone: économie et société
Les résidences de Babylone ont livré des tablettes d'argile inscrites en cunéiforme, qui offrent un éclairage limité mais appréciable sur la vie quotidienne des anciens habitants de la ville, en particulier les activités économiques des plus riches d'entre eux. La vie des habitants de la plus grande agglomération de la Mésopotamie antique est donc mal connue. Elle abrite alors une population très cosmopolite, avec la venue de déportés, mais aussi de marchands, de militaires et d'administrateurs de Syrie, du Levant, et plus tard de Perses et d'une communauté grecque.
Plusieurs corpus de textes issus des activités privées de familles de notables caractéristiques des périodes néo-babylonienne et achéménide ont été retrouvés lors de fouilles régulières et clandestines. Les maisons du Merkes ont livré quelques tablettes économiques, provenant de familles d'une sorte de couche moyenne de la société ayant des activités d'achats immobiliers, de prêts et de locations de terrains. Mais les lots de groupes plus riches proviennent de fouilles clandestines documentant des notables du quartier de Shuanna, le plus important étant celui de la famille des descendants d'Egibi, constitué d'environ 1 700 textes datés du règne de Nabuchodonosor II à celui de Xerxès Ier, soit environ un siècle. La première génération connue, dont le chef de famille est un dénommé Shulaya, bâtit sa prospérité sur un commerce local de denrées alimentaires. La deuxième génération est dirigée par son fils Nabû-ahhe-iddin qui reçoit une éducation poussée lui permettant d'intégrer l'administration et de devenir juge royal sous Nabonide. Son successeur Itti-Marduk-balattu doit assurer la poursuite des intérêts de la famille sous la domination perse. Le patrimoine de la famille (au sens large) est bien connu par le texte de son héritage, partagé entre trois ayants droit : il est alors constitué de terrains à Babylone et dans les alentours, jusque dans les villes voisines de Borsippa et Kish ; parallèlement, des liens familiaux ont été noués avec d'autres notables. D'autres familles ayant des activités similaires sont connues par des archives de cette période à Babylone, comme les descendants de Nur-Sîn et ceux de Nappāhu. Il s'agit d'un groupe qui peut alors connaître une ascension sociale remarquable en menant des activités diverses : certaines pour le compte d'institutions, comme des charges dans l'administration royale et celle des temples, notamment la prise de prébendes, parts de service cultuel donnant droit à une rémunération ; une autre partie des activités est de type privé, à savoir des prêts, acquisition de propriétés, opérations commerciales, etc.. Les revers de fortune sont cependant courants. Des personnages de ce type sont encore connus pour les périodes suivantes, avec les archives de Muranu et de son fils Ea-tabtana-bullit au début de l'époque hellénistique, et celles de Rahimesu, qui s'occupe d'une caisse de gestion de l'Esagil au début de la période parthe.

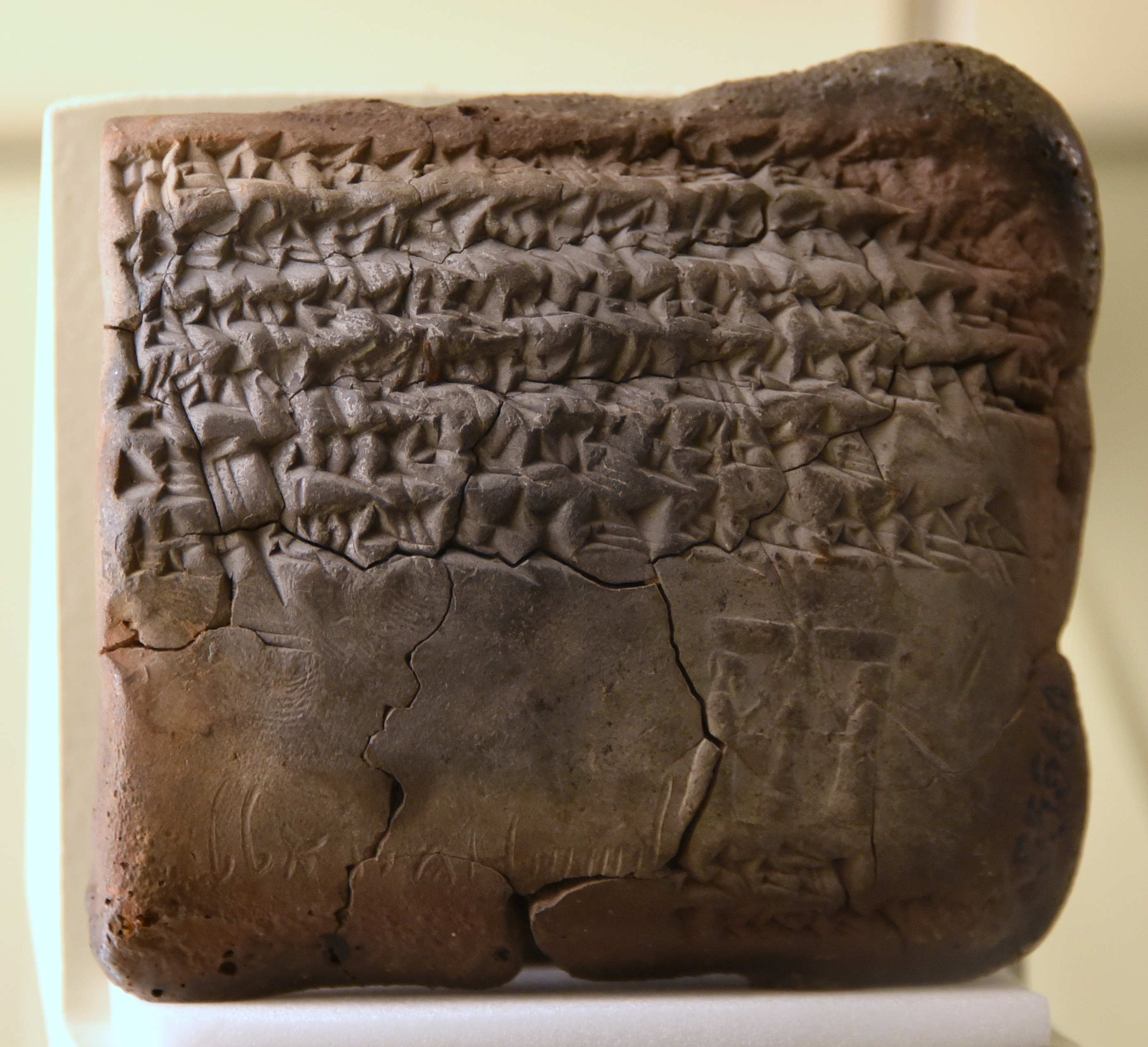
Tablette des archives du gouverneur Belshunu enregistrant une vente de terres, en babylonien cunéiforme avec une ligne en alphabet araméen. Seconde moitié du, musée de Pergame.

Mais ces familles ne sont pas l'élite de la société babylonienne, constituée par des proches des rois (Babyloniens, Perses ou Grecs), groupe mal connu. Le seul personnage de cette catégorie qui soit illustré par un lot d'archives est Belshunu, gouverneur de Babylone pour les rois Achéménides dans la seconde moitié du Ve siècle av. J.-C., qui possède ou prend en charge des domaines agricoles répartis dans toute la province, et entreprend d'autres types d'affaires, apparemment avec des moyens supérieurs à ceux des notables urbains. Les strates basses de la société de Babylone ne sont guère mieux documentées. Doivent s'y trouver des dépendants (esclaves ou non) permanents des institutions (palais et temples) qui dominent la vie économique, mais aussi des travailleurs libres constituant une main-d'œuvre disponible (une sorte de prolétariat) pour les travaux proposés de façon temporaire par les institutions ou les familles riches, notamment dans la construction, tout en sachant qu'une partie des habitants de la ville pouvait être employée dans des activités agricoles.
La ville de Babylone est en effet le cadre d'activités économiques diverses servant de base aux affaires de familles de notables, en premier lieu l'agriculture pratiquée sur des champs céréaliers et des palmeraies-jardins situés à l'intérieur des murailles ou dans sa périphérie immédiate. Ce sont ces terrains que les notables cherchent à acquérir en priorité, de façon à en tirer des revenus importants en profitant de la proximité du fort marché de denrées que représente la ville. Ils se chargent également de la commercialisation des produits agricoles depuis ces terrains et d'autres situés plus loin, en utilisant le réseau de canaux pour leur transport. Iddin-Marduk de la famille des descendants de Nur-Sîn monte ainsi un réseau de collecte puis d'acheminement vers Babylone des productions de paysans localisés à proximité d'un canal (céréales, dattes et légumes avant tout). Babylone est également une ville commerciale majeure, jouant un rôle de carrefour régional et international grâce aux voies terrestres et fluviales majeures la desservant.

#### Les pratiques funéraires

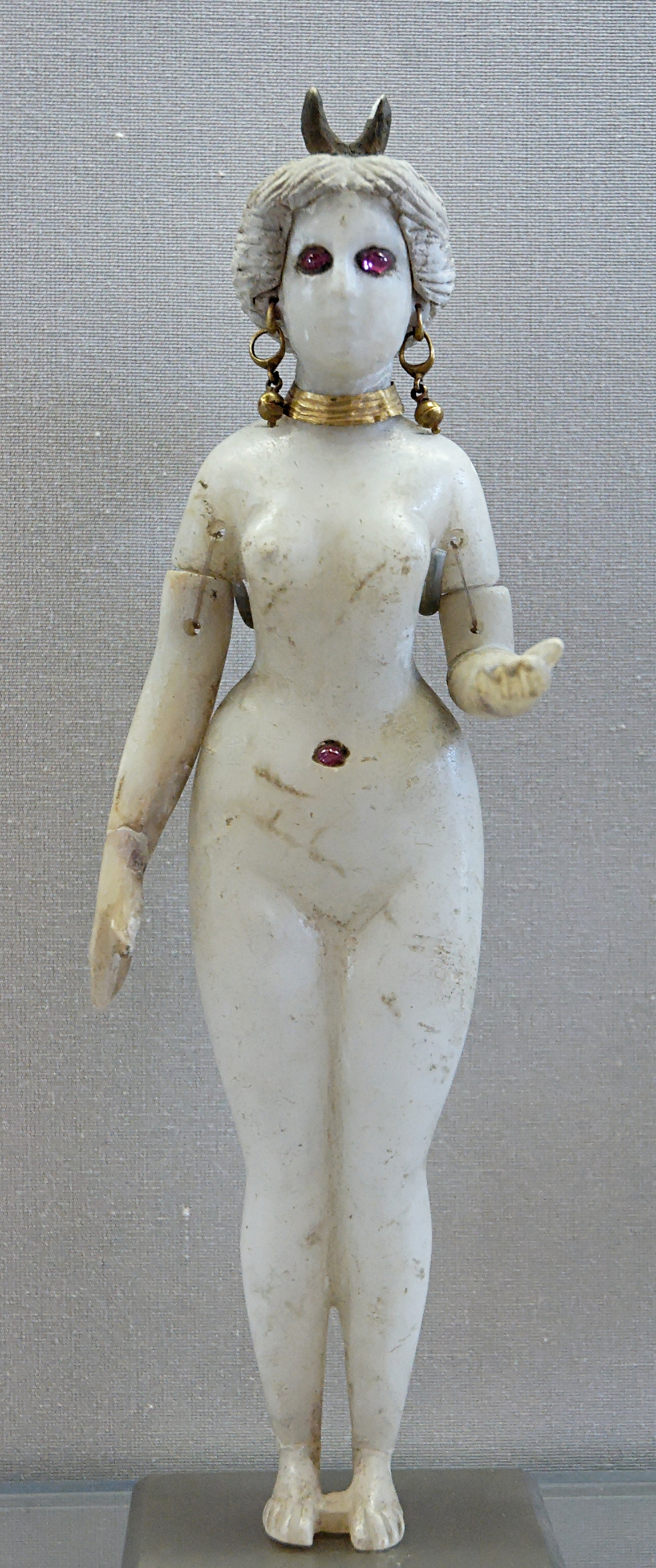
Statuette en albâtre d'une déesse nue provenant du tombeau découvert par P. Delaporte, -, musée du Louvre.

Tout le long des campagnes de fouilles menées à Babylone depuis le milieu du XIXe siècle, des tombes ont été mises au jour en plusieurs endroits. Elles couvrent une période allant de celle des rois néo-babyloniens jusqu'à la fin de la domination parthe. Les pratiques funéraires ont connu quelques modifications au cours de ces siècles même si les éléments de continuité sont nombreux. Pour la période néo-babylonienne, les tombes sont essentiellement retrouvées sous des résidences, suivant l'habitude mésopotamienne qui veut qu'on enterre les défunts de la famille sous la résidence de leurs descendants pour permettre de garder le lien entre morts et vivants de la communauté, lien qui s'exprime notamment dans un culte des morts. On trouve ainsi des caveaux familiaux. Les morts de cette période sont enterrés dans des sarcophages en terre cuite, qui peuvent être longs et ovales avec un couvercle, ou bien courts, auquel cas le défunt est en position fléchie. Durant la période achéménide se développe la pratique de disposer le sarcophage retourné sur le défunt. Les tombes sont alors pour la plupart en fosse. Durant les périodes séleucide et parthe, l'enterrement en position allongée devient plus répandu que celui en position fléchie, et les tombes en fosse sont minoritaires par rapport aux caveaux. Des sarcophages reprenant la forme du visage du défunt sont connus pour la période séleucide. Les plus riches défunts tendent à être enterrés dans des caveaux voûtés où des niches sont creusées pour porter le sarcophage.
Le matériel funéraire de ces tombeaux est diversifié et peut-être important, même si la majorité des tombes exhumées concernent des familles peu riches et présentent donc un matériel simple (céramiques, ornements personnels, figurines). Quelques trouvailles sortent cependant du lot par la richesse de leur contenu. C'est le cas d'une tombe de période achéménide d'un enfant disposé dans une jarre, qui dispose d'objets et de parures riches dont une ceinture ornée de pierres précieuses. Des tombes parthes riches ont également été mises au jour sur le tell Babil. Le tombeau le plus remarquable fouillé à Babylone est celui mis au jour par Pacifique-Henri Delaporte en 1862, daté approximativement des siècles du tournant de notre ère. Il s'agit d'une chambre funéraire voûtée qui abritait cinq corps dans des sarcophages, deux d'entre eux portant des masques en or sur leur visage. Parmi le riche matériel qui y a été trouvé figurent des statuettes en albâtre de divinités typiques de la période, ainsi que des bijoux et des objets anciens comme des sceaux-cylindres remontant jusqu'au IVe millénaire av. J.-C..

### Les monuments du pouvoir politique
Avant 539 av. J.-C. et la conquête perse, Babylone est la capitale du plus puissant empire du Moyen-Orient, ce qui explique sa croissance. Les rois y ont construit de vastes palais reflétant leur puissance. Ces édifices servent encore au pouvoir politique après la perte d'autonomie politique de la ville, car elle reste la résidence d'un gouverneur important, et que des rois peuvent s'y rendre et occuper les anciens palais royaux, comme Alexandre le Grand, qui souhaitait faire de la ville sa capitale avant sa mort. La vie des élites politiques de Babylone est cependant très mal connue en l'absence de sources similaires aux dizaines de milliers de tablettes des capitales de l'empire assyrien : on ne sait donc pas grand-chose de la cour et de l'administration centrale de l'empire babylonien, ou de celles des gouverneurs des empires successeurs.

#### Les palais de Nabuchodonosor

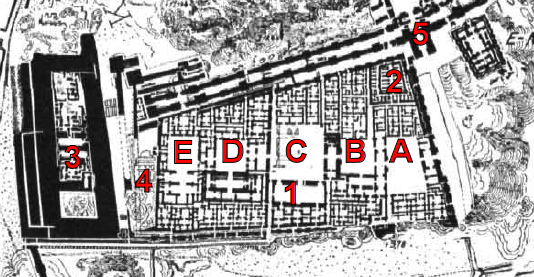
Plan du palais Sud : A, B, C, D, E : cours principales. 1 : salle du trône, 2 : bâtiment voûté, 3 : bastion ouest, 4 : bâtiment perse, 5 : porte d'Ishtar.

Les rois babyloniens résident dans des palais, aux côtés de leur famille, leur cour, leur administration, et leur trésor. Durant la longue histoire de Babylone, la ville semble avoir eu plusieurs palais, seuls ceux de l'époque récente étant bien connus. La Babylone de l'époque de Nabuchodonosor II comportait trois palais royaux : deux dans le secteur du Kasr à côté des murailles et de bastions, le « palais Sud » et le « palais Nord » ; et un autre isolé plus au nord à tell Babil, le « palais d'Été ». Seul le premier a pu être correctement exploré par les archéologues, et les deux autres sont mal connus. Plusieurs inscriptions de fondation de Nabuchodonosor II, qui les a restaurés ou reconstruits, permettent de mieux les connaître. Elles ne permettent pas pour autant de définir avec certitude les fonctions exactes de ces palais et les liens qu'ils entretiennent entre eux, en sachant qu'elles ont pu évoluer avec le temps. Pour l'époque néo-babylonienne, F. Joannès propose que le palais Nord a été le siège du pouvoir et de l'administration centrale, le palais Sud ayant peut-être eu une fonction résidentielle ou économique.
Le « palais Sud » (Südburg suivant la dénomination des fouilleurs allemands), appelé dans les inscriptions de Nabuchodonosor « palais de l'Émerveillement du peuple », est le mieux connu des palais royaux de Babylone. Il est encastré dans la muraille intérieure. C'est un vaste bâtiment de forme trapézoïdale, mesurant 322 × 190 m, où l'accès se fait depuis une porte monumentale à l'est, donnant sur la Voie processionnelle à proximité de la porte d'Ishtar. Cet édifice, qui compte sans doute un étage supérieur, a un plan original qui est probablement le résultat d'une histoire complexe pas encore bien comprise, puisqu'il se pourrait que plusieurs des unités qui le composent soient en fait d'époque achéménide. Dans son stade final, il est organisé autour de cinq unités architecturales se succédant d'est en ouest, chacune organisées autour de grandes cours situées en leur centre et assurant la communication. Elles séparent chacune de ces unités en des espaces distincts au nord et au sud, organisés eux-mêmes en petites pièces desservies par des espaces centraux. Il semble que les salles de la partie nord ont une fonction administrative, tandis que celles du sud servent d'appartements royaux, mais la séparation de l'espace entre ces deux fonctions ne semble pas aussi nette que dans les palais assyriens. La troisième cour, au centre de l'édifice, est la plus vaste de toutes (66 × 55 m) et ouvre par trois portes sur son côté sud vers la salle du trône. Cette grande pièce rectangulaire, mesurant 52 × 17 m, comporte un podium pour le trône en son centre. Ses murs sont décorés de briques glaçurées représentant des lions, ainsi que des palmiers stylisés et des motifs floraux. Une autre partie notable du palais est le « Bâtiment voûté », situé au nord-est, mesurant environ 50 × 40 m et disposant de murs épais, sans doute une sorte d'entrepôt. C'est là qu'a été mis au jour le seul lot d'archives palatiales notable de l'époque néo-babylonienne, daté de 595 à 570 av. J.-C., un ensemble de tablettes enregistrant la livraison et la distribution de produits pour des rations alimentaires d'entretien en céréales, dattes et huile à des dépendants du palais. Parmi ceux-ci se trouvent des familles royales déportées à Babylone, notamment Joiakin de Juda, amené là à la suite de la prise de Jérusalem de 597 av. J.-C. mentionnée dans la Bible. À l'extrémité occidentale du palais Sud, Nabuchodonosor a fait construire le « bastion Ouest » (allemand Westliche Auswerk) de forme rectangulaire (230 × 110 m) et aux murs très épais (18 à 21 mètres), qui déborde sur le fleuve dont il obstrue le cours, obligeant à un réaménagement du quai.

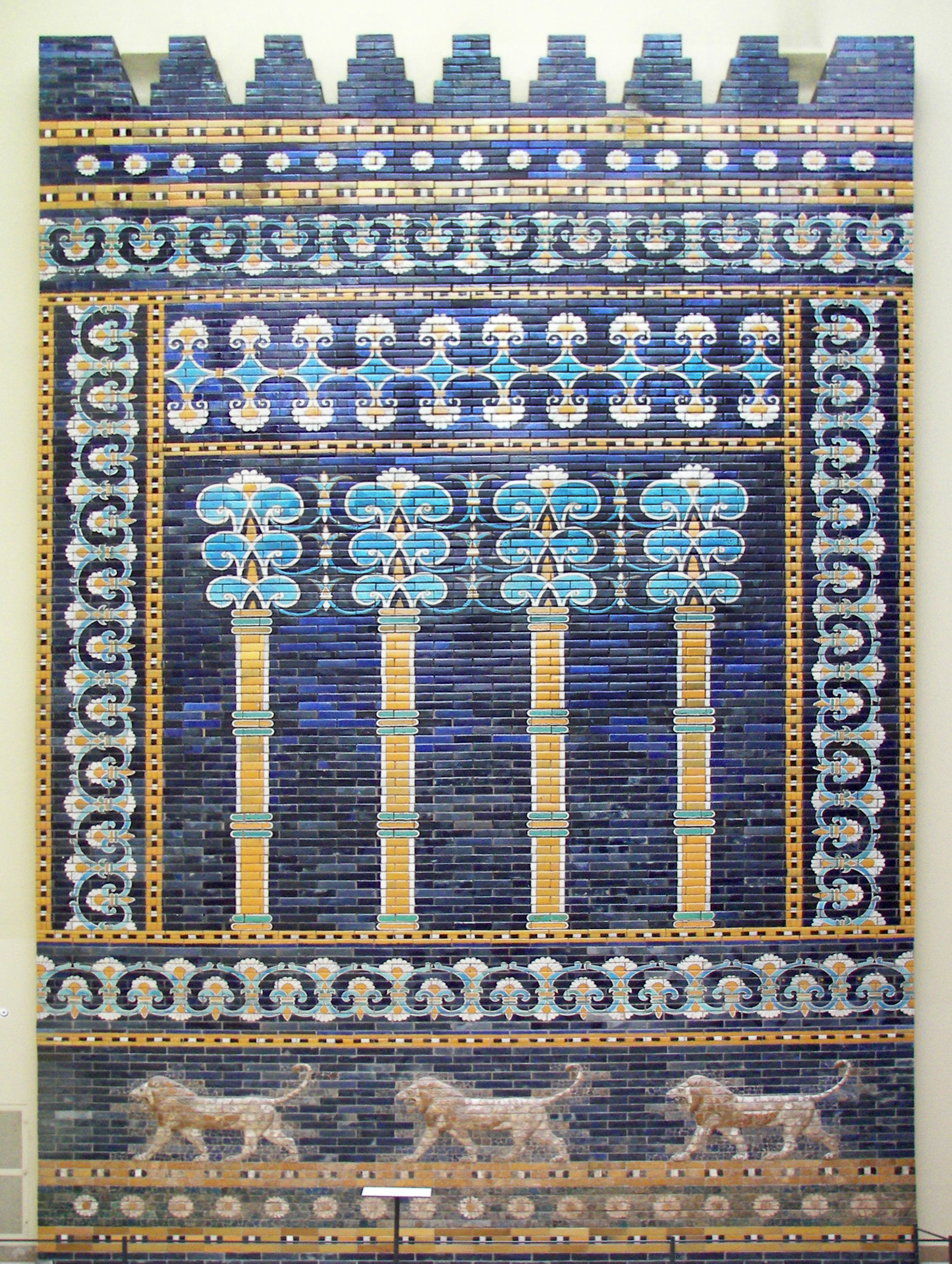
Une des décorations en briques à glaçure des murs de la salle du trône du palais Sud : palmiers, motifs floraux et lions. Musée de Pergame.
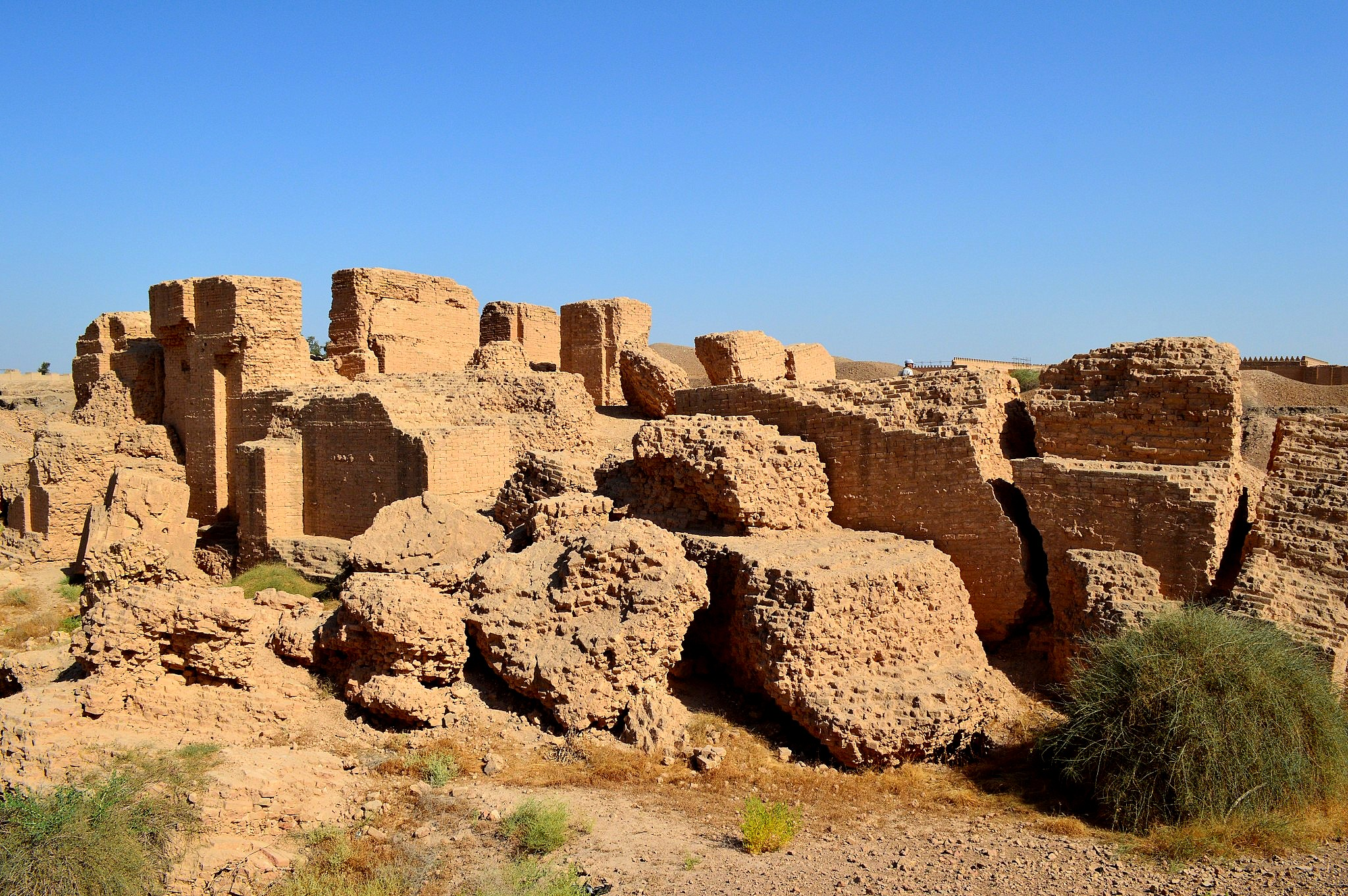
Ruines du palais nord sur le site de Babylone.

Le « palais Nord » (allemand Hauptburg), « Grand Palais », est construit à l'époque de Nabuchodonosor II sur une hauteur et à cheval sur les remparts, juste au nord du palais Sud. Il a été bâti sur une terrasse, formant une sorte de citadelle de plan rectangulaire plus petite que le palais Sud (170 à 180 × 115 à 120 mètres), où ont été repérées deux grandes cours ouvrant sur plusieurs corps de pièces mal repérés lors des fouilles en raison de l'érosion du site. Il est protégé par le « bastion Nord ». Le palais Nord renferme un trésor de guerre des rois babyloniens, constitué de statues, stèles et autres œuvres apportées à Babylone à la suite des campagnes militaires, ensemble d'objets qualifié de « musée » par le fouilleur du site. Les inscriptions de Nabuchodonosor semblent indiquer que cet édifice a été construit comme un espace d'agrément, un véritable palais servant de résidence royale. Il pourrait même s'agir de la résidence principale de ce roi.
Plus de 2 kilomètres au nord du Kasr, au bord de l'Euphrate sur l'actuel tell Babil, les fouilleurs allemands ont dégagé un édifice qu'ils ont qualifié de « palais d'Été » (Sommerpalast), parce que des salles y semblaient ventilées par des sortes de puits à vent servant à les rafraîchir en période de forte chaleur,. Sans doute érigé vers la fin du règne de Nabuchodonosor II, les inscriptions indiquent qu'il a plutôt une fonction défensive, au nord de la muraille extérieure récemment construite. Il ne reste que ses soubassements laissant apparaître un édifice de forme carrée (250 m de côté) organisé autour de deux vastes cours, qui a été remanié à plusieurs reprises après l'époque néo-babylonienne.

#### Les «Jardins suspendus»

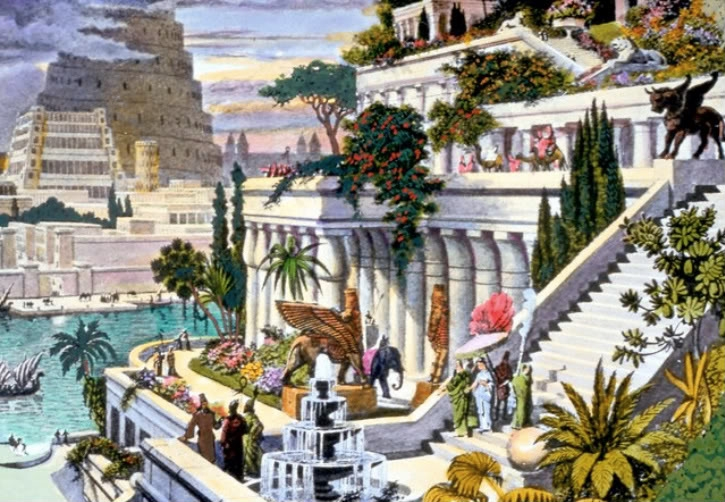
Vue d'artiste des jardins suspendus de Babylone, d'après un tableau du peintre du XIXe siècle Martin Hackenbruch.

Dès les premières campagnes de fouilles, on cherche la « merveille du monde » de Babylone : les Jardins suspendus décrits par cinq auteurs de langue grecque et latine (notamment Bérose et Diodore de Sicile), qui selon une version auraient été construits par Nabuchodonosor II pour son épouse mède, nostalgique de son verdoyant pays natal. Aucune mention de ces édifices n'ayant été retrouvée dans les nombreuses inscriptions de fondation du roi babylonien, leur repérage n'a pu être effectué. Ils ont été recherchés dans le secteur palatial du Kasr à la suite des textes les décrivant, en privilégiant les constructions aux murs épais, propres à supporter les lourds jardins, et les édifices aux fonctions mal identifiées. R. Koldewey a proposé de situer les jardins sur le Bâtiment voûté qui comportait un puits ayant pu servir à les irriguer, mais cette interprétation est aujourd'hui rejetée. Les identifications les plus vraisemblables sont celles qui les situent en partie ou en totalité sur le bastion Ouest (D. Wiseman, J. Reade), en localisant la source de l'eau les irriguant dans le bastion oriental, construction identifiée par une forteresse par les fouilleurs allemands mais réinterprétée par la suite comme un vaste réservoir.
Devant cette impossibilité de trouver une preuve déterminante de l'existence des Jardins suspendus à Babylone, S. Dalley a proposé de les rechercher à Ninive, où des grands jardins sont longuement décrits dans des textes de fondation, tandis qu'ils pourraient être représentés sur bas-relief. Cette interprétation a été diversement reçue et est loin d'avoir mis un terme à la discussion car il n'y a pas de mention explicite de Jardins suspendus à Ninive, rien n'excluant leur présence à Babylone. Une autre hypothèse en faveur de l'inexistence des jardins suspendus est qu'ils dérivent d'une exagération de l'ampleur des jardins royaux babyloniens due à un auteur antique qui aurait servi de source unique aux autres. En effet, la seule certitude reste le fait que des jardins royaux existaient à Babylone comme dans les capitales d'Assyrie, notamment ceux mentionnés dans une tablette du règne de Merodach-Baladan II (722-703 av. J.-C.) recensant les diverses plantes de l'un d'entre eux, provenant parfois de régions lointaines.

#### Les lieux du pouvoir politique sous domination étrangère

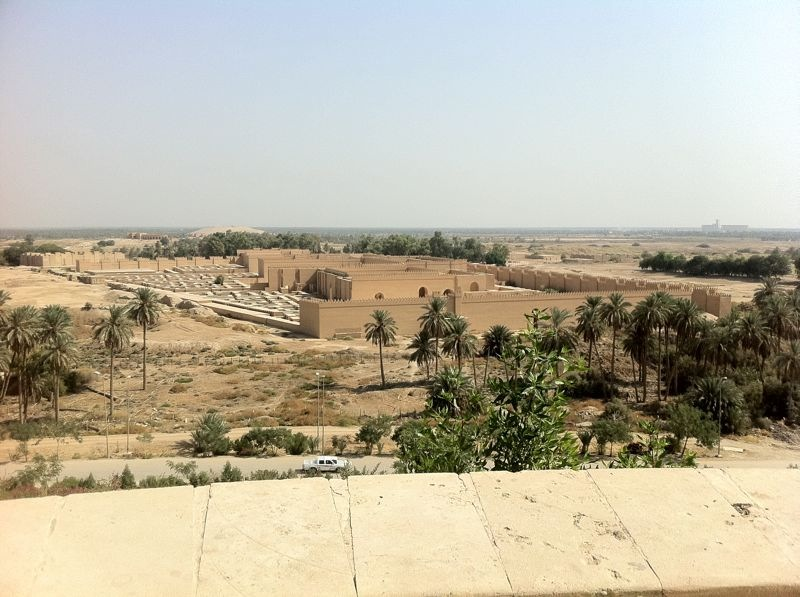
Le secteur des palais (Kasr) de nos jours, après les reconstructions et dégradations récentes.

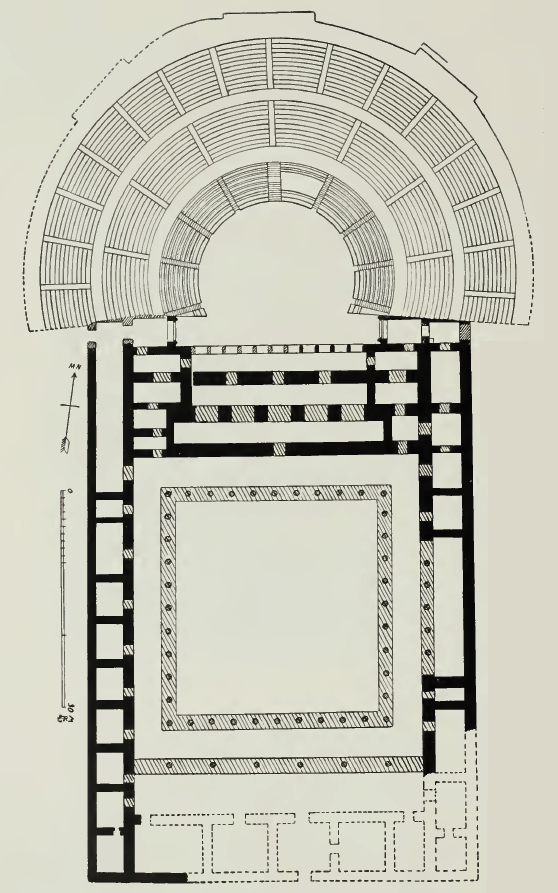
Plan du théâtre hellénistique de Babylone et du bâtiment public attenant.

Après la conquête de Babylone par les Perses, les palais royaux continuent à être occupés de temps à autre par les rois achéménides lorsqu'ils résident dans la ville. Ils sont en permanence occupés par un gouverneur et son administration. Comme il a été vu plus haut, les niveaux connus du palais Sud sont généralement attribués aux rois néo-babyloniens, mais la partie occidentale de l'édifice pourrait dater de l'époque perse, avec des réaménagements possibles dans les parties orientales. La seule construction d'époque perse identifiée clairement par les fouilleurs du site dans ce palais est le « Bâtiment perse » (Perserbau), une construction sur terrasse localisée à l'ouest entre le palais et le bastion Ouest et qui est accessible depuis le premier par une porte donnant sur une esplanade. Il s'agit d'un bâtiment de dimensions 34,80 × 20,50 mètres, érigé sur une terrasse artificielle, dont les structures sont peu visibles. Suivant la reconstruction des fouilleurs, son entrée était un portique à colonnes, ouvrant sur une salle hypostyle. Y ont été retrouvés des fragments de décorations en briques glaçurées représentant des guerriers et des rosettes, rappelant celles des palais perses de Suse et Persépolis.
Après la chute de l'empire perse, Alexandre le Grand réside quelque temps dans un des palais de Babylone, où il meurt. Les Séleucides qui dominent la région après lui établissent leur capitale mésopotamienne à Séleucie du Tigre, mais continuent à demeurer de temps à autre dans les palais royaux de Babylone, à l'image de Antiochos Ier qui y a habité alors qu'il était prince héritier. Le gouverneur de la cité doit également occuper un des palais. Celui de tell Babil est alors réaménagé et doté d'une cour à péristyle, et peut-être aussi les palais du Kasr. À la période parthe, le palais de tell Babil devient une forteresse aux murs épais. Les autorités politiques locales des périodes séleucide et parthes occupent quant à elles de nouveaux lieux. La communauté des citoyens grecs se réunit dans le théâtre construit au nord-est dans la « Ville neuve », vaste édifice dont les gradins sont construits sur un remblai (le tell Homera) apparemment constitué des débris exhumés lors des travaux de terrassement entrepris en vue de la reconstruction de la ziggurat sous Alexandre et les premiers séleucides. Il est jouxté au sud par un vaste édifice à cour à colonnes érigé vers la fin de la période séleucide et le début de la période parthe, identifié comme un gymnase ou comme une agora. Quant à l'organisme dirigeant la communauté babylonienne autochtone, le conseil issu de l'administration du temple de l'Esagil et dirigé par l'administrateur de ce dernier, il se réunit dans le « Bâtiment des délibérations » (Bīt milki), situé dans un parc intra-urbain, le « Verger aux Genévriers » (GIŠ.KIRI6 ŠEM.LI) qui serait localisé au sud de la ville près de la porte d'Urash et qui abriterait également des temples.

### Une capitale religieuse
La « porte des Dieux » est devenue progressivement un des principaux centres religieux de la Mésopotamie méridionale, évolution qu'il est difficile de ne pas mettre en parallèle avec son affirmation comme capitale politique majeure de la partie sud de celle-ci, qui est la région la plus rayonnante sur le plan culturel et religieux. Le clergé de l'Esagil, sans doute appuyé par le pouvoir royal, a progressivement élevé le dieu Marduk au rang de principal dieu du panthéon mésopotamien grâce à une production théologique impressionnante. Les sanctuaires de ce dieu sont devenus le plus vaste et le plus prestigieux ensemble cultuel de la Mésopotamie antique, et l'affirmation de Babylone comme ville sainte s'est aussi répercutée dans le développement de nombreux autres sanctuaires. Cela a donné naissance à une vie cultuelle et intellectuelle très dynamique.

#### Marduk et le panthéon de Babylone

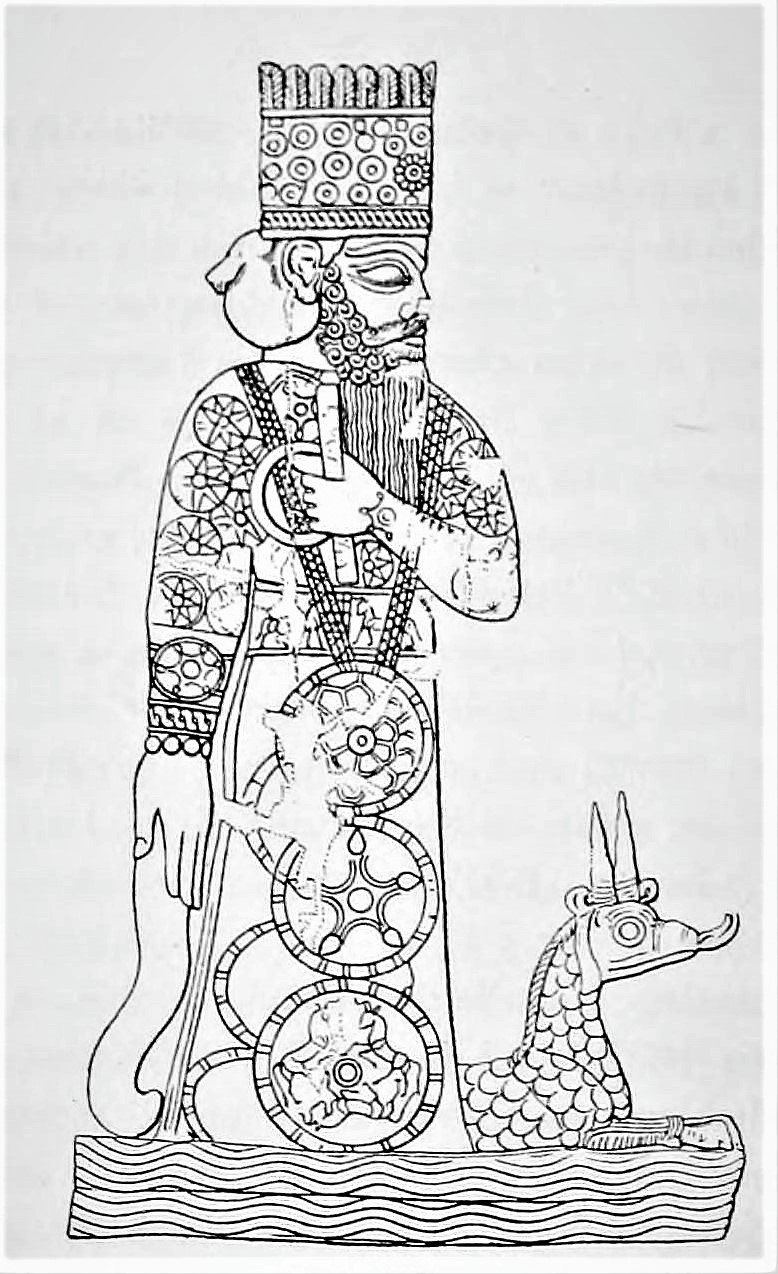
Le dieu Marduk et son animal-attribut, le dragon-serpent.

La divinité tutélaire de Babylone est Marduk, divinité aux origines obscures qui s'est progressivement hissée au sommet du panthéon de Mésopotamie appuyé par la royauté babylonienne triomphante et le clergé de l'Esagil, durant la seconde moitié du IIe millénaire av. J.-C.. Sans doute une divinité agraire à l'origine, comme l'illustre le fait qu'il ait la bêche pour attribut, il est également devenu un dieu patron de l'exorcisme en étant assimilé au dieu Asalluhi dont c'était l'attribut. Avec l'affirmation de Babylone en tant que puissance politique, à laquelle il est identifié car il est considéré comme son véritable roi, il prend son aspect de dieu souverain et concentre de grands pouvoirs dans la théologie reposant notamment sur l'Épopée de la Création (Enuma eliš). Il est aussi appelé Bēl, le « Seigneur ». Son nom rentre dans la composition de nombreux noms de personnes à Babylone, attestant de sa popularité dans cette ville, sans doute bien plus forte que dans les autres grandes cités de Basse Mésopotamie qui gardent beaucoup de révérence pour leurs divinités locales.
Dans ses relations avec les autres dieux, Marduk est considéré comme le fils d'Ea et de Damkina, et sa parèdre est Sarpanitu (parfois appelée Bēltiya), déesse sans personnalité réelle propre dans les textes à notre disposition, car elle existe essentiellement à travers son époux. Leur fils est Nabû, dieu de la sagesse, divinité tutélaire de la cité voisine de Borsippa, qui dispose aussi de lieux de culte à Babylone et prend une importance de plus en plus grande au fil du temps. L'autre grande divinité de la ville est Ishtar de Babylone, connue aussi sous l'épithète de « Dame de Babylone » (Bēlet Bābili), hypostase locale de la grande déesse mésopotamienne Ishtar, qui a le rôle de protectrice des défenses de la cité.

#### Le sanctuaire de Marduk

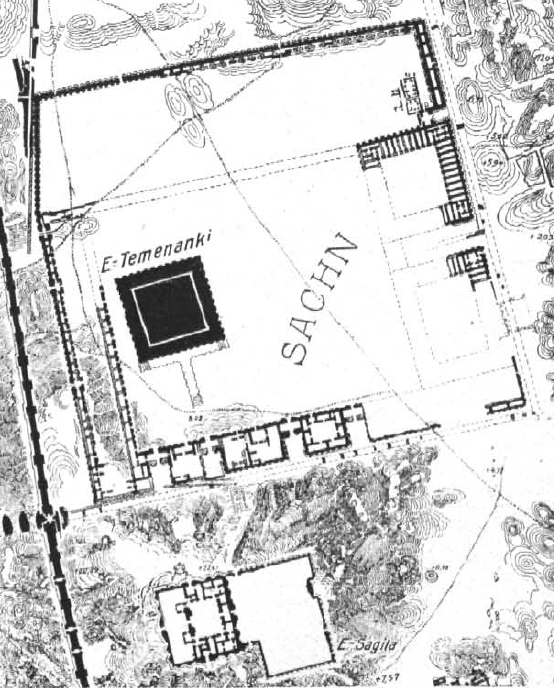
Plan des zones fouillées dans le complexe du dieu Marduk : au sud l'Esagil, et au nord la ziggurat Etemenanki dans sa grande enceinte.

L'ensemble cultuel principal de Babylone est celui dédié au dieu de la cité, Marduk, l'Esagil (sumérien É.SAG.ÍL, quelque chose comme « Maison à la tête haute »), terme qui peut désigner le temple seul ou bien l'ensemble du sanctuaire, ziggurat comprise. Les fouilleurs allemands n'ont pu dégager qu'une partie du temple principal, car le tell où il se trouve, Amran ibn Ali, est occupé par une mosquée limitant les explorations. Ils n'ont bien dégagé que la partie ouest de l'édifice, la cour centrale menant aux cellae des divinités et quelques-unes des pièces qui la bordent. La partie orientale n'a pu être approchée que par des fouilles en tunnel qui en ont retrouvé le contour. Des textes anciens, avant tout la Tablette de l'Esagil, texte métrologique dont on a retrouvé une copie du IIIe siècle av. J.-C. mais dont l'original date sans doute de la période néo-babylonienne, ont permis de compléter les connaissances sur les parties non dégagées, à savoir la partie est mais aussi les appartements de Marduk, lieu le plus important du sanctuaire. L'Esagil est constitué d'une première avant-cour d'environ 103 × 81 mètres, entourée d'une première série de pièces, accessible par une porte monumentale située à l'est, comprenant le lieu de réunion de l'assemblée des dieux que présidait Marduk lors de la fête du Nouvel An. Cette première cour ouvre sur la cour supérieure (« Cour de Bēl », c'est-à-dire Marduk) de dimensions 37,60 × 32,30 mètres, qui a été fouillée, et qui est entourée de pièces constituant les appartements des divinités résidant dans le temple, comme une sorte de cour du roi des dieux (notamment sa parèdre Sarpanitu et son fils Nabû), le tout constituant le corps principal du temple, de dimensions 85,59 × 79,30 mètres. La cella de Marduk était richement décorée et pourvue en offrandes nombreuses, et sa statue, censée être habitée par le dieu en personne, était sculptée dans du bois précieux et parée de vêtements et de bijoux riches. L'Esagil s'étend aussi au sud de la première cour, dans une unité organisée autour d'une troisième cour principale, dédiée aux divinités Ishtar et Zababa, à laquelle la Tablette de l'Esagil attribue une dimension de 95 × 41 mètres.

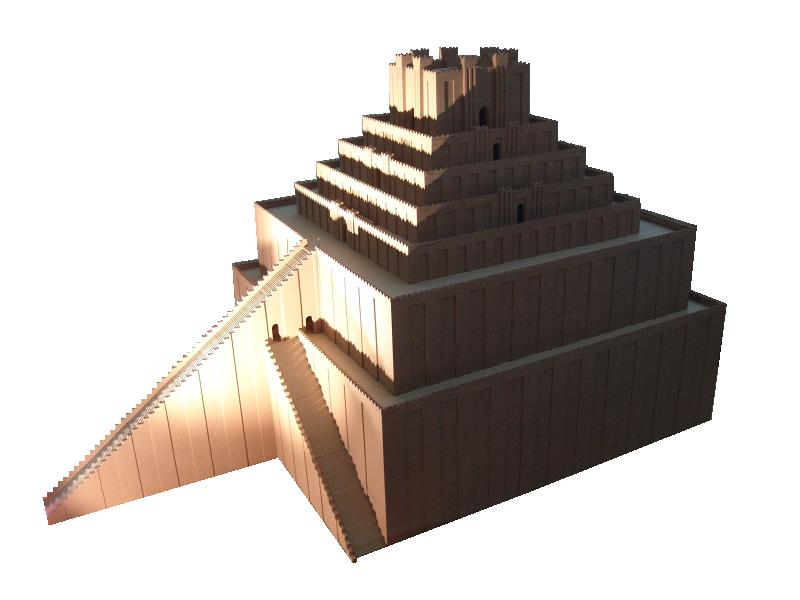
Maquette proposant une reconstitution de la ziggurat de Babylone, musée de Pergame.
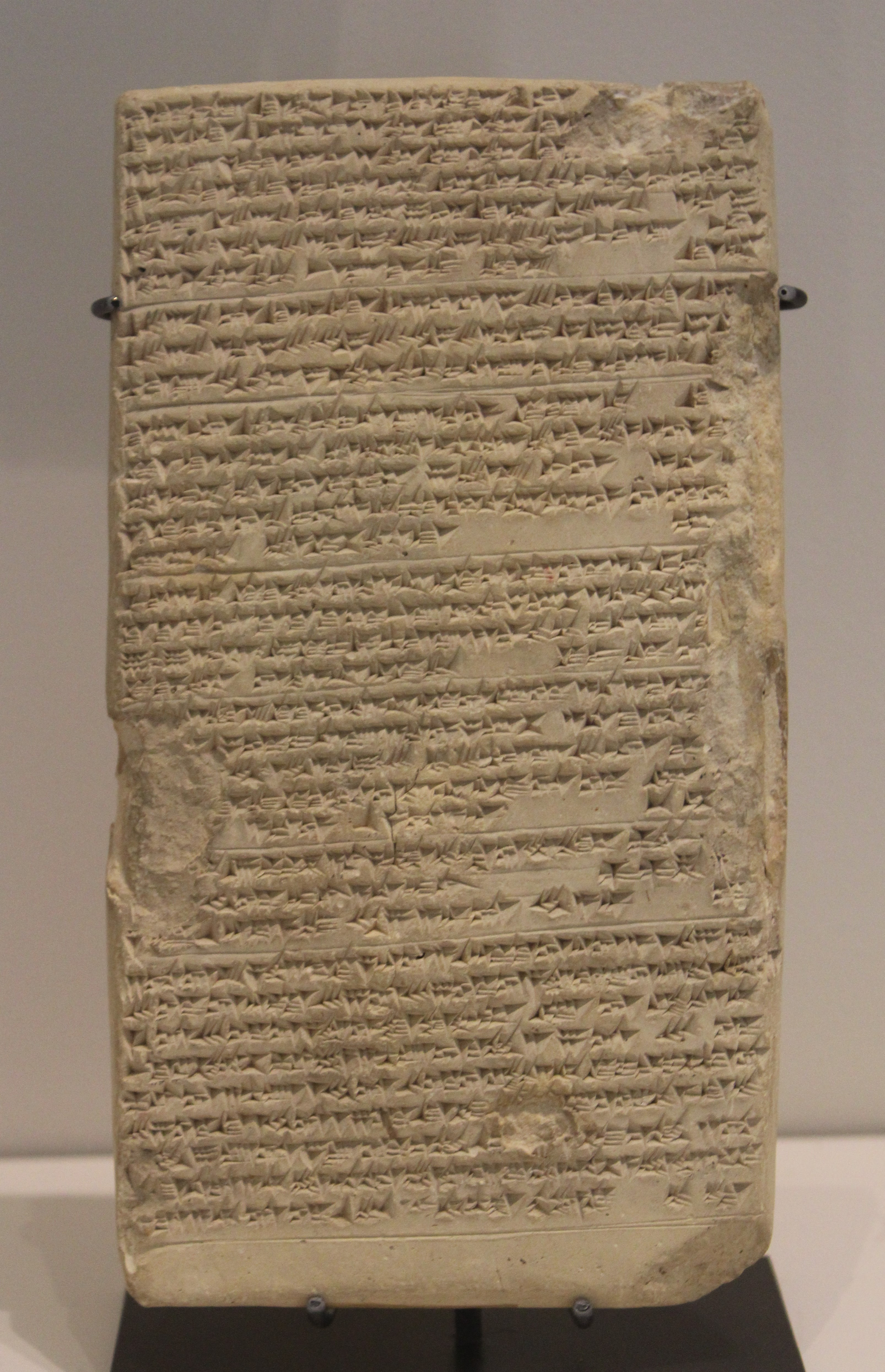
Tablette de l'Esagil, version du musée du Louvre, provenant d'Uruk, IIIe siècle av. J.-C.

90 mètres au nord de l'Esagil se trouve la ziggurat Etemenanki (É.TEMEN.AN.KI, « Maison-fondement du Ciel et de la Terre »), édifice à degré qui serait une inspiration au mythe de la tour de Babel. Elle est construite dans une enceinte de 460 × 420 m de côté au maximum, occupant donc une vaste surface de la ville, en plein centre de celle-ci. Cette muraille comprend deux unités architecturales organisées chacune autour d'une cour à l'est, à côté de la porte monumentale ouvrant sur la Voie processionnelle, et plusieurs pièces au sud. Il s'agit peut-être du secteur administratif du sanctuaire de Marduk, l'Esagil étant un temple richement doté en terres, employant un personnel pléthorique d'esclaves, dépendants et autres partenaires économiques (notamment les familles de notables locaux). La ziggurat en elle-même a disparu depuis l'Antiquité, et seules ses fondations ont pu être fouillées, le reste des connaissances permettant de tenter de restituer son aspect provenant de la Tablette de l'Esagil qui en donne les dimensions, et également d'une représentation de l'édifice sur une stèle. Sa base est carrée, d'environ 91 m de côté, et un escalier monumental menait à son sommet depuis le côté sud, dont on a retrouvé les traces de l'avancée sur 52 m. Elle s'élevait sur sept étages, en fait six terrasses de taille décroissante empilées, la dernière supportant un temple haut (šahuru). Selon la Tablette de l'Esagil, elle atteignait 90 m de haut, mais ce chiffre répond sans doute plus à des conceptions symboliques qu'à la réalité, et les estimations les plus récentes lui attribuent plutôt une hauteur d'une soixantaine de mètres. La symbolique de l'édifice, si on suit son nom, est de constituer une sorte de lien entre la Terre, monde des humains, et le Ciel, monde des dieux. Elle pourrait aussi marquer l'endroit où Marduk aurait créé le Monde, son centre. En revanche, sa fonction cultuelle est mal établie : Hérodote dit qu'un rite de type hiérogamique (« Mariage sacré ») se passait dans son temple haut, une tablette cunéiforme fragmentaire évoque peut-être un rituel ayant lieu dans le même édifice, mais elle demeure absente des autres textes rituels. Sa fonction cultuelle était probablement limitée, le temple bas (l'Esagil à proprement parler) concentrant sans doute la plupart des rituels.
Après la période néo-babylonienne, l'Esagil reste le lieu de culte majeur de la ville. La question de savoir s'il a été détruit lors de la répression d'une révolte sous le règne de Xerxès Ier reste en débat, mais il est manifeste qu'il continue de fonctionner. La ziggurat est peut-être détruite aussi lors de cet événement. En tout cas les textes se référant à la période d'Alexandre et au début de la domination séleucide les présentent comme étant en mauvais état. Le temple, sans doute restauré, fonctionne toujours, tandis que la ziggurat est arasée en prévision d'une reconstitution qui n'a jamais lieu. On sait par les mentions d'auteurs grecs et latins et par des textes cunéiformes qu'il continue de fonctionner au Ier et au IIe siècle de notre ère comme cela a été évoqué plus haut.

#### De nombreux lieux de culte
Tintir donne les noms de 43 temples situés à l'intérieur de Babylone, dont 13 pour le seul « quartier sacré », Eridu. Une même divinité pouvait en posséder plusieurs, puisque cinq sont mentionnés pour Ishtar et trois pour Nabû. Huit d'entre eux ont été fouillés et identifiés dans la partie occidentale de la ville intérieure, hors du complexe principal. Ils sont de dimensions diverses et isolés du tissu urbain, même s'ils sont parfois construits dans un quartier résidentiel, à l'image du temple d'Ishtar d'Akkad mis au jour au Merkes.
Ces édifices suivent le plan typique des temples locaux, qualifié de « babylonien », déjà observé dans celui de Marduk et qui rappelle celui des résidences des humains : une porte ouvre sur une cour, qui mène ensuite à une antecella (vestibule) puis à la cella de la divinité principale du sanctuaire, chapelle au fond de laquelle se trouve une niche destinée à recevoir la statue de culte. Plusieurs pièces servant de dépendances entourent les espaces servant à la circulation. Les portes principales peuvent être voûtées. La cour de celui de Nabû ša harê est recouverte de bitume et ses murs portent un décor sommaire en noir et blanc. Le bīt akītu, temple où se déroulent les cérémonies finales de la fête-akītu, se situe au-delà de l'enceinte intérieure. Ce sont peut-être ses ruines qu'ont dégagé les fouilles allemandes des années 1960 quand elles ont mis au jour un complexe architectural situé au nord du Kasr.

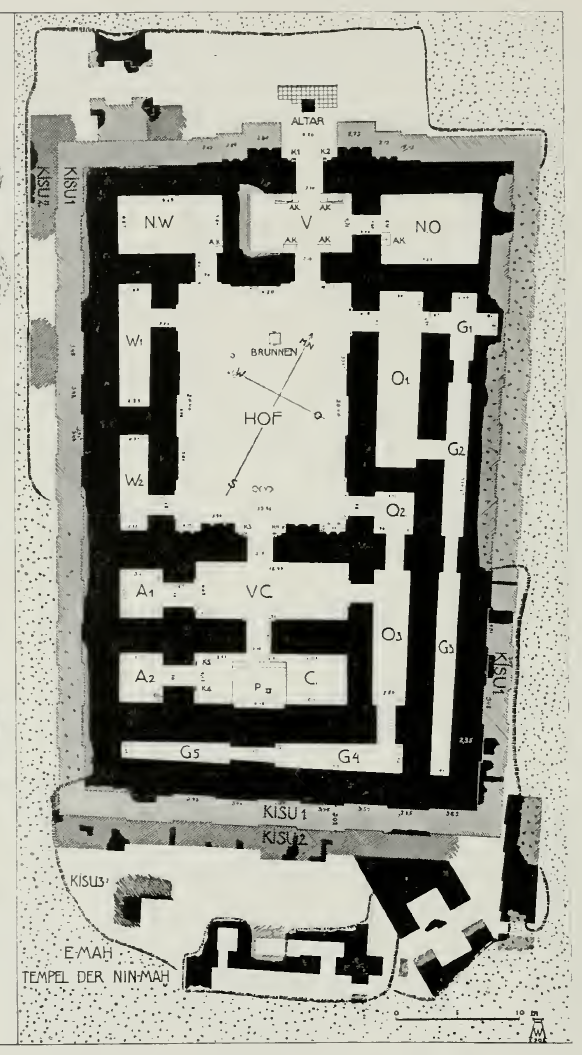
Plan de l'E-mah, du temple de Ninmah, localisé à proximité de la porte d'Ishtar.
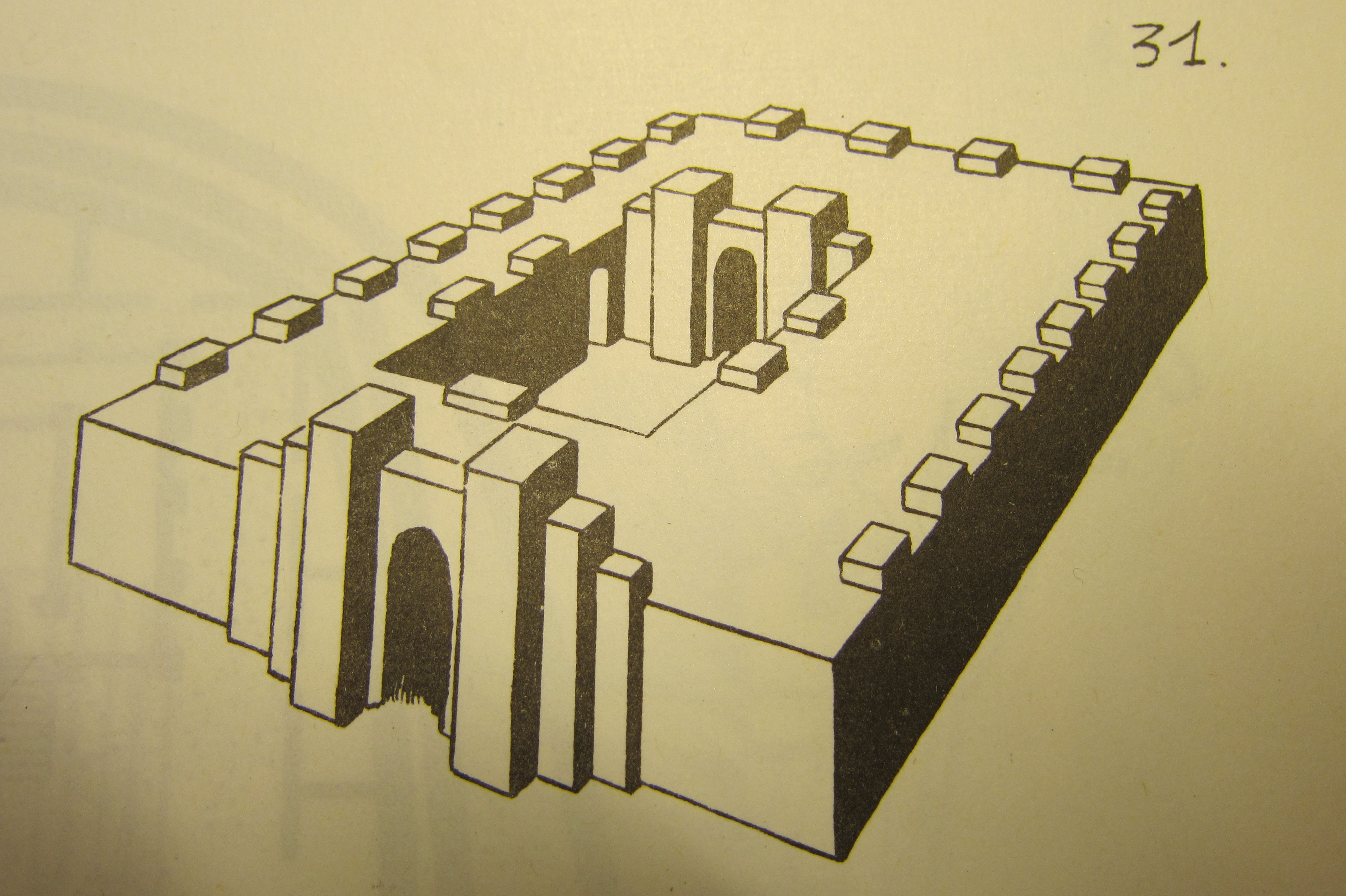
Proposition d'élévation de l'E-mah.
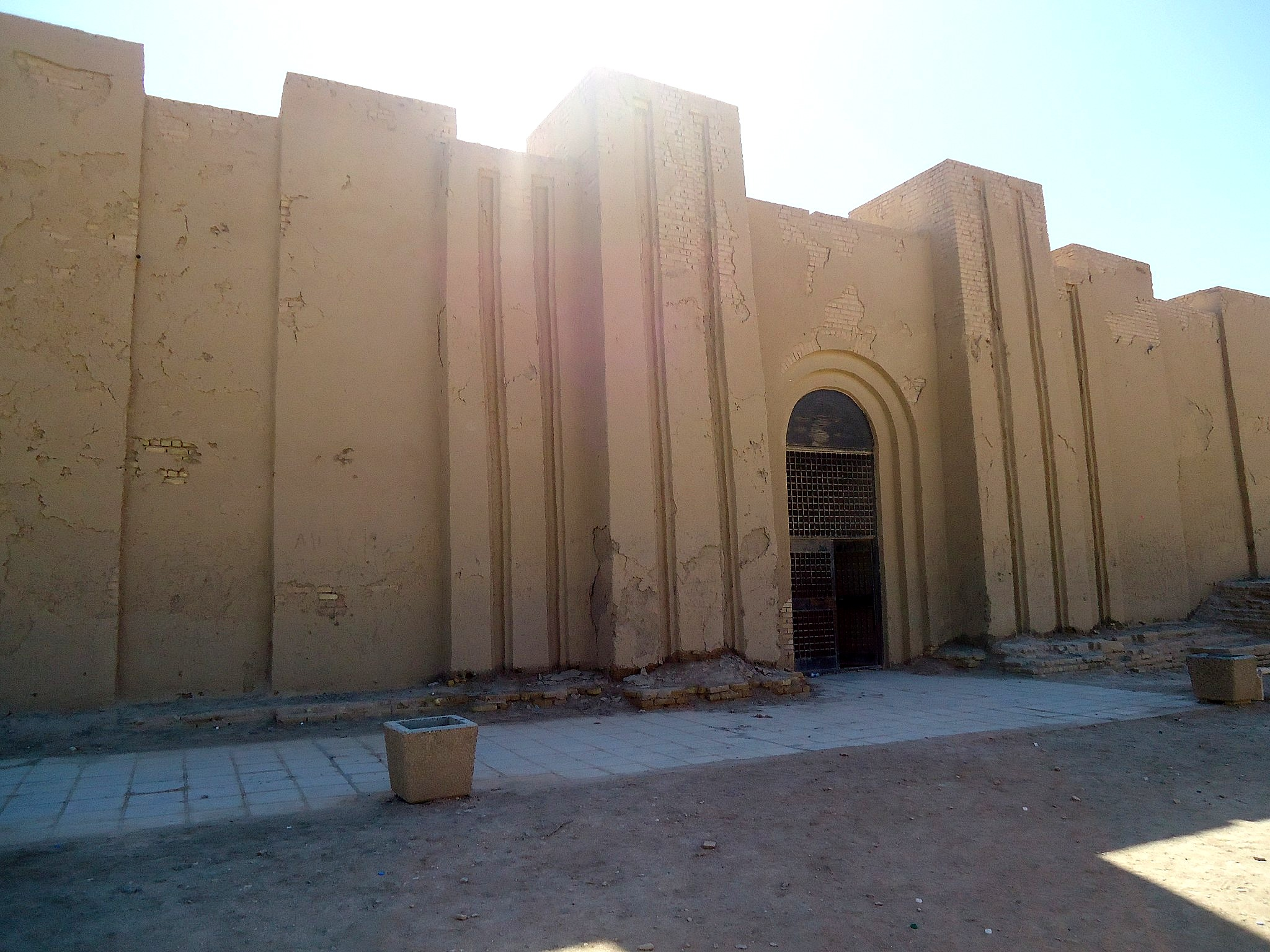
Façade de l'E-mah, reconstitué sur le site de Babylone.
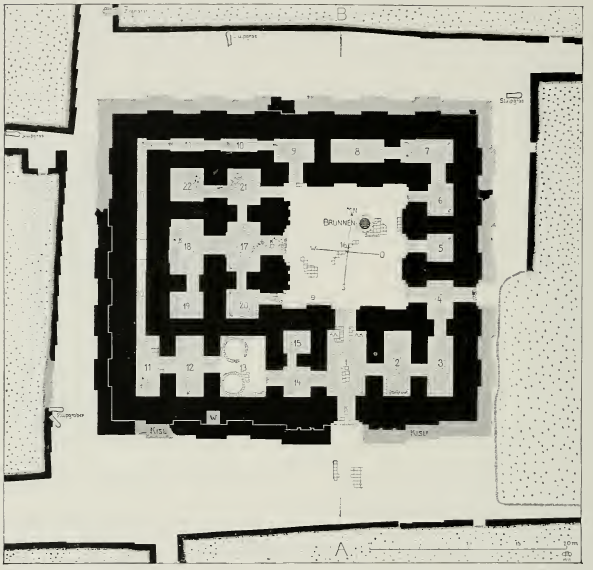
Plan du temple d'Ishtar d'Akkad, localisé dans le Merkes.
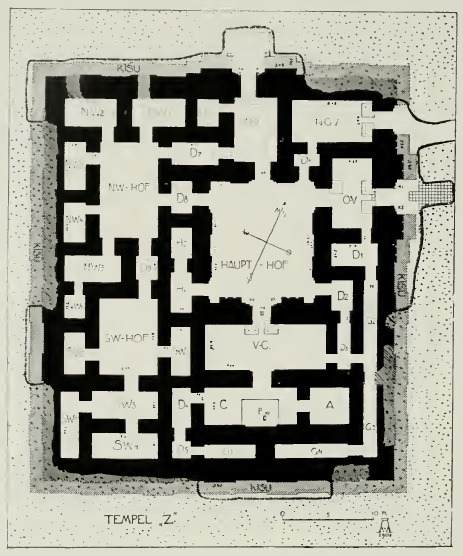
Plan du « Temple Z », probablement dédié à la déesse Ishkhara[160], localisé dans le secteur d'Ishin Aswad.

Tintir indique par ailleurs qu'on trouvait dans les rues de Babylone de nombreux (des centaines selon le texte) petits lieux de culte ou installations cultuelles à ciel ouvert, désignés par divers termes difficiles à traduire : des « sièges » (šubtu), des « stations » (manzāzu), des « podiums » (parakku), des « niches » (ibratu).

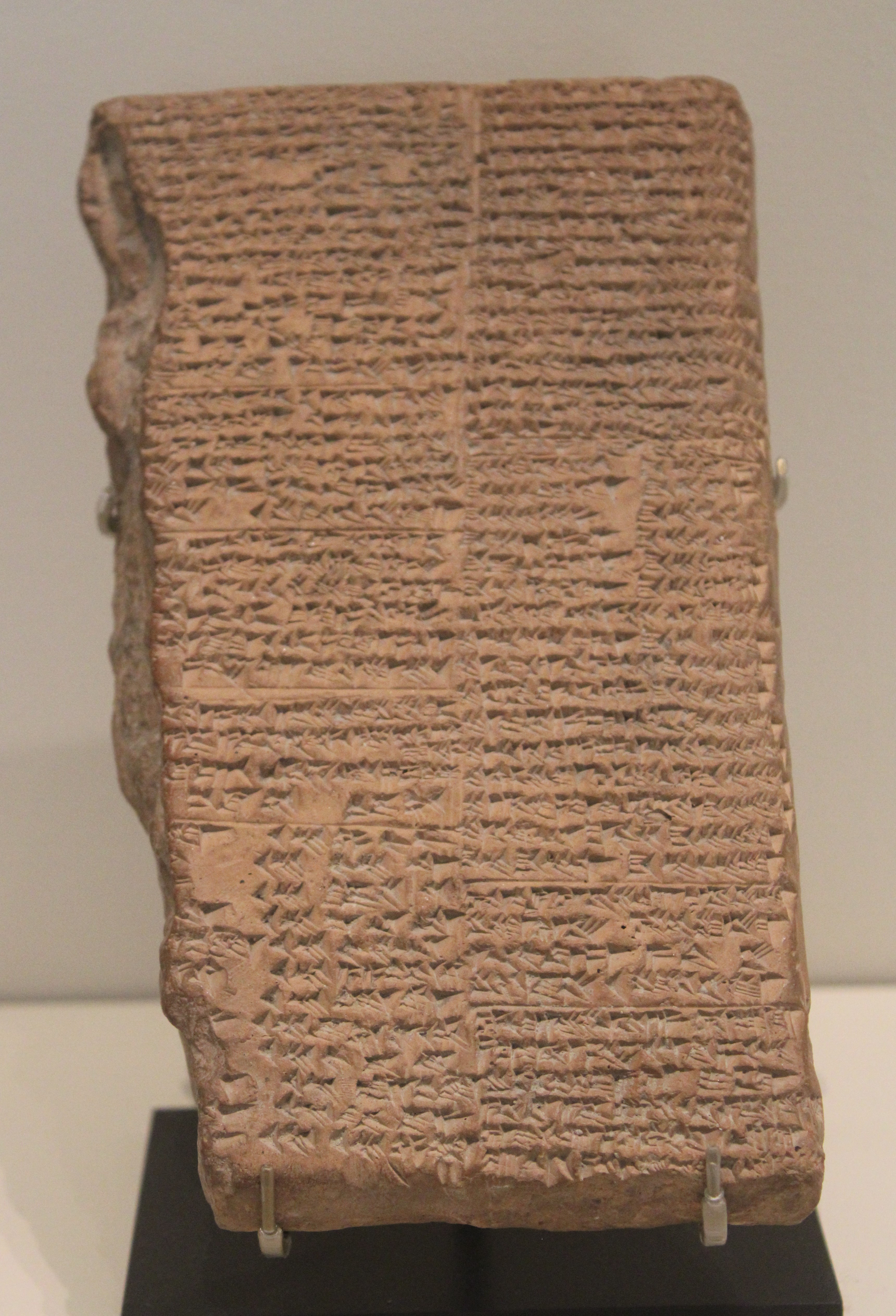
Tablette décrivant le déroulement de la fête-akītu de Babylone, copie de la fin du, musée du Louvre.

#### Le culte religieux

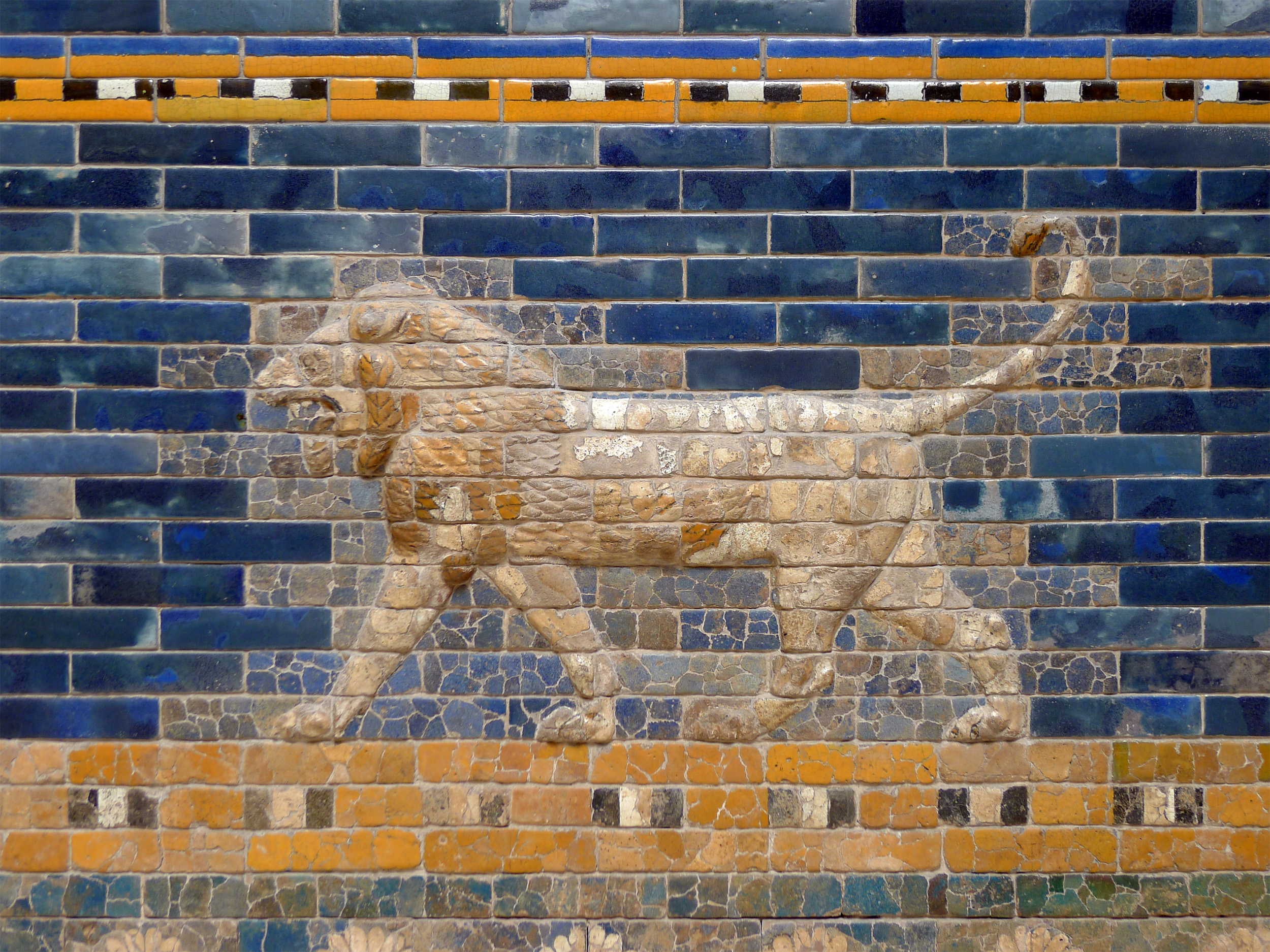
Un des lions, animal-attribut de la déesse Ishtar, représentés sur les briques glaçurées de la Voie processionnelle.

Relief représentant la Reine de la Nuit. La figure pourrait être un aspect de la déesse Ishtar, déesse babylonienne du sexe et de l'amour.

Les temples de Babylone sont des centres d'activité intense, car ils doivent entretenir le culte quotidien des divinités qu'ils hébergent, qui consiste pour l'essentiel en leur entretien alimentaire et vestimentaire (adressé à leur statue, qui symbolise leur présence réelle dans leur demeure terrestre). Cela justifie la présence d'un important personnel cultuel, les erīb bīti, « ceux qui entrent dans le temple », ainsi dénommés car c'est la seule catégorie du clergé habilitée à pénétrer dans l'espace sacré du sanctuaire et à y accomplir les rituels. Mais le culte nécessite également la participation d'un personnel plus large, notamment des artisans fournissant des aliments et des objets de culte. Pour pouvoir mener ces tâches, les temples disposent d'un patrimoine constitué de terres, d'ateliers et d'autres biens dont ils ont disposé avant tout à la suite d'offrandes, notamment celles du roi, qui est également le personnage qui entreprend les travaux de restauration les plus importants. Toute cette organisation explique pourquoi ces sanctuaires sont aussi des centres économiques majeurs, autour desquels gravite sans doute une part importante de la population de la ville et de la campagne environnante.
Le calendrier liturgique de Babylone est émaillé de fêtes religieuses plus ou moins régulières, certaines revenant mensuellement tandis que d'autres sont annuelles, voire plus exceptionnelles. La fête religieuse principale de Babylone est l'akītu qui a lieu au Nouvel An, à l'équinoxe de printemps (21 mars), et qui dure douze journées, nécessitant la participation du roi en personne. Les statues de culte des grandes divinités de Babylonie rejoignent l'Esagil où elles rendent hommage à Marduk, avant de se réunir dans le bīt akītu. L'Épopée de la Création est récitée pour rappeler les hauts faits de ce dieu au cours d'une procession parcourant la ville. Le roi se voit ensuite renouveler son mandat. Cette fête apparemment grandiose a pour but de célébrer le renouveau de la nature au printemps, mais aussi d'affirmer le lien fort entre le grand dieu Marduk et le roi qui est considéré comme son représentant terrestre. Elle nécessite la présence de la statue du dieu et du souverain, et dans les périodes d'instabilité ou après une défaite militaire ayant entraîné la capture de la statue par un ennemi son déroulement est impossible, ce qui est vu comme un grand malheur. D'autres fêtes importantes ont lieu dans la ville, par exemple un rituel de « mariage sacré » (hašādu) entre Marduk et Sarpanitu, ou un autre mettant en scène un Marduk infidèle poursuivant Ishtar de ses assiduités, tout en étant lui-même pourchassé par son épouse.

#### Un haut lieu du savoir
La fonction cultuelle et les moyens économiques des temples en ont fait les lieux culturels principaux de Babylone. Plusieurs des temples de la ville ont ainsi livré des tablettes techniques, scientifiques et littéraires, des fonds de manuscrits qui peuvent être caractérisés comme des bibliothèques. De plus, des textes du même type ont été retrouvés dans des résidences privées de lettrés (travaillant de toute manière pour le compte des temples), qui servent aussi parfois d'école de scribes. Un autre lot important a été découvert en 1979 dans le temple de Nabû ša harê, ce dieu représentant la sagesse et patronnant les lettrés. Il s'agit de plus de deux mille tablettes scolaires, un dépôt votif offert au dieu par des apprentis-scribes. Deux autres tablettes rituelles trouvées dans un four indiqueraient la présence d'une bibliothèque propre au temple.

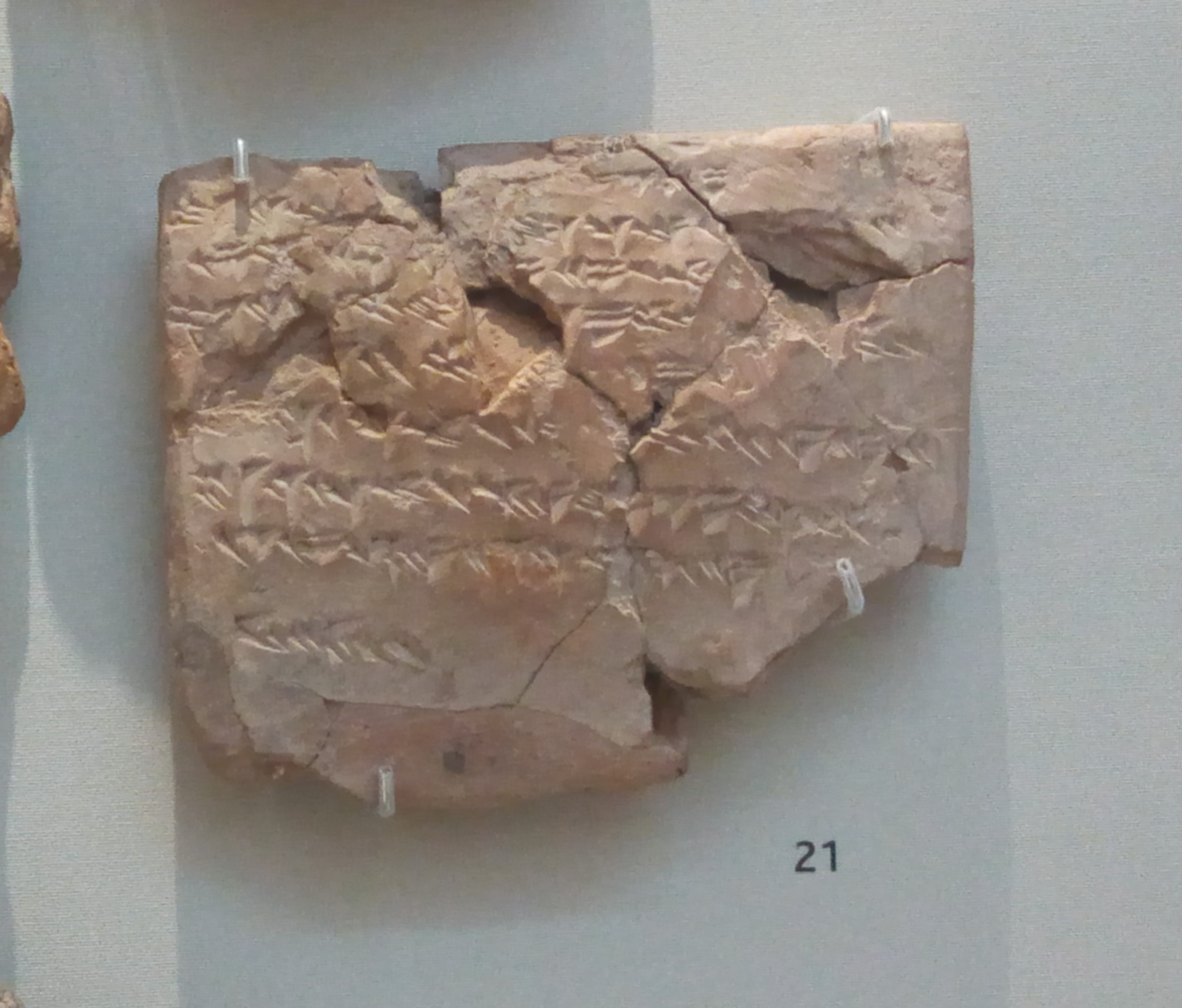
Rapport d'observation astronomique de type « almanach », daté de 61 de notre ère, provenant de Babylone. British Museum.

Le principal lieu de savoir de Babylone est néanmoins l'Esagil. Plusieurs milliers de tablettes savantes en provenant ont été mises au jour, lors de fouilles clandestines, ce qui empêche de connaître leur lieu de découverte précis. Elles datent pour la plupart de l'époque tardive, surtout des IIIe – IIe siècles av. J.-C.. Il est clair que le temple abritait une importante bibliothèque et un groupe de lettrés, qui sont des prêtres spécialistes de plusieurs disciplines (astronomes/astrologues, devins, lamentateurs et exorcistes/médecins). Des tablettes cunéiformes montrent comment le corps des lettrés du temple est recruté et entretenu entre la fin de la période achéménide et la période hellénistique. Un texte illustre ainsi le recrutement d'un astrologue/astronome : il reprend la charge exercée par son père, transmissions héréditaire qui est courante chez les lettrés de l'époque, mais il doit tout de même passer un examen devant le conseil du temple pour prouver ses compétences. Il est rémunéré par un salaire annuel et un champ dont les revenus lui sont concédés. Des obligations lui sont prescrites : faire les observations célestes, rédiger des textes techniques, sans doute des almanachs ou éphémérides caractéristiques de la science qui connaît alors le plus fort développement en Babylonie. Cette organisation prévaut aussi pour les autres spécialités, et elle a pu inspirer les Grecs quand ils ont mis en place la Bibliothèque d'Alexandrie et son Mouseion, suivant des principes présentant des similitudes avec la situation observée pour l'Esagil.
Le clergé de Marduk a été actif jusque durant les périodes récentes, après la fin du royaume de Babylone, réalisant de nouvelles œuvres (rituels, chroniques, lettres fictives) exaltant leur dieu, leur temple et leur ville, peut-être dans le but de susciter l'intérêt des rois Grecs et Parthes. L'exemple le mieux connu des lettrés de l'Esagil de la période tardive est Bérose, qui a composé vers le début du IIIe siècle av. J.-C. les Babyloniaka, livre en grec dont il ne reste plus que des citations et résumés, visant à présenter la tradition babylonienne à un public lettré grec,.
L'Esagil et les temples de Babylone restent avec ceux d'Uruk les derniers lieux où on sait que le savoir de la Mésopotamie ancienne est transmis après la période hellénistique. La tablette cunéiforme la plus récente retrouvée à Babylone est de façon très significative un almanach astrologique, daté de 74/75 apr. J.-C..

## Babylone mythifiée
Par son importance politique et culturelle, Babylone a durablement marqué les esprits et est devenu un élément à part entière de l'imaginaire et des mythes de plusieurs civilisations, même longtemps après sa chute. Les récits relatifs à cette ville, difficilement dissociables de la trajectoire du royaume dont elle était la capitale, se sont avant tout concentrés sur son statut de ville aux proportions gigantesques et aux monuments grandioses, mais aussi, de façon plus négative, sur son orgueil et ses péchés. Les sources antiques ont fourni la matrice de ces représentations : d'abord les sources provenant de la théologie babylonienne même, faisant de cette ville une cité sainte située au centre du Monde, puis les écrits des auteurs grecs et latins, qui ont laissé l'image d'une ville gigantesque, et enfin les auteurs des textes bibliques, qui l'ont avant tout présentée sous un jour négatif. C'est cette image de grande cité et de symbole du péché qui s'est développée après la fin de la ville, notamment à la période médiévale, alors que les sources les plus fiables sur ce qu'elle était réellement devenaient inaccessibles.

### Dans les civilisations antiques

#### En Mésopotamie

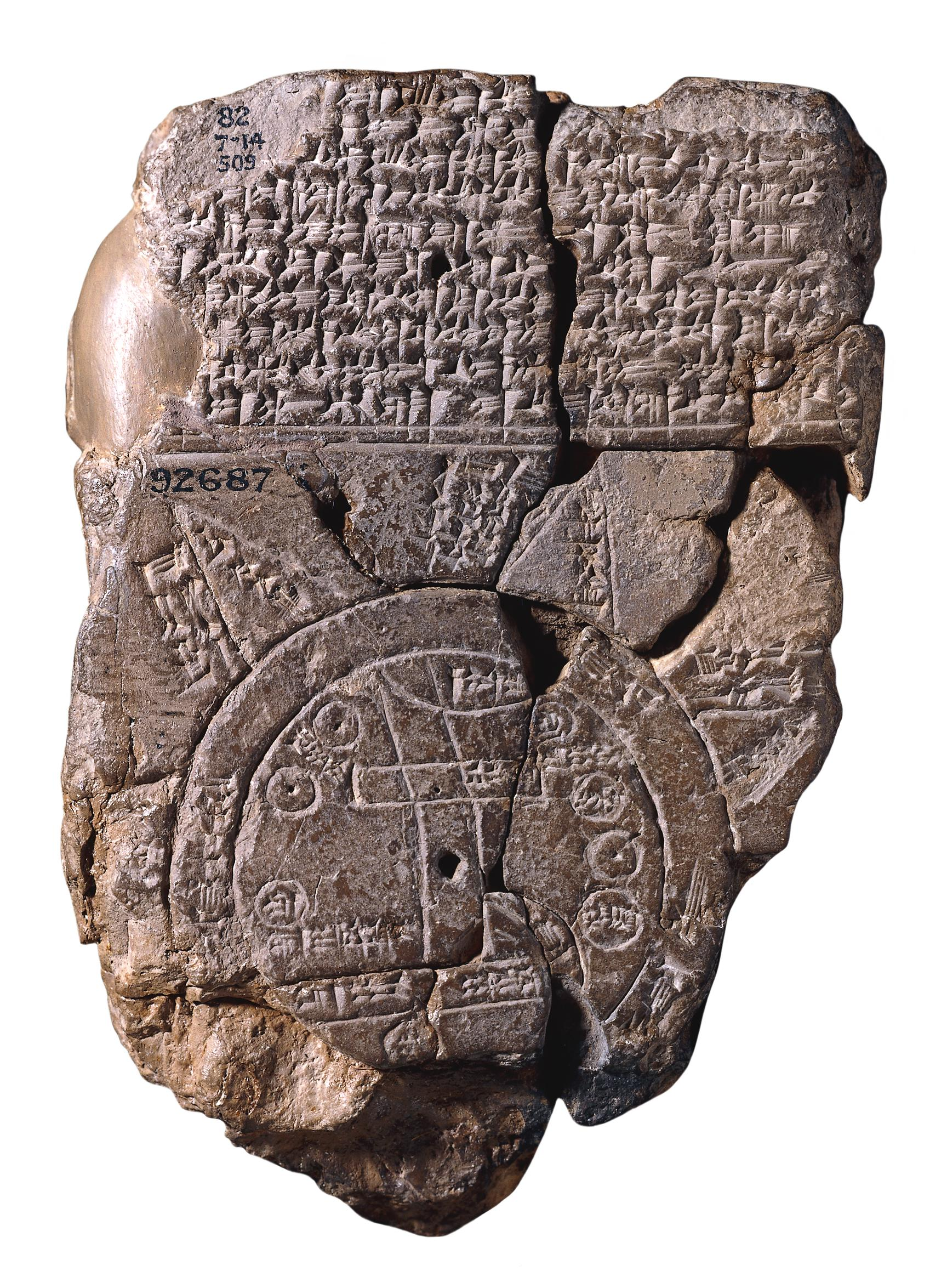
« Carte du Monde » figurant Babylone au centre de celui-ci,.

L'ascension politique de Babylone s'est progressivement transportée dans le domaine de la religion et des mythes dans la Mésopotamie ancienne, sans doute avant tout à l'instigation des lettrés des temples de la ville, et en premier lieu de celui de l'Esagil. Cela va de concert avec l'affirmation de la prééminence de Marduk en tant que roi des dieux, qui se manifeste dans la rédaction vers le XIIe siècle av. J.-C. de l'Épopée de la Création (Enūma eliš). Ce récit mythologique décrit comment Marduk est devenu le roi des dieux en étant le seul capable de sauver ceux-ci de la menace représentée par Tiamat, leur ancêtre à tous, symbolisant le chaos. Après sa victoire, Marduk crée le Monde avec la dépouille de Tiamat, et en son centre, au lieu de jonction du Ciel et de la Terre, il installe les grands dieux à Babylone, sa ville qu'ils construisent, en commençant par son grand temple. Cette idée selon laquelle Babylone serait au centre du Monde se retrouve également dans une tablette représentant une mappemonde babylonienne avec la ville en son centre.
Le statut mythique de Babylone transparaît dans les divers textes topographiques relatifs à ses monuments religieux, que ce soit Tintir qui montre à quel point son espace est marqué par le sacré ou la Tablette de l'Esagil qui donne les dimensions de la ziggurat Etemenanki, suivant des chiffres symboliques. Cette dernière représenterait le centre du monde à l'endroit où il a été créé et où sont reliés le Ciel et la Terre (c'est la signification de son nom). Cette fonction de capitale du cosmos s'étendait à toute la ville, puisque parmi les épithètes s'appliquant à celle-ci se trouvait un « Lien entre le Ciel et la Terre ».
Des chroniques historiques sans doute écrites par le clergé babylonien mettent en avant le lien entre l'importance religieuse de la ville et de son dieu et leur importance politique. Elles reconstruisent un passé mythique en plaçant l'évolution des événements sous le prisme du rapport des grands rois avec Marduk et ses temples de Babylone : ceux qui leur manquent de respect sont tôt ou tard châtiés. Cela se veut un message pour les rois suivants, à qui ils conseillent de bien traiter le dieu et son grand temple.

#### Les auteurs de l'Antiquité gréco-romaine
Les auteurs grecs et latins de l'Antiquité ont été les témoins de la décadence de Babylone, mais ont préservé le souvenir de sa grandeur, en donnant une image largement mythifiée qui reflétait sans doute bien mal la réalité à laquelle ceux qui ont réellement visité la ville ont pu être confrontés, et influencé jusqu'aux archéologues contemporains qui ont souvent été guidés par ces textes pour conduire leurs recherches (comme le démontre la recherche des jardins suspendus). Le premier et le plus important à en avoir laissé une description est Hérodote dans la première moitié du Ve siècle av. J.-C., suivi par Ctésias vers la fin du même siècle. Ils décrivent une ville gigantesque, sans doute la plus vaste du monde qu'ils connaissent en leur temps, et évoquent ses grands monuments, notamment ses murailles. Ctésias évoque son autre merveille, ses Jardins suspendus, et attribue sa fondation à la reine légendaire Sémiramis. Ce topos de Babylone en tant que megalopolis se retrouve par la suite, avec ses monuments et souverains légendaires, parfois des confusions avec l'histoire de sa voisine assyrienne, tandis que les auteurs des siècles du tournant de notre ère (Strabon, Flavius Josèphe, Pline l'Ancien), tout en rapportant son passé prestigieux, évoquent le fait que la ville est tombée en ruines. Progressivement, le souvenir de Babylone se déforme, malgré le fait que certains auteurs écrivant en grec ou latin rapportent des informations relativement fiables sur son histoire et sa culture, reposant sur les écrits du prêtre babylonien Bérose, ou avec des sources locales comme dans le cas du philosophe Damascios.

#### La Bible hébraïque et le Nouveau Testament chrétien
La Bible hébraïque, et donc sa version chrétienne l'Ancien Testament, comportent plusieurs passages dans lesquels Babylone occupe une place importante. Le premier est le récit de la Tour de Babel, rapporté dans la Genèse, où Babel renvoie à Babylone, et sa tour dérive manifestement de la ziggurat de cette dernière dont ont pu être témoins les Judéens descendants des exilés en Babylonie. Ce récit évoque comment les habitants de la ville de Babel au pays de Shinear, ville fondée par le premier roi Nimrod, érigèrent une tour avec pour but d'atteindre le Ciel, mais comment l'« Éternel » les en empêcha, en les dispersant en multipliant les langues pour qu'ils ne se comprennent plus, jetant parmi eux la confusion (hébreu balal, terme proche de Babel). Babylone apparaît également dans des livres de la Bible plus en rapport avec sa réalité historique, notamment le Deuxième Livre des Rois qui raconte les victoires de son roi Nabuchodonosor II sur le Royaume de Juda, et le Livre de Jérémie qui prend place durant les mêmes événements, évoquant le début de la déportation en Babylonie. De ces textes il ressort une image ambiguë de Babylone : celle de la cité honnie, capitale du royaume dominateur et orgueilleux qui a déporté des Judéens et les a contraints aux douleurs de l'exil et à la mélancolie du pays d'origine « sur les bords de fleuves de Babylone » (Psaume 137). Mais Babylone et Nabuchodonosor sont aussi parfois présentés comme des instruments de la volonté divine. L'image négative de cette ville est par la suite reprise dans le Nouveau Testament des Chrétiens, notamment pour être assimilée à Rome, nouvelle puissance dominatrice et persécutrice. Dans l'Apocalypse de Jean, la « Grande prostituée » porte le nom de Babylone, et cette ville y est à plusieurs reprises citée comme symbole du Mal et de la tromperie.

### Le souvenir de Babylone après sa fin

#### Le souvenir lointain d'une grande ville

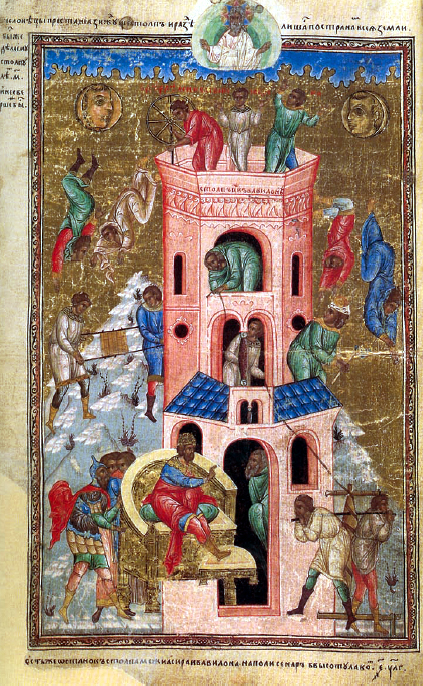
La construction de la Tour de Babel, d'après un manuscrit russe du XVIe siècle.

Après la disparition de Babylone, la plupart des témoignages directs la concernant sont largement oubliés durant l'époque médiévale, durant laquelle l'image de la ville se déforme encore plus. Les sources bibliques constituent alors l'essentiel de la documentation de base disponible aux personnes de ces périodes pour approcher l'existence de cette ville. Les occupants des anciens territoires dominés par Babylone, auteurs de langues arabe, et iranienne, avant tout des géographes et historiens, ont préservé le souvenir du lieu des ruines de la ville, et l'évoquent comme la plus ancienne ville de l'Irak. Les histoires qu'ils évoquent à son propos reposent largement sur la Bible ou les traditions historiques iraniennes, notamment celles liées aux rois Nabuchodonosor II (Bukht Naṣ(ṣ)ar) et Alexandre (Iskandar), Babylone n'apparaissant qu'une fois dans le Coran.
Dans le monde médiéval européen, l'image de Babylone est encore plus floue, reposant sur les seuls textes bibliques, et dans les représentations des manuscrits elle apparaît comme une grande ville dont l'architecture suit les conventions de l'époque de l'artiste. Avec la redécouverte des textes des auteurs grecs et latins à partir du XVe siècle de notre ère, les représentations peuvent se faire plus précises, notamment l'inclusion des Jardins suspendus. Ceux-ci considérés comme l'une des Sept Merveilles du monde contribuent à asseoir l'image de faste et de civilisation associée à cette grande capitale antique. Mais ce sont avant tout deux aspects de la ville qui intéressent le plus les auteurs du monde chrétien : le mythe de la tour de Babel et son utilisation en tant que symbole du Mal.

#### Le mythe de la Tour de Babel

La Tour de Babel par Pieter Brueghel l'Ancien, 1563

Le succès du mythe de la Tour de Babel est un des vecteurs essentiels du souvenir du passé de Babylone dans le monde chrétien et dans une moindre mesure dans le monde musulman. Ce mythe est avant tout lu sous un jour négatif, celui du pêché d'orgueil des hommes frappés par la sanction divine pour avoir cherché à trop s'élever. Il devient un thème iconographique très prolifique durant l'époque médiévale et encore plus à l'époque moderne entre le XVIe et le XVIIe siècle. Durant cette dernière période il est interprété de façon plus ambiguë en fonction des évolutions du temps : toujours un symbole de l'orgueil, mais aussi de la division des hommes durant les périodes de guerres, notamment religieuses, et de façon plus positive celui d'une humanité confiante en ses moyens. Dans les représentations, la tour prend des formes très variées (pyramidale, conique, rampe hélicoïdale, base carrée, etc.) reflétant les tendances architecturales du temps ou bien l'imagination de l'artiste.

#### Un symbole du Mal

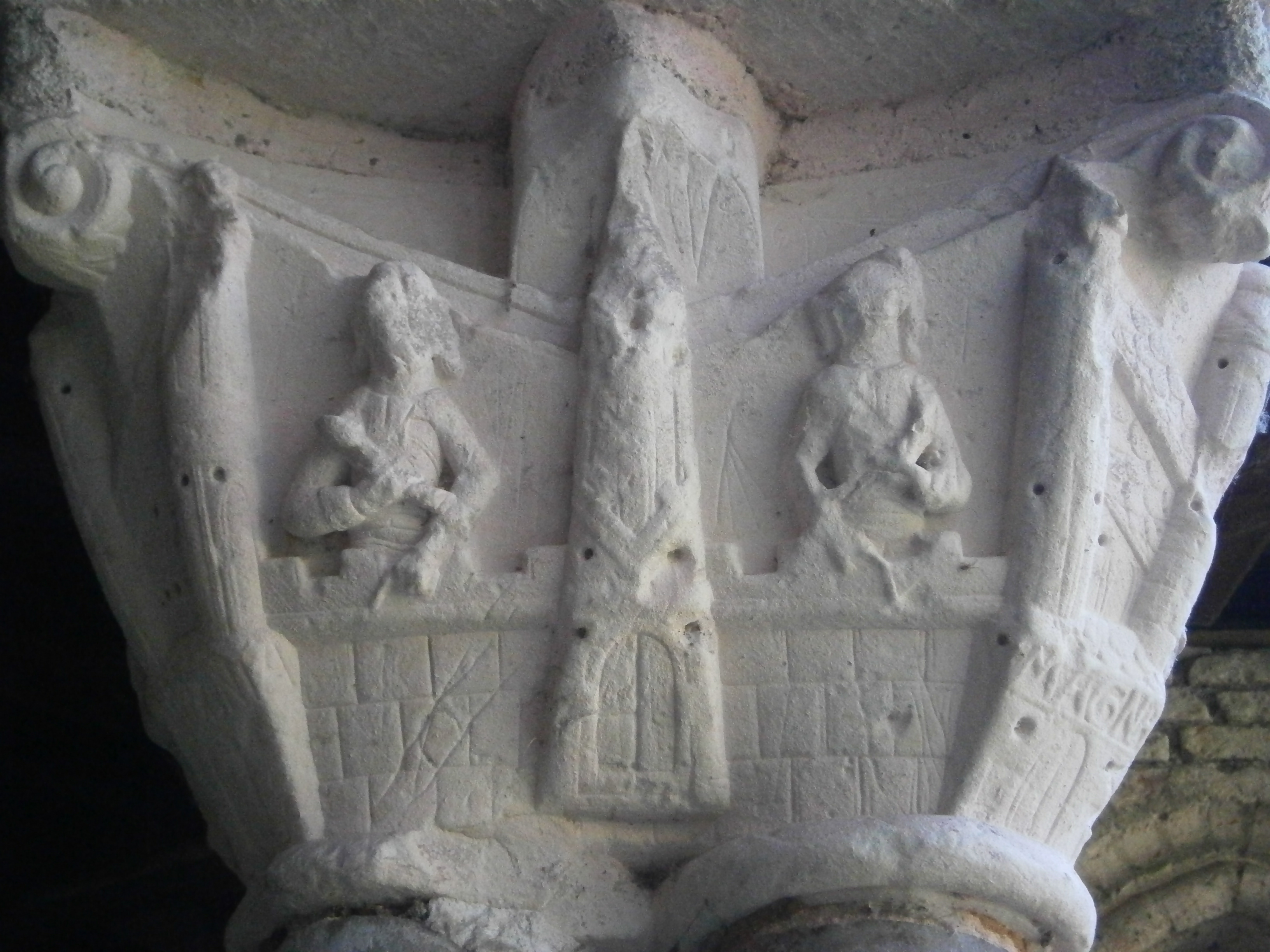
« Babylone la Grande », symbole du Mal, chapiteau du cloître de l'abbaye de Moissac, France, v. 1100.

Le nom de Babylone a revêtu progressivement une connotation négative dans le monde chrétien, du fait de l'image laissée par les récits de la défaite puis de la déportation des Judéens en Babylonie à l'époque de Nabuchodonosor II. Les textes des Pères de l'Église témoignent de leur méconnaissance de l'histoire de cette cité et d'un basculement vers la vision fantasmée négative de celle-ci, qui reste ancrée dans la tradition chrétienne par la suite. Babylone est devenue symbole du péché et de la persécution. Rome a été identifiée comme une nouvelle Babylone à l'époque des persécutions contre les premières communautés chrétiennes, puis aussi bien plus tard quand les premiers Réformés, Martin Luther en tête, firent de la ville du Pape la cité du péché, reprenant le topos de la Grande Prostituée de l'Apocalypse. Dans l'iconographie de l'Europe médiévale, aussi bien en Occident qu'en Orient à Byzance et en Russie, l'image de Babylone en tant que cité du Mal est répandue, notamment associée à un serpent symbolisant le péché. Son destin est marqué par une fin funeste, celle de sa chute et de son abandon.
Cette image négative du terme Babylone a traversé le temps. Ainsi, divers mouvements messianiques et millénaristes des États-Unis actuels utilisent encore la métaphore babylonienne pour qualifier l'origine de ce qui est vécu comme une persécution, et New York est parfois désignée comme une « Babylone moderne ». On retrouve aussi cet emploi du nom de la ville antique pour condamner l'oppression et la corruption dans des discours du mouvement rastafari et de différents styles musicaux (reggae, rap).

#### Babylone dans la culture duXIXeet duXXesiècle: une idée plutôt qu'un lieu

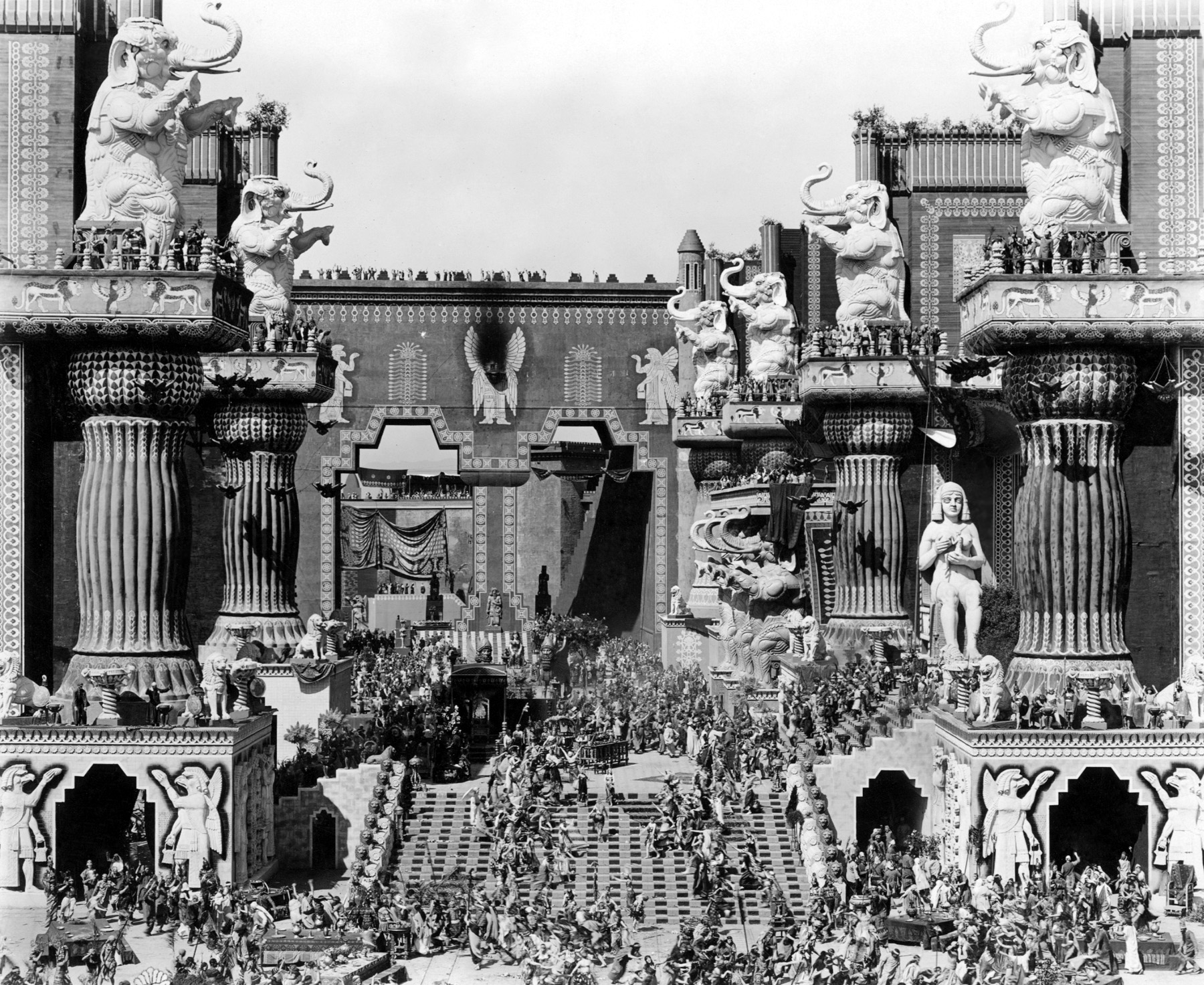
Décor représentant Babylone dans Intolérance de David Wark Griffith (1916), mêlant des thèmes iconographiques assyriens à d'autres provenant de civilisations extérieures à la Mésopotamie.

À partir du XVIIIe siècle, certains auteurs critiques vis-à-vis des autorités religieuses nuancent l'image négative de Babylone, par exemple Voltaire qui fait référence à cette ville dans plusieurs de ses écrits. On peut citer par exemple son conte philosophique la Princesse de Babylone. Au début du XIXe siècle, le romantisme et surtout l'orientalisme débouchent sur un nouvel intérêt pour le passé antique de l'« Orient », mouvement qui accompagne les premières fouilles des sites antiques du Moyen-Orient (qui ne concernent pas Babylone), et précisent peu à peu les connaissances qui restent cependant encore fortement marquées par l'héritage grec, romain et biblique.
Babylone apparaît dans des œuvres marquantes de cette période, comme la peinture La Mort de Sardanapale d'Eugène Delacroix (1827) et l'opéra Nabucco de Giuseppe Verdi (1842). À partir de la seconde moitié du XIXe siècle, les découvertes archéologiques peuvent être prises en compte, aussi les représentations artistiques de l'ancienne Mésopotamie se rapprochent de leur apparence antique : d'abord dans les peintures comme The Babylonian Marriage Market du peintre orientaliste Edwin Long (1875), et plus tard dans le film muet Intolérance de David Wark Griffith, réalisé en 1916.
Depuis, Babylone apparaît dans différentes formes d'expression artistiques (littérature, arts plastiques, cinéma, jeux vidéo, etc.) qui s'inspirent plutôt des traditions externes antiques et de leur postérité, tout en pouvant reprendre des acquis des recherches archéologiques et assyriologiques. Babylone reste dans les représentations modernes avant tout une idée, celle d'une ville mythifiée, largement déconnectée de son lieu d'origine, la cité qui a existé dans l'Antiquité, généralement « fusionnée » avec la Babel biblique et sa tour et souvent utilisée pour symboliser la décadence et l'oppression,.

## Époque moderne

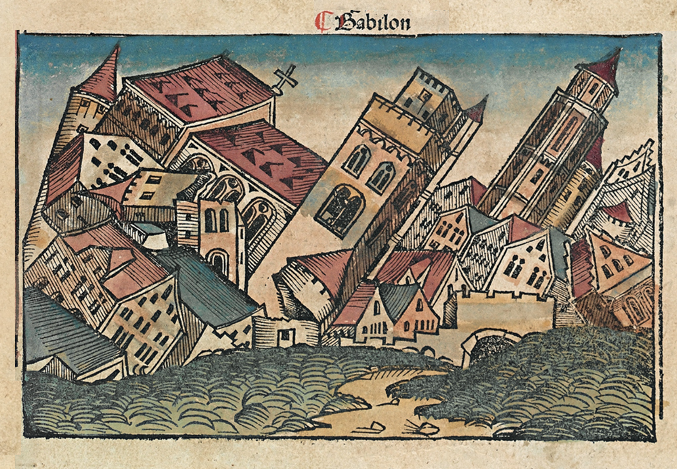
Gravure sur bois dans la Chronique de Nuremberg de 1493, représentant la chute de Babylone

Le 5 juillet 2019, Babylone a été inscrite sur la Liste du patrimoine mondial de l'UNESCO. À l'heure actuelle, des milliers de personnes vivent à l'intérieur du périmètre des anciens remparts extérieurs de la ville et les communautés à l'intérieur se développent rapidement malgré les lois restreignant la construction,. 

#### Généralités sur la civilisation mésopotamienne
- Jean-Louis Huot, Une archéologie des peuples du Proche-Orient, tome II, Des hommes des Palais aux sujets des premiers empires (IIe-Ier millénaire av. J-C), Paris, Errances, 2004.
- Francis Joannès (dir.), Dictionnaire de la civilisation mésopotamienne, Paris, Robert Laffont, coll. « Bouquins », 2001.
- (en) Gwendolyn Leick (dir.), The Babylonian World, Londres et New York, Routledge, 2007.
- Bertrand Lafont (dir.), Aline Tenu, Francis Joannes et Philippe Clancier, La Mésopotamie. De Gilgamesh à Artaban (3300-120 av.J-C), Paris, Belin, 2017
- (en) Paul-Alain Beaulieu, A History of Babylon, 2200 BC - AD 75, Hoboken et Oxford, Wiley-Blackwell, 2018 (ISBN 978-1-405-18899-9)

#### Articles introductifs
- (en) Andrew R. George, « Babylon revisited: archaeology and philology in harness », Antiquity, vol. 67, no 257,‎ 1993, p. 734–746.
- Jean-Claude Margueron, « Babylone, la première mégapole ? », dans Claude Nicolet (dir.), Mégapoles méditerranéennes, Paris, Maisonneuve et Larose, coll. « L'Atelier méditerranéen », 2000, p. 452-481.
- (en) Marc Van de Mieroop, « Reading Babylon », American Journal of Archaeology 107/2,‎ 2003, p. 257-275.
- Laura Cousin, « Babylone, ville des dieux et des rois », Histoire urbaine, no 56,‎ 2019, p. 11-33 (DOI 10.3917/rhu.056.0011)

#### Généralités sur Babylone
- Béatrice André-Salvini (dir.), Babylone, Paris, Hazan - Musée du Louvre éditions, 2008.
- Béatrice André-Salvini, Babylone, Paris, Presses universitaires de France, coll. « Que sais-je ? », 2009. (édition plus récente : 2019)
- (en) Irving J. Finkel et Michael J. Seymour (dir.), Babylon : Myth and Reality, Londres, British Museum Press, 2008
- (en) Karen Radner, A Short History of Babylon, Londres et New York, Bloomsbury Academic, 2020

#### Études spécialisées sur Babylone
- Béatrice André-Salvini (dir.), La Tour de Babylone : Études et recherches sur les monuments de Babylone (Actes du colloque du 19 avril 2008 au musée du Louvre, Paris), Paris et Rome, Istituto di Studi Civiltà dell’Egeo et del Vicino Oriente - Musée du Louvre éditions, 2013.
- (de) Eva Cancik-Kirschbaum, Margarete van Ess et Joachim Marzahn (dir.), Babylon : Wissenkultur in Orient und Okzident, Berlin, De Gruyter, coll. « Berlin Studies of the Ancient World », 2011.
- (en) Andrew R. George, Babylonian Topographical Texts, Louvain, Leuven Departement Oriëntalistiek, coll. « Orientalia Lovaniensia Analecta », 1992.
- (en) Olof Pedersén, Babylon : The Great City, Münster, Zaphon, 2021 (lire en ligne)
- (en) Julian Reade, « Alexander the Great and the Hanging Gardens of Babylon », Iraq 62,‎ 2000, p. 195-217.
- (en) Donald J. Wiseman, Nebuchadrezzar and Babylon, Oxford, New York et Toronto, Oxford University Press, 1985.
- Katia Zakharia (coord.), Babylone, Grenade, villes mythiques : récits, réalités, représentations, Lyon, Maison de l'Orient et de la Méditerranée Jean Pouilloux, coll. « Monde arabe et musulman. Orient-Méditerranée » (no 1), 2014 (lire en ligne)

### Documentaire
- Retour à Babylone (2002), documentaire tourné dans les ruines de l'antique Babylone et dans la ville actuelle, Hilla, avec son parc moderne imitant les Jardins suspendus.